# Showmatch, la academia
Showmatch, la academia fue un reality show de talentos mixtos emitido como el segmento principal del programa Showmatch, conducido por Marcelo Tinelli. El jurado estaba compuesto por cinco miembros: Ángel de Brito, Carolina "Pampita" Ardohaín, Guillermina Valdés, Jimena Barón y Hernán Piquín. El programa es producido por La Flia, se estrenó el día lunes 17 de mayo de 2021 y finalizó el día viernes 10 de diciembre de ese mismo año por eltrece.
La lista de participantes cerró inicialmente con un total de 24 parejas. Posteriormente, la producción del programa decidió incorporar a 7 parejas más siendo en total 31 parejas las que han participado en el polémico reality. 
El programa finalizó antes de lo previsto; tras varios cambios de horario y un bajo índice de audiencia, el conductor determinó adelantar el final del programa para principios de diciembre. Fue entendido por algunos medios de comunicación como un fracaso, y marcó el adiós definitivo del programa después de 15 años de transmisión en el mismo canal.
El certamen finalizó el 10 de diciembre, donde la pareja de Noelia Marzol y Jonathan Lazarte se consagraron como campeones con el 50.7% de los votos del público, venciendo a la pareja de Agustín Sierra y Fiorella Giménez con el 49.3%, siendo una de las finales más ajustadas en la historia en cuanto a porcentaje de votos.

## Formato
Showmatch: La Academia es un concurso de talentos mixtos en donde cada pareja debe realizar una presentación, donde incluyan distintas disciplinas como el baile, el canto, la actuación, la acrobacia, el patinaje, entre otras y para ello serán formados por un coach y cada uno tendrá un equipo de artistas que los acompañe en cada gala, donde un famoso con su equipo serán eliminados. El formato retoma recursos de otros programas producidos por la productora, entre ellos el Bailando por un sueño (2006-2019), El musical de tus sueños (2009) y el Cantando por un sueño (2006-2020).

### Evaluación del jurado
El jurado da su puntaje, después de que cada pareja presenta su respectivo cuadro artístico, del 0 al 10. Las parejas que no lleguen al puntaje mínimo para salvarse y pasar a la siguiente ronda quedarán sentenciadas, batiéndose a un duelo de estilo libre, en el cual deberán presentar una performance libre diferente a la realizada en la ronda. 
Luego de que termine el duelo, el jurado deberá ir salvando a los equipos en función de su performance hasta que sólo queden dos de ellas. La novedad de esta temporada es que por primera vez (y en algunas rondas) el jurado deberá eliminar a una pareja de las dos que menos han rendido satisfactoriamente durante el duelo, dejándolos así afuera de la competencia, aunque este mecanismo ya se había llevado a cabo en el Super Bailando en las rondas de super duelo. Sin embargo, el proceso de eliminación fue cambiando durante el transcurso del programa y en alguna galas se decidió someter a los dos peores parejas al duelo telefónico, donde el público votaba quien debía permanecer en la competencia.
También en algunas ocasiones, en caso de empate durante la votación del jurado, las jefas de coach (María Laura «Lolo» Rossi y Eugenia López Frugoni) podían desempatar en el caso necesario, ya sea para salvar o para eliminar a las parejas.

## Participantes
| Famoso                                                                                    | Famoso/a o Bailarín/a                                               | Estado                               | Ritmo                      | Sent. | Tiempo   |
| ----------------------------------------------------------------------------------------- | ------------------------------------------------------------------- | ------------------------------------ | -------------------------- | ----- | -------- |
| Noelia Marzol Actriz / Bailarina / Modelo / Empresaria / Conductora                       | Jonathan Lazarte                                                    | Campeones de La Academia             | Final                      | 1     | 101 días |
| Agustín Sierra Actor                                                                      | Fiorella Giménez                                                    | Subcampeones de La Academia          | Final                      | 3     | 196 días |
| Candela Ruggeri Actriz / Bailarina / Modelo / Conductora / Influencer                     | Nicolás Fleitas                                                     | Semifinalista de La Academia         | 2.ª Semifinal              | 5     | 195 días |
| Celeste Muriega Bailarina / Modelo / Vedette                                              | Maximiliano Diorio                                                  | Semifinalista de La Academia         | 1.ª Semifinal              | 2     | 115 días |
| Agustín Barajas Urquiza Actor / Bailarín / Cantante                                       | Loana Ruiz                                                          | 22ª Pareja eliminada de La Academia  | Música de películas        | 4     | 69 días  |
| Mario Guerci Actor / Modelo                                                               | Soledad Bayona                                                      | 21ª Pareja eliminada de La Academia  | Música de películas        | 8     | 193 días |
| Rocío Igarzábal Actriz / Cantante                                                         | Gonzalo Gerber                                                      | 20ª Pareja eliminada de La Academia  | Ritmos urbanos             | 3     | 56 días  |
| Lizardo Ponce Periodista / Conductor                                                      | Josefina Oriozabala                                                 | 19ª Pareja eliminada de La Academia  | Comedia musical            | 6     | 180 días |
| Rocío Marengo Actriz / Bailarina / Cantante / Modelo / Vedette / Comediante / Mediática   | Ignacio Pérez Cortés                                                | 18ª Pareja eliminada de La Academia  | Comedia musical            | 6     | 180 días |
| José María «Pachu» Peña Actor / Comediante                                                | Florencia Díaz                                                      | 17ª Pareja eliminada de La Academia  | Merengue                   | 8     | 172 días |
| Viviana Saccone Actriz                                                                    | Ernesto «Títo» Díaz                                                 | 16ª Pareja eliminada de La Academia  | Rock and roll              | 3     | 164 días |
| Rodrigo Tapari Cantante / Compositor                                                      | Sol Beatriz                                                         | 15ª Pareja eliminada de La Academia  | Homenajes                  | 1     | 68 días  |
| Karina «La Princesita» Tejeda Actriz / Cantante / Compositora                             | Rafael Muñiz                                                        | 9no Abandono de La Academia          | Homenajes                  | 1     | 145 días |
| Nazareno Móttola Actor / Comediante / Acróbata                                            | Micaela Grimoldi                                                    | 14ª Pareja eliminada de La Academia  | Ritmo con niños            | 2     | 22 días  |
| Luciana Salazar Actriz / Bailarina / Cantante / Modelo / Conductora / Vedette / Mediática | Ignacio Gonatta                                                     | 8vo Abandono de La Academia          | Ritmo con niños            | 1     | 139 días |
| Lionel Ferro Actor / Cantante / Youtuber                                                  | Camila Lonigro                                                      | 13ª Pareja eliminada de La Academia  | Ritmo con cantante en vivo | 4     | 46 días  |
| Jorge Moliniers Bailarín / Cantante / Coreógrafo                                          | Su compañera continúa                                               | 7mo Abandono de La Academia          | Ritmo con cantante en vivo | 1     | 129 días |
| Julieta Nair Calvo Actriz / Cantante / Modelo / Conductora                                | Su compañero continúa                                               | 6to Abandono de La Academia          | Ritmo con cantante en vivo | 0     | 127 días |
| Florencia Vigna Actriz / Bailarina / Cantante / Modelo / Conductora / Influencer          | Facundo Mazzei Actor / Bailarín / Cantante / Coreógrafo             | 5to Abandono de La Academia          | Súper duelo II             | 0     | 120 días |
| Ezequiel «El Polaco» Cwirkaluk Actor / Cantante                                           | Bárbara Silenzi Bailarina / Modelo / Vedette                        | 12.ª Pareja eliminada de La Academia | Ritmo del jurado           | 5     | 113 días |
| Sofía «Jujuy» Jiménez Actriz / Modelo / Conductora                                        | Ignacio Saraceni                                                    | 11.ª Pareja eliminada de La Academia | Una que sepamos todos      | 3     | 102 días |
| Mariela «La Chipi» Anchipi Actriz / Bailarina / Modelo / Vedette / Panelista / Coreógrafa | Nicolás Schell                                                      | 10.ª Pareja eliminada de La Academia | Salsa en trío              | 1     | 13 días  |
| Ángela Leiva Actriz / Cantante / Compositora                                              | Su compañero continúa                                               | 4.to Abandono de La Academia         | Salsa en trío              | 1     | 95 días  |
| Ariel Puchetta Cantante de Ráfaga                                                         | Sofía Cerruto                                                       | 9.ª Pareja eliminada de La Academia  | Cumbia                     | 1     | 6 días   |
| Débora Plager Periodista / Conductora                                                     | Nicolás Villalba                                                    | 8.ª Pareja eliminada de La Academia  | Pole dance                 | 4     | 83 días  |
| Mar Tarrés Comediante                                                                     | Franco Mariotti                                                     | 7.ª Pareja eliminada de La Academia  | Súper duelo                | 1     | 77 días  |
| Bárbara Franco Modelo                                                                     | Gabriel Rentería                                                    | 6.ª Pareja eliminada de La Academia  | Canto                      | 3     | 72 días  |
| Mariana Genesio Peña Actriz                                                               | Rodrigo Jara                                                        | 3.er Abandono de La Academia         | Reguetón                   | 3     | 66 días  |
| Romina Ricci Actriz / Guionista / Directora de cine                                       | Juan Manuel Palao                                                   | 5.ª Pareja eliminada de La Academia  | Samba de ballroom          | 1     | 58 días  |
| Gustavo «Cucho» Parisi Cantante de Los Auténticos Decadentes                              | Melody Luz                                                          | 4.ª Pareja eliminada de La Academia  | Disco                      | 2     | 39 días  |
| Gustavo «Cucho» Parisi Cantante de Los Auténticos Decadentes                              | Melody Luz                                                          | 1.ª Pareja eliminada de La Academia  | Doble cubo                 | 2     | 10 días  |
| Charlotte Caniggia Modelo / Personalidad de televisión                                    | Ignacio Gonatta                                                     | 3.ª Pareja eliminada de La Academia  | Shuffle                    | 3     | 38 días  |
| Julieta Puente Periodista / Influencer / Gimnasta                                         | Facundo Insúa                                                       | 2.ª Pareja eliminada de La Academia  | Imitación perfecta         | 1     | 25 días  |
| Ulises Bueno Cantante                                                                     | Rocío Pardo Bailarina / Modelo                                      | 2.do Abandono en La Academia         | Imitación perfecta         | 0     | 24 días  |
| Pablo «Chato» Prada Productor de televisión                                               | Lourdes Sánchez Actriz / Bailarina / Cantante / Modelo / Conductora | 1.er Abandono en La Academia         | Doble cubo                 | 1     | 21 días  |

Notas
1. ↑  Ingresa en reemplazo de Ángela Leiva.
2. ↑  Ingresa en reemplazo de Julieta Nair Calvo.
3. ↑  Renuncia por motivos personales.
4. ↑  Abandona por motivos personales.
5. ↑  Abandona por motivos de salud, su compañera Luciana Salazar continúa.
6. ↑  Abandona por motivos de embarazo, en su lugar ingresa Rocío Igarzábal.
7. ↑  Renuncian por problemas de salud de Facundo Mazzei.
8. ↑  Abandona por motivos laborales, en su lugar ingresa Noelia Marzol.
9. ↑  Renuncia por motivos laborales.
10. ↑  Reingresan en reemplazo de Pablo "Chato" Prada & Lourdes Sánchez.
11. ↑  Renuncian por motivos laborales.
12. ↑  Renuncian por falta de tiempo para ensayar, en su lugar, reingresa Gustavo Parisi & Melody Luz.

### Reemplazos
| Reemplazos                                                                                | Reemplazos              | Reemplazos                      | Reemplazos                                     | Reemplazos |
| Reemplazante                                                                              | Reemplazado             | Ritmo                           | Motivo                                         | Sentencia  |
| ----------------------------------------------------------------------------------------- | ----------------------- | ------------------------------- | ---------------------------------------------- | ---------- |
| Facundo Giordano Bailarín                                                                 | Ignacio Saraceni        | Imitación perfecta (Duelo)      | Aislamiento por COVID-19                       | Si         |
| Facundo Giordano Bailarín                                                                 | Ignacio Saraceni        | Shuffle                         | Aislamiento por COVID-19                       | No         |
| Rodrigo Tapari Cantante / Compositor                                                      | El Polaco               | Disco                           | Fallecimiento de su padre                      | No         |
| Mariela «La Chipi» Anchipi Actriz / Bailarina / Modelo / Vedette / Panelista / Coreógrafa | Sofía «Jujuy» Jiménez   | Samba de ballroom               | Fractura de costilla                           | No         |
| Mariela «La Chipi» Anchipi Actriz / Bailarina / Modelo / Vedette / Panelista / Coreógrafa | Sofía «Jujuy» Jiménez   | Reguetón                        | Fractura de costilla                           | No         |
| Mariela «La Chipi» Anchipi Actriz / Bailarina / Modelo / Vedette / Panelista / Coreógrafa | Sofía «Jujuy» Jiménez   | Súper duelo (Cuarteto)          | Fractura de costilla                           | Sí         |
| Mariela «La Chipi» Anchipi Actriz / Bailarina / Modelo / Vedette / Panelista / Coreógrafa | Sofía «Jujuy» Jiménez   | Súper duelo (Disco)             | Fractura de costilla                           | Sí         |
| Mariela «La Chipi» Anchipi Actriz / Bailarina / Modelo / Vedette / Panelista / Coreógrafa | Sofía «Jujuy» Jiménez   | Súper duelo (Samba de Ballroom) | Fractura de costilla                           | No         |
| Mariela «La Chipi» Anchipi Actriz / Bailarina / Modelo / Vedette / Panelista / Coreógrafa | Sofía «Jujuy» Jiménez   | Pole dance                      | Fractura de costilla                           | No         |
| Celeste Muriega Actriz / Bailarina / Modelo / Vedette                                     | Bárbara Silenzi         | Súper duelo (Cuarteto)          | Fractura de costilla                           | No         |
| Celeste Muriega Actriz / Bailarina / Modelo / Vedette                                     | Bárbara Silenzi         | Pole dance                      | Fractura de costilla                           | Sí         |
| Rodrigo Jara Bailarín                                                                     | Franco Mariotti         | Súper duelo (Cuarteto)          | Intoxicación                                   | Sí         |
| María Laura Cattalini «La Catta» Bailarina / Coreógrafa / Modelo                          | Viviana Sacconne        | Súper duelo (Disco)             | Compromiso laboral ya pactado con anterioridad | No         |
| Noelia Marzol small>Actriz / Bailarina / Modelo / Conductora / Empresaria                 | Débora Plager           | Pole dance                      | Fisura de costilla                             | Sí         |
| Valeria Archimó Bailarina / Vedette / Directora Teatral / Coreógrafa                      | Ángela Leiva            | Pole dance                      | Estrés corporal                                | No         |
| Bárbara Franco Modelo                                                                     | Julieta Nair Calvo      | Pole dance                      | Aislamiento por COVID-19                       | No         |
| Gabriel Rentería Bailarín                                                                 | Gonzalo Gerber          | Pole dance                      | Aislamiento por COVID-19                       | No         |
| Gabriel Rentería Bailarín                                                                 | Gonzalo Gerber          | Cumbia                          | Aislamiento por COVID-19                       | No         |
| Gabriel Rentería Bailarín                                                                 | Gonzalo Gerber          | Salsa en trío                   | Aislamiento por COVID-19                       | No         |
| Nazareno Móttola Actor / Acróbata / Comediante                                            | José María «Pachu» Peña | Pole dance (Duelo)              | Edema en el tendón del brazo                   | Sí         |
| Nazareno Móttola Actor / Acróbata / Comediante                                            | Rodrigo Tapari          | Una que sepamos todos           | Desgarro de pierna                             | No         |
| Nazareno Móttola Actor / Acróbata / Comediante                                            | Rodrigo Tapari          | Ritmo del jurado                | Desgarro de pierna                             | No         |

## Equipos
| Coreógrafo/Coach     | Coreógrafo/Coach          | Pareja                                             |
| -------------------- | ------------------------- | -------------------------------------------------- |
| Bandera de Argentina | Maria Laura Cattalini     | Noelia Marzol & Jonathan Lazarte                   |
| Bandera de Argentina | Matías Napp               | Agustín Sierra & Fiorella Giménez                  |
| Bandera de Argentina | Matías Ramos              | Candela Ruggeri & Nicolás Fleitas                  |
| Bandera de Argentina | Vera Mauer                | Celeste Muriega & Maximiliano D'iorio              |
| Bandera de Argentina | Paola Garcia              | Agustín Barajas & Loana Ruiz                       |
| Bandera de Argentina | Marcelo Amante            | Mario Guerci & Soledad Bayona                      |
| Bandera de Argentina | Hernán Alegre             | Rocío Igarzábal & Gonzalo Gerber                   |
| Bandera de Argentina | Nahuel Leguizamón         | Lizardo Ponce & Josefina Oriozabala                |
| Bandera de Argentina | Verónica Pecollo          | Rocío Marengo & Nacho Pérez Cortés                 |
| Bandera de Venezuela | Sergio Cabrera            | José María Peña & Florencia Díaz                   |
| Bandera de Argentina | Lorena Portillo           | Viviana Saccone & Ernesto Díaz                     |
| Bandera de Argentina | Mariano Florido           | Rodrigo Tapari & Sol Beatriz                       |
| Bandera de Argentina | Facundo Arrigoni          | Karina Tejeda & Rafael Muñiz                       |
| Bandera de Uruguay   | Emir Abdul Gani (1-3)     | Karina Tejeda & Rafael Muñiz                       |
| Bandera de Argentina | Franco Quiles             | Nazareno Móttola & Micaela Grimoldi                |
| Bandera de Argentina | María José de la Iglesia  | Luciana Salazar & Ignacio Gonnatta Jorge Moliniers |
| Bandera de Argentina | Antonella Campaniello     | Lionel Ferro & Camila Lonigro                      |
| Bandera de Argentina | Judith Kovalovsky (10-12) | Lionel Ferro & Camila Lonigro                      |
| Bandera de Argentina | Hernán Alegre             | Julieta Nair Calvo & Gonzalo Gerber                |
| Bandera de Argentina | Georgina Tirotta          | Florencia Vigna & Facundo Mazzei                   |
| Bandera de Argentina | Georgina Seva             | Ezequiel Cwirkaluk & Bárbara Silenzi               |
| Bandera de Argentina | Enrique Pérez (1-12)      | Ezequiel Cwirkaluk & Bárbara Silenzi               |
| Bandera de Argentina | Carla Lanzi               | Sofía Jiménez & Ignacio Saraceni                   |
| Bandera de Argentina | Antonella Campaniello     | Mariela Anchipi & Nicolás Schell                   |
| Bandera de Argentina | María Laura Cattalini     | Ángela Leiva & Jonathan Lazarte                    |
| Bandera de Argentina | Esteban Toppi             | Ariel Puchetta & Sofia Cerruto                     |
| Bandera de Argentina | Paola García              | Débora Plager & Nicolás Villalba                   |
| Bandera de Argentina | Cecilia Estévez           | Mar Tarrés & Franco Mariotti                       |
| Bandera de Argentina | Judith Kovalovsky (1-4)   | Mar Tarrés & Franco Mariotti                       |
| Bandera de Argentina | Antonella Campaniello     | Bárbara Franco & Gabriel Rentería                  |
| Bandera de Argentina | Rodrigo Vallejos          | Mariana Genesio Peña & Rodrigo Jara                |
| Bandera de Argentina | Mariano Florido           | Gustavo Parisi & Melody Luz Stocchetti             |
| Bandera de Argentina | Bárbara Majule            | Romina Ricci & Juan Manuel Palau                   |
| Bandera de Argentina | Vera Mauer                | Charlotte Caniggia & Nacho Gonatta                 |
| Bandera de Argentina | Georgina Seva             | Julieta Puente & Facundo Insúa                     |
| Bandera de Argentina | Esteban Toppi             | Ulises Bueno & Rocío Pardo                         |
| Bandera de Argentina | Gabriel Conti             | Pablo Prada & Lourdes Sánchez                      |

## Jurado

### Titular
| Ángel de Brito              | 44 años | Periodista / Presentador / Locutor          |
| Carolina «Pampita» Ardohain | 43 años | Modelo / Conductora / Bailarina / Actriz    |
| Guillermina Valdés          | 44 años | Modelo / Actriz / Empresaria                |
| Jimena Barón (J Mena)       | 34 años | Cantante / Compositora / Actriz / Bailarina |
| Hernán Piquín               | 47 años | Bailarín profesional / Coreógrafo           |

### Reemplazos
| Reemplazantes         | Reemplazantes | Reemplazantes                                       | Reemplazantes               | Reemplazantes                                                       | Reemplazantes                                                                                       |
| Reemplazante          | Edad          | Profesión                                           | Reemplazado                 | Motivo                                                              | Ritmo                                                                                               |
| --------------------- | ------------- | --------------------------------------------------- | --------------------------- | ------------------------------------------------------------------- | --------------------------------------------------------------------------------------------------- |
| Guillermina Valdés    | 44 años       | Actriz / Modelo / Empresaria                        | Ángel de Brito              | Aislamiento por Covid-19                                            | Doble cubo                                                                                          |
| Guillermina Valdés    | 44 años       | Actriz / Modelo / Empresaria                        | Carolina «Pampita» Ardohain | Embarazo                                                            | Canto                                                                                               |
| Guillermina Valdés    | 44 años       | Actriz / Modelo / Empresaria                        | Carolina «Pampita» Ardohain | Embarazo                                                            | Súper duelo                                                                                         |
| Karina, la Princesita | 35 años       | Actriz / Cantante / Compositora                     | Carolina «Pampita» Ardohain | Misa por el aniversario del fallecimiento de su hija                | Sexta y séptima gala de Una (canción) que sepamos todos                                             |
| Federico Bal          | 31 años       | Actor / Productor / Director teatral                | Hernán Piquín               | Compromiso teatral                                                  | Duelo de estilo libre de Una (canción) que sepamos todos / Primera y sexta gala de Ritmo del jurado |
| Federico Bal          | 31 años       | Actor / Productor / Director teatral                | Ángel de Brito              | Compromiso familiar                                                 | Cuarta gala de Ritmo del jurado                                                                     |
| Lourdes Sánchez       | 35 años       | Actriz / Bailarina / Cantante / Modelo / Conductora | Guillermina Valdés          | Compromiso laboral ya pactado con anterioridad                      | Sexta gala de Ritmo del jurado                                                                      |
| Lourdes Sánchez       | 35 años       | Actriz / Bailarina / Cantante / Modelo / Conductora | Jimena Barón                | Compromiso laboral ya pactado con anterioridad                      | Tercera y cuarta gala de Adagio y primera gala de Cumbia del Súper duelo II                         |
| Yanina Latorre        | 52 años       | Locutora / Panelista / Periodista / Contadora       | Hernán Piquín               | Participa como invitado especial en la performance de Noelia Marzol | Segunda gala de Homenajes                                                                           |

## Estadísticas semanales
| Noelia                       | No estaba | No estaba     | No estaba      | No estaba      | No estaba                       | No estaba                       | No estaba                       | No estaba                       | No estaba                       | No estaba                       | No estaba                       | 41                              | 49                              | B                               | 30                              | 49                              | 48                              | 47                              | 50                              | 43                              | 39                              | 50                              | 4                               | 5                               | Campeona                        | Campeona                        | Campeona                        | Campeona                        | Campeona                        | Campeona                        | Campeona                        | Campeona                        | Campeona                        | Campeona                        | Campeona                        | Campeona                        | Campeona                        | Campeona                        | Campeona                        | Campeona                        | Campeona                        | Campeona                        | Campeona                        | Campeona                        | Campeona                        | Campeona                        | Campeona                        | Campeona                        | Campeona                        | Campeona                        | Campeona                        | Campeona                        | Campeona                        | Campeona                        | Campeona                        | Campeona                        | Campeona                        | Campeona                        | Campeona         | Campeona         | Campeona         | Campeona         | Campeona         | Campeona         | Campeona         | Campeona         | Campeona         | Campeona        | Campeona        | Campeona        | Campeona        | Campeona        | Campeona        | Campeona        | Campeona        | Campeona        |
| Agustín S.                   | 35        | 22            | 37             | 38             | 32                              | 30                              | 26                              | B                               | 50                              | 49                              | 50                              | 27                              | 47                              | B                               | 34                              | 49                              | 43                              | 48                              | 35                              | 33                              | 45                              | 29                              | 3                               | 1                               | Subcampeón                      | Subcampeón                      | Subcampeón                      | Subcampeón                      | Subcampeón                      | Subcampeón                      | Subcampeón                      | Subcampeón                      | Subcampeón                      | Subcampeón                      | Subcampeón                      | Subcampeón                      | Subcampeón                      | Subcampeón                      | Subcampeón                      | Subcampeón                      | Subcampeón                      | Subcampeón                      | Subcampeón                      | Subcampeón                      | Subcampeón                      | Subcampeón                      | Subcampeón                      | Subcampeón                      | Subcampeón                      | Subcampeón                      | Subcampeón                      | Subcampeón                      | Subcampeón                      | Subcampeón                      | Subcampeón                      | Subcampeón                      | Subcampeón                      | Subcampeón                      | Subcampeón       | Subcampeón       | Subcampeón       | Subcampeón       | Subcampeón       | Subcampeón       | Subcampeón       | Subcampeón       | Subcampeón       | Subcampeón      | Subcampeón      | Subcampeón      | Subcampeón      | Subcampeón      | Subcampeón      | Subcampeón      | Subcampeón      | Subcampeón      |
| Candela                      | 35        | 34            | 25             | 33             | 26                              | 36                              | 16                              | B                               | 28                              | 38                              | 33                              | 40                              | 46                              | B                               | 40                              | 41                              | 39                              | 45                              | 37                              | 33                              | 49                              | 30                              | 1                               | Semifinalistas                  | Semifinalistas                  | Semifinalistas                  | Semifinalistas                  | Semifinalistas                  | Semifinalistas                  | Semifinalistas                  | Semifinalistas                  | Semifinalistas                  | Semifinalistas                  | Semifinalistas                  | Semifinalistas                  | Semifinalistas                  | Semifinalistas                  | Semifinalistas                  | Semifinalistas                  | Semifinalistas                  | Semifinalistas                  | Semifinalistas                  | Semifinalistas                  | Semifinalistas                  | Semifinalistas                  | Semifinalistas                  | Semifinalistas                  | Semifinalistas                  | Semifinalistas                  | Semifinalistas                  | Semifinalistas                  | Semifinalistas                  | Semifinalistas                  | Semifinalistas                  | Semifinalistas                  | Semifinalistas                  | Semifinalistas                  | Semifinalistas                  | Semifinalistas   | Semifinalistas   | Semifinalistas   | Semifinalistas   | Semifinalistas   | Semifinalistas   | Semifinalistas   | Semifinalistas   | Semifinalistas   | Semifinalistas  | Semifinalistas  | Semifinalistas  | Semifinalistas  | Semifinalistas  | Semifinalistas  | Semifinalistas  | Semifinalistas  |                 |
| Celeste                      | No estaba | No estaba     | No estaba      | No estaba      | No estaba                       | No estaba                       | No estaba                       | No estaba                       | No estaba                       | 41                              | 49                              | 39                              | 47                              | B                               | 50                              | 43                              | 32                              | 46                              | 35                              | 49                              | 44                              | 33                              | 0                               | Semifinalistas                  | Semifinalistas                  | Semifinalistas                  | Semifinalistas                  | Semifinalistas                  | Semifinalistas                  | Semifinalistas                  | Semifinalistas                  | Semifinalistas                  | Semifinalistas                  | Semifinalistas                  | Semifinalistas                  | Semifinalistas                  | Semifinalistas                  | Semifinalistas                  | Semifinalistas                  | Semifinalistas                  | Semifinalistas                  | Semifinalistas                  | Semifinalistas                  | Semifinalistas                  | Semifinalistas                  | Semifinalistas                  | Semifinalistas                  | Semifinalistas                  | Semifinalistas                  | Semifinalistas                  | Semifinalistas                  | Semifinalistas                  | Semifinalistas                  | Semifinalistas                  | Semifinalistas                  | Semifinalistas                  | Semifinalistas                  | Semifinalistas                  | Semifinalistas   | Semifinalistas   | Semifinalistas   | Semifinalistas   | Semifinalistas   | Semifinalistas   | Semifinalistas   | Semifinalistas   | Semifinalistas   | Semifinalistas  | Semifinalistas  | Semifinalistas  | Semifinalistas  | Semifinalistas  | Semifinalistas  | Semifinalistas  | Semifinalistas  |                 |
| Agustín B.                   | No estaba | No estaba     | No estaba      | No estaba      | No estaba                       | No estaba                       | No estaba                       | No estaba                       | No estaba                       | No estaba                       | No estaba                       | No estaba                       | No estaba                       | No estaba                       | 42                              | 41                              | 37                              | 37                              | 33                              | 37                              | 39                              | 33                              | 22.vo Eliminado                 | 22.vo Eliminado                 | 22.vo Eliminado                 | 22.vo Eliminado                 | 22.vo Eliminado                 | 22.vo Eliminado                 | 22.vo Eliminado                 | 22.vo Eliminado                 | 22.vo Eliminado                 | 22.vo Eliminado                 | 22.vo Eliminado                 | 22.vo Eliminado                 | 22.vo Eliminado                 | 22.vo Eliminado                 | 22.vo Eliminado                 | 22.vo Eliminado                 | 22.vo Eliminado                 | 22.vo Eliminado                 | 22.vo Eliminado                 | 22.vo Eliminado                 | 22.vo Eliminado                 | 22.vo Eliminado                 | 22.vo Eliminado                 | 22.vo Eliminado                 | 22.vo Eliminado                 | 22.vo Eliminado                 | 22.vo Eliminado                 | 22.vo Eliminado                 | 22.vo Eliminado                 | 22.vo Eliminado                 | 22.vo Eliminado                 | 22.vo Eliminado                 | 22.vo Eliminado                 | 22.vo Eliminado                 | 22.vo Eliminado                 | 22.vo Eliminado                 | 22.vo Eliminado  | 22.vo Eliminado  | 22.vo Eliminado  | 22.vo Eliminado  | 22.vo Eliminado  | 22.vo Eliminado  | 22.vo Eliminado  | 22.vo Eliminado  | 22.vo Eliminado  | 22.vo Eliminado | 22.vo Eliminado | 22.vo Eliminado | 22.vo Eliminado | 22.vo Eliminado | 22.vo Eliminado | 22.vo Eliminado | 22.vo Eliminado | 22.vo Eliminado |
| Mario                        | 27        | 21            | 18             | 15             | 17                              | 31                              | 25                              | B                               | 44                              | 20                              | 39                              | 41                              | 34                              | B                               | 33                              | 47                              | 35                              | 36                              | 21                              | 40                              | 21                              | 30                              | 21.vo Eliminado                 | 21.vo Eliminado                 | 21.vo Eliminado                 | 21.vo Eliminado                 | 21.vo Eliminado                 | 21.vo Eliminado                 | 21.vo Eliminado                 | 21.vo Eliminado                 | 21.vo Eliminado                 | 21.vo Eliminado                 | 21.vo Eliminado                 | 21.vo Eliminado                 | 21.vo Eliminado                 | 21.vo Eliminado                 | 21.vo Eliminado                 | 21.vo Eliminado                 | 21.vo Eliminado                 | 21.vo Eliminado                 | 21.vo Eliminado                 | 21.vo Eliminado                 | 21.vo Eliminado                 | 21.vo Eliminado                 | 21.vo Eliminado                 | 21.vo Eliminado                 | 21.vo Eliminado                 | 21.vo Eliminado                 | 21.vo Eliminado                 | 21.vo Eliminado                 | 21.vo Eliminado                 | 21.vo Eliminado                 | 21.vo Eliminado                 | 21.vo Eliminado                 | 21.vo Eliminado                 | 21.vo Eliminado                 | 21.vo Eliminado                 | 21.vo Eliminado                 | 21.vo Eliminado  | 21.vo Eliminado  | 21.vo Eliminado  | 21.vo Eliminado  | 21.vo Eliminado  | 21.vo Eliminado  | 21.vo Eliminado  | 21.vo Eliminado  | 21.vo Eliminado  | 21.vo Eliminado | 21.vo Eliminado | 21.vo Eliminado | 21.vo Eliminado | 21.vo Eliminado | 21.vo Eliminado | 21.vo Eliminado | 21.vo Eliminado | 21.vo Eliminado |
| Rocío I.                     | No estaba | No estaba     | No estaba      | No estaba      | No estaba                       | No estaba                       | No estaba                       | No estaba                       | No estaba                       | No estaba                       | No estaba                       | No estaba                       | No estaba                       | No estaba                       | No estaba                       | 46                              | 48                              | 36                              | 27                              | 42                              | 30                              | 20.va Eliminada                 | 20.va Eliminada                 | 20.va Eliminada                 | 20.va Eliminada                 | 20.va Eliminada                 | 20.va Eliminada                 | 20.va Eliminada                 | 20.va Eliminada                 | 20.va Eliminada                 | 20.va Eliminada                 | 20.va Eliminada                 | 20.va Eliminada                 | 20.va Eliminada                 | 20.va Eliminada                 | 20.va Eliminada                 | 20.va Eliminada                 | 20.va Eliminada                 | 20.va Eliminada                 | 20.va Eliminada                 | 20.va Eliminada                 | 20.va Eliminada                 | 20.va Eliminada                 | 20.va Eliminada                 | 20.va Eliminada                 | 20.va Eliminada                 | 20.va Eliminada                 | 20.va Eliminada                 | 20.va Eliminada                 | 20.va Eliminada                 | 20.va Eliminada                 | 20.va Eliminada                 | 20.va Eliminada                 | 20.va Eliminada                 | 20.va Eliminada                 | 20.va Eliminada                 | 20.va Eliminada                 | 20.va Eliminada                 | 20.va Eliminada  | 20.va Eliminada  | 20.va Eliminada  | 20.va Eliminada  | 20.va Eliminada  | 20.va Eliminada  | 20.va Eliminada  | 20.va Eliminada  | 20.va Eliminada  | 20.va Eliminada | 20.va Eliminada | 20.va Eliminada | 20.va Eliminada | 20.va Eliminada | 20.va Eliminada | 20.va Eliminada | 20.va Eliminada |                 |
| Lizardo                      | 24        | 22            | 18             | 33             | 16                              | 23                              | 24                              | B                               | 38                              | 30                              | 40                              | 32                              | 41                              | B                               | 23                              | 39                              | 39                              | 42                              | 31                              | 27                              | 19.vo Eliminado                 | 19.vo Eliminado                 | 19.vo Eliminado                 | 19.vo Eliminado                 | 19.vo Eliminado                 | 19.vo Eliminado                 | 19.vo Eliminado                 | 19.vo Eliminado                 | 19.vo Eliminado                 | 19.vo Eliminado                 | 19.vo Eliminado                 | 19.vo Eliminado                 | 19.vo Eliminado                 | 19.vo Eliminado                 | 19.vo Eliminado                 | 19.vo Eliminado                 | 19.vo Eliminado                 | 19.vo Eliminado                 | 19.vo Eliminado                 | 19.vo Eliminado                 | 19.vo Eliminado                 | 19.vo Eliminado                 | 19.vo Eliminado                 | 19.vo Eliminado                 | 19.vo Eliminado                 | 19.vo Eliminado                 | 19.vo Eliminado                 | 19.vo Eliminado                 | 19.vo Eliminado                 | 19.vo Eliminado                 | 19.vo Eliminado                 | 19.vo Eliminado                 | 19.vo Eliminado                 | 19.vo Eliminado                 | 19.vo Eliminado                 | 19.vo Eliminado                 | 19.vo Eliminado                 | 19.vo Eliminado                 | 19.vo Eliminado  | 19.vo Eliminado  | 19.vo Eliminado  | 19.vo Eliminado  | 19.vo Eliminado  | 19.vo Eliminado  | 19.vo Eliminado  | 19.vo Eliminado  | 19.vo Eliminado  | 19.vo Eliminado | 19.vo Eliminado | 19.vo Eliminado | 19.vo Eliminado | 19.vo Eliminado | 19.vo Eliminado | 19.vo Eliminado |                 |                 |
| Rocío M.                     | 26        | 28            | 27             | 28             | 18                              | 26                              | 10                              | B                               | 34                              | 22                              | 31                              | 33                              | 43                              | B                               | 47                              | 42                              | 30                              | 43                              | 35                              | 33                              | 18.va Eliminada                 | 18.va Eliminada                 | 18.va Eliminada                 | 18.va Eliminada                 | 18.va Eliminada                 | 18.va Eliminada                 | 18.va Eliminada                 | 18.va Eliminada                 | 18.va Eliminada                 | 18.va Eliminada                 | 18.va Eliminada                 | 18.va Eliminada                 | 18.va Eliminada                 | 18.va Eliminada                 | 18.va Eliminada                 | 18.va Eliminada                 | 18.va Eliminada                 | 18.va Eliminada                 | 18.va Eliminada                 | 18.va Eliminada                 | 18.va Eliminada                 | 18.va Eliminada                 | 18.va Eliminada                 | 18.va Eliminada                 | 18.va Eliminada                 | 18.va Eliminada                 | 18.va Eliminada                 | 18.va Eliminada                 | 18.va Eliminada                 | 18.va Eliminada                 | 18.va Eliminada                 | 18.va Eliminada                 | 18.va Eliminada                 | 18.va Eliminada                 | 18.va Eliminada                 | 18.va Eliminada                 | 18.va Eliminada                 | 18.va Eliminada                 | 18.va Eliminada  | 18.va Eliminada  | 18.va Eliminada  | 18.va Eliminada  | 18.va Eliminada  | 18.va Eliminada  | 18.va Eliminada  | 18.va Eliminada  | 18.va Eliminada  | 18.va Eliminada | 18.va Eliminada | 18.va Eliminada | 18.va Eliminada | 18.va Eliminada | 18.va Eliminada | 18.va Eliminada |                 |                 |
| José María                   | 20        | 29            | 9              | 14             | 21                              | 24                              | 25                              | B                               | 19                              | 31                              | 44                              | 36                              | 13                              | B                               | 25                              | 48                              | 37                              | 35                              | 21                              | 17.vo Eliminado                 | 17.vo Eliminado                 | 17.vo Eliminado                 | 17.vo Eliminado                 | 17.vo Eliminado                 | 17.vo Eliminado                 | 17.vo Eliminado                 | 17.vo Eliminado                 | 17.vo Eliminado                 | 17.vo Eliminado                 | 17.vo Eliminado                 | 17.vo Eliminado                 | 17.vo Eliminado                 | 17.vo Eliminado                 | 17.vo Eliminado                 | 17.vo Eliminado                 | 17.vo Eliminado                 | 17.vo Eliminado                 | 17.vo Eliminado                 | 17.vo Eliminado                 | 17.vo Eliminado                 | 17.vo Eliminado                 | 17.vo Eliminado                 | 17.vo Eliminado                 | 17.vo Eliminado                 | 17.vo Eliminado                 | 17.vo Eliminado                 | 17.vo Eliminado                 | 17.vo Eliminado                 | 17.vo Eliminado                 | 17.vo Eliminado                 | 17.vo Eliminado                 | 17.vo Eliminado                 | 17.vo Eliminado                 | 17.vo Eliminado                 | 17.vo Eliminado                 | 17.vo Eliminado                 | 17.vo Eliminado                 | 17.vo Eliminado                 | 17.vo Eliminado  | 17.vo Eliminado  | 17.vo Eliminado  | 17.vo Eliminado  | 17.vo Eliminado  | 17.vo Eliminado  | 17.vo Eliminado  | 17.vo Eliminado  | 17.vo Eliminado  | 17.vo Eliminado | 17.vo Eliminado | 17.vo Eliminado | 17.vo Eliminado | 17.vo Eliminado | 17.vo Eliminado |                 |                 |                 |
| Viviana                      | 30        | 25            | 21             | 25             | 34                              | 25                              | 12                              | B                               | 19                              | 38                              | 40                              | 38                              | 47                              | B                               | 39                              | 45                              | 43                              | 34                              | 16.va Eliminada                 | 16.va Eliminada                 | 16.va Eliminada                 | 16.va Eliminada                 | 16.va Eliminada                 | 16.va Eliminada                 | 16.va Eliminada                 | 16.va Eliminada                 | 16.va Eliminada                 | 16.va Eliminada                 | 16.va Eliminada                 | 16.va Eliminada                 | 16.va Eliminada                 | 16.va Eliminada                 | 16.va Eliminada                 | 16.va Eliminada                 | 16.va Eliminada                 | 16.va Eliminada                 | 16.va Eliminada                 | 16.va Eliminada                 | 16.va Eliminada                 | 16.va Eliminada                 | 16.va Eliminada                 | 16.va Eliminada                 | 16.va Eliminada                 | 16.va Eliminada                 | 16.va Eliminada                 | 16.va Eliminada                 | 16.va Eliminada                 | 16.va Eliminada                 | 16.va Eliminada                 | 16.va Eliminada                 | 16.va Eliminada                 | 16.va Eliminada                 | 16.va Eliminada                 | 16.va Eliminada                 | 16.va Eliminada                 | 16.va Eliminada                 | 16.va Eliminada                 | 16.va Eliminada                 | 16.va Eliminada  | 16.va Eliminada  | 16.va Eliminada  | 16.va Eliminada  | 16.va Eliminada  | 16.va Eliminada  | 16.va Eliminada  | 16.va Eliminada  | 16.va Eliminada  | 16.va Eliminada | 16.va Eliminada | 16.va Eliminada | 16.va Eliminada | 16.va Eliminada |                 |                 |                 |                 |
| Rodrigo                      | No estaba | No estaba     | No estaba      | No estaba      | No estaba                       | No estaba                       | No estaba                       | No estaba                       | No estaba                       | 44                              | 39                              | 40                              | 37                              | B                               | 41                              | 50                              | 35                              | 15.vo Eliminado                 | 15.vo Eliminado                 | 15.vo Eliminado                 | 15.vo Eliminado                 | 15.vo Eliminado                 | 15.vo Eliminado                 | 15.vo Eliminado                 | 15.vo Eliminado                 | 15.vo Eliminado                 | 15.vo Eliminado                 | 15.vo Eliminado                 | 15.vo Eliminado                 | 15.vo Eliminado                 | 15.vo Eliminado                 | 15.vo Eliminado                 | 15.vo Eliminado                 | 15.vo Eliminado                 | 15.vo Eliminado                 | 15.vo Eliminado                 | 15.vo Eliminado                 | 15.vo Eliminado                 | 15.vo Eliminado                 | 15.vo Eliminado                 | 15.vo Eliminado                 | 15.vo Eliminado                 | 15.vo Eliminado                 | 15.vo Eliminado                 | 15.vo Eliminado                 | 15.vo Eliminado                 | 15.vo Eliminado                 | 15.vo Eliminado                 | 15.vo Eliminado                 | 15.vo Eliminado                 | 15.vo Eliminado                 | 15.vo Eliminado                 | 15.vo Eliminado                 | 15.vo Eliminado                 | 15.vo Eliminado                 | 15.vo Eliminado                 | 15.vo Eliminado                 | 15.vo Eliminado                 | 15.vo Eliminado  | 15.vo Eliminado  | 15.vo Eliminado  | 15.vo Eliminado  | 15.vo Eliminado  | 15.vo Eliminado  | 15.vo Eliminado  | 15.vo Eliminado  | 15.vo Eliminado  | 15.vo Eliminado | 15.vo Eliminado | 15.vo Eliminado | 15.vo Eliminado |                 |                 |                 |                 |                 |
| Karina                       | 27        | 37            | 21             | 15             | 24                              | 23                              | 35                              | B                               | 25                              | 40                              | 35                              | 33                              | 38                              | B                               | 43                              | 47                              | 28                              | 8.vo Abandono                   | 8.vo Abandono                   | 8.vo Abandono                   | 8.vo Abandono                   | 8.vo Abandono                   | 8.vo Abandono                   | 8.vo Abandono                   | 8.vo Abandono                   | 8.vo Abandono                   | 8.vo Abandono                   | 8.vo Abandono                   | 8.vo Abandono                   | 8.vo Abandono                   | 8.vo Abandono                   | 8.vo Abandono                   | 8.vo Abandono                   | 8.vo Abandono                   | 8.vo Abandono                   | 8.vo Abandono                   | 8.vo Abandono                   | 8.vo Abandono                   | 8.vo Abandono                   | 8.vo Abandono                   | 8.vo Abandono                   | 8.vo Abandono                   | 8.vo Abandono                   | 8.vo Abandono                   | 8.vo Abandono                   | 8.vo Abandono                   | 8.vo Abandono                   | 8.vo Abandono                   | 8.vo Abandono                   | 8.vo Abandono                   | 8.vo Abandono                   | 8.vo Abandono                   | 8.vo Abandono                   | 8.vo Abandono                   | 8.vo Abandono                   | 8.vo Abandono                   | 8.vo Abandono                   | 8.vo Abandono                   | 8.vo Abandono    | 8.vo Abandono    | 8.vo Abandono    | 8.vo Abandono    | 8.vo Abandono    | 8.vo Abandono    | 8.vo Abandono    | 8.vo Abandono    | 8.vo Abandono    | 8.vo Abandono   | 8.vo Abandono   | 8.vo Abandono   | 8.vo Abandono   | 8.vo Abandono   | 8.vo Abandono   |                 |                 |                 |
| Nazareno                     | No estaba | No estaba     | No estaba      | No estaba      | No estaba                       | No estaba                       | No estaba                       | No estaba                       | No estaba                       | No estaba                       | No estaba                       | No estaba                       | No estaba                       | No estaba                       | 24                              | 39                              | 14.vo Eliminado                 | 14.vo Eliminado                 | 14.vo Eliminado                 | 14.vo Eliminado                 | 14.vo Eliminado                 | 14.vo Eliminado                 | 14.vo Eliminado                 | 14.vo Eliminado                 | 14.vo Eliminado                 | 14.vo Eliminado                 | 14.vo Eliminado                 | 14.vo Eliminado                 | 14.vo Eliminado                 | 14.vo Eliminado                 | 14.vo Eliminado                 | 14.vo Eliminado                 | 14.vo Eliminado                 | 14.vo Eliminado                 | 14.vo Eliminado                 | 14.vo Eliminado                 | 14.vo Eliminado                 | 14.vo Eliminado                 | 14.vo Eliminado                 | 14.vo Eliminado                 | 14.vo Eliminado                 | 14.vo Eliminado                 | 14.vo Eliminado                 | 14.vo Eliminado                 | 14.vo Eliminado                 | 14.vo Eliminado                 | 14.vo Eliminado                 | 14.vo Eliminado                 | 14.vo Eliminado                 | 14.vo Eliminado                 | 14.vo Eliminado                 | 14.vo Eliminado                 | 14.vo Eliminado                 | 14.vo Eliminado                 | 14.vo Eliminado                 | 14.vo Eliminado                 | 14.vo Eliminado                 | 14.vo Eliminado                 | 14.vo Eliminado  | 14.vo Eliminado  | 14.vo Eliminado  | 14.vo Eliminado  | 14.vo Eliminado  | 14.vo Eliminado  | 14.vo Eliminado  | 14.vo Eliminado  | 14.vo Eliminado  | 14.vo Eliminado | 14.vo Eliminado | 14.vo Eliminado |                 |                 |                 |                 |                 |                 |
| Luciana                      | 24        | 23            | 22             | 21             | 19                              | 25                              | 32                              | B                               | 39                              | 31                              | 36                              | 25                              | 28                              | B                               | 35                              | 33                              | 7.mo Abandono                   | 7.mo Abandono                   | 7.mo Abandono                   | 7.mo Abandono                   | 7.mo Abandono                   | 7.mo Abandono                   | 7.mo Abandono                   | 7.mo Abandono                   | 7.mo Abandono                   | 7.mo Abandono                   | 7.mo Abandono                   | 7.mo Abandono                   | 7.mo Abandono                   | 7.mo Abandono                   | 7.mo Abandono                   | 7.mo Abandono                   | 7.mo Abandono                   | 7.mo Abandono                   | 7.mo Abandono                   | 7.mo Abandono                   | 7.mo Abandono                   | 7.mo Abandono                   | 7.mo Abandono                   | 7.mo Abandono                   | 7.mo Abandono                   | 7.mo Abandono                   | 7.mo Abandono                   | 7.mo Abandono                   | 7.mo Abandono                   | 7.mo Abandono                   | 7.mo Abandono                   | 7.mo Abandono                   | 7.mo Abandono                   | 7.mo Abandono                   | 7.mo Abandono                   | 7.mo Abandono                   | 7.mo Abandono                   | 7.mo Abandono                   | 7.mo Abandono                   | 7.mo Abandono                   | 7.mo Abandono                   | 7.mo Abandono                   | 7.mo Abandono    | 7.mo Abandono    | 7.mo Abandono    | 7.mo Abandono    | 7.mo Abandono    | 7.mo Abandono    | 7.mo Abandono    | 7.mo Abandono    | 7.mo Abandono    | 7.mo Abandono   | 7.mo Abandono   | 7.mo Abandono   | 7.mo Abandono   | 7.mo Abandono   |                 |                 |                 |                 |
| Lionel                       | No estaba | No estaba     | No estaba      | No estaba      | No estaba                       | No estaba                       | No estaba                       | No estaba                       | No estaba                       | 46                              | 27                              | 29                              | 24                              | B                               | 25                              | 13.vo Eliminado                 | 13.vo Eliminado                 | 13.vo Eliminado                 | 13.vo Eliminado                 | 13.vo Eliminado                 | 13.vo Eliminado                 | 13.vo Eliminado                 | 13.vo Eliminado                 | 13.vo Eliminado                 | 13.vo Eliminado                 | 13.vo Eliminado                 | 13.vo Eliminado                 | 13.vo Eliminado                 | 13.vo Eliminado                 | 13.vo Eliminado                 | 13.vo Eliminado                 | 13.vo Eliminado                 | 13.vo Eliminado                 | 13.vo Eliminado                 | 13.vo Eliminado                 | 13.vo Eliminado                 | 13.vo Eliminado                 | 13.vo Eliminado                 | 13.vo Eliminado                 | 13.vo Eliminado                 | 13.vo Eliminado                 | 13.vo Eliminado                 | 13.vo Eliminado                 | 13.vo Eliminado                 | 13.vo Eliminado                 | 13.vo Eliminado                 | 13.vo Eliminado                 | 13.vo Eliminado                 | 13.vo Eliminado                 | 13.vo Eliminado                 | 13.vo Eliminado                 | 13.vo Eliminado                 | 13.vo Eliminado                 | 13.vo Eliminado                 | 13.vo Eliminado                 | 13.vo Eliminado                 | 13.vo Eliminado                 | 13.vo Eliminado                 | 13.vo Eliminado  | 13.vo Eliminado  | 13.vo Eliminado  | 13.vo Eliminado  | 13.vo Eliminado  | 13.vo Eliminado  | 13.vo Eliminado  | 13.vo Eliminado  | 13.vo Eliminado  | 13.vo Eliminado | 13.vo Eliminado |                 |                 |                 |                 |                 |                 |                 |
| Julieta Nair                 | 35        | 29            | 25             | 36             | 25                              | 40                              | 33                              | B                               | 36                              | 39                              | 42                              | 47                              | 37                              | B                               | 44                              | 6.to Abandono                   | 6.to Abandono                   | 6.to Abandono                   | 6.to Abandono                   | 6.to Abandono                   | 6.to Abandono                   | 6.to Abandono                   | 6.to Abandono                   | 6.to Abandono                   | 6.to Abandono                   | 6.to Abandono                   | 6.to Abandono                   | 6.to Abandono                   | 6.to Abandono                   | 6.to Abandono                   | 6.to Abandono                   | 6.to Abandono                   | 6.to Abandono                   | 6.to Abandono                   | 6.to Abandono                   | 6.to Abandono                   | 6.to Abandono                   | 6.to Abandono                   | 6.to Abandono                   | 6.to Abandono                   | 6.to Abandono                   | 6.to Abandono                   | 6.to Abandono                   | 6.to Abandono                   | 6.to Abandono                   | 6.to Abandono                   | 6.to Abandono                   | 6.to Abandono                   | 6.to Abandono                   | 6.to Abandono                   | 6.to Abandono                   | 6.to Abandono                   | 6.to Abandono                   | 6.to Abandono                   | 6.to Abandono                   | 6.to Abandono                   | 6.to Abandono                   | 6.to Abandono                   | 6.to Abandono    | 6.to Abandono    | 6.to Abandono    | 6.to Abandono    | 6.to Abandono    | 6.to Abandono    | 6.to Abandono    | 6.to Abandono    | 6.to Abandono    | 6.to Abandono   | 6.to Abandono   | 6.to Abandono   | 6.to Abandono   |                 |                 |                 |                 |                 |
| Florencia / Facundo          | 33        | 37            | 26             | 36             | 31                              | 38                              | 25                              | B                               | 37                              | 44                              | 47                              | 45                              | 47                              | A                               | 5.to Abandono                   | 5.to Abandono                   | 5.to Abandono                   | 5.to Abandono                   | 5.to Abandono                   | 5.to Abandono                   | 5.to Abandono                   | 5.to Abandono                   | 5.to Abandono                   | 5.to Abandono                   | 5.to Abandono                   | 5.to Abandono                   | 5.to Abandono                   | 5.to Abandono                   | 5.to Abandono                   | 5.to Abandono                   | 5.to Abandono                   | 5.to Abandono                   | 5.to Abandono                   | 5.to Abandono                   | 5.to Abandono                   | 5.to Abandono                   | 5.to Abandono                   | 5.to Abandono                   | 5.to Abandono                   | 5.to Abandono                   | 5.to Abandono                   | 5.to Abandono                   | 5.to Abandono                   | 5.to Abandono                   | 5.to Abandono                   | 5.to Abandono                   | 5.to Abandono                   | 5.to Abandono                   | 5.to Abandono                   | 5.to Abandono                   | 5.to Abandono                   | 5.to Abandono                   | 5.to Abandono                   | 5.to Abandono                   | 5.to Abandono                   | 5.to Abandono                   | 5.to Abandono                   | 5.to Abandono                   | 5.to Abandono    | 5.to Abandono    | 5.to Abandono    | 5.to Abandono    | 5.to Abandono    | 5.to Abandono    | 5.to Abandono    | 5.to Abandono    | 5.to Abandono    | 5.to Abandono   | 5.to Abandono   | 5.to Abandono   |                 |                 |                 |                 |                 |                 |
| Ezequiel / Bárbara S.        | 23        | 18            | 18             | 21             | 20                              | 23                              | 28                              | B                               | 23                              | 34                              | 44                              | 31                              | 26                              | 12.vo Eliminados                | 12.vo Eliminados                | 12.vo Eliminados                | 12.vo Eliminados                | 12.vo Eliminados                | 12.vo Eliminados                | 12.vo Eliminados                | 12.vo Eliminados                | 12.vo Eliminados                | 12.vo Eliminados                | 12.vo Eliminados                | 12.vo Eliminados                | 12.vo Eliminados                | 12.vo Eliminados                | 12.vo Eliminados                | 12.vo Eliminados                | 12.vo Eliminados                | 12.vo Eliminados                | 12.vo Eliminados                | 12.vo Eliminados                | 12.vo Eliminados                | 12.vo Eliminados                | 12.vo Eliminados                | 12.vo Eliminados                | 12.vo Eliminados                | 12.vo Eliminados                | 12.vo Eliminados                | 12.vo Eliminados                | 12.vo Eliminados                | 12.vo Eliminados                | 12.vo Eliminados                | 12.vo Eliminados                | 12.vo Eliminados                | 12.vo Eliminados                | 12.vo Eliminados                | 12.vo Eliminados                | 12.vo Eliminados                | 12.vo Eliminados                | 12.vo Eliminados                | 12.vo Eliminados                | 12.vo Eliminados                | 12.vo Eliminados                | 12.vo Eliminados                | 12.vo Eliminados                | 12.vo Eliminados                | 12.vo Eliminados | 12.vo Eliminados | 12.vo Eliminados | 12.vo Eliminados | 12.vo Eliminados | 12.vo Eliminados | 12.vo Eliminados | 12.vo Eliminados | 12.vo Eliminados |                 |                 |                 |                 |                 |                 |                 |                 |                 |
| Sofía                        | 26        | 16            | 28             | 22             | 21                              | 28                              | 17                              | B                               | 25                              | 20                              | 44                              | 25                              | 11.va Eliminada                 | 11.va Eliminada                 | 11.va Eliminada                 | 11.va Eliminada                 | 11.va Eliminada                 | 11.va Eliminada                 | 11.va Eliminada                 | 11.va Eliminada                 | 11.va Eliminada                 | 11.va Eliminada                 | 11.va Eliminada                 | 11.va Eliminada                 | 11.va Eliminada                 | 11.va Eliminada                 | 11.va Eliminada                 | 11.va Eliminada                 | 11.va Eliminada                 | 11.va Eliminada                 | 11.va Eliminada                 | 11.va Eliminada                 | 11.va Eliminada                 | 11.va Eliminada                 | 11.va Eliminada                 | 11.va Eliminada                 | 11.va Eliminada                 | 11.va Eliminada                 | 11.va Eliminada                 | 11.va Eliminada                 | 11.va Eliminada                 | 11.va Eliminada                 | 11.va Eliminada                 | 11.va Eliminada                 | 11.va Eliminada                 | 11.va Eliminada                 | 11.va Eliminada                 | 11.va Eliminada                 | 11.va Eliminada                 | 11.va Eliminada                 | 11.va Eliminada                 | 11.va Eliminada                 | 11.va Eliminada                 | 11.va Eliminada                 | 11.va Eliminada                 | 11.va Eliminada                 | 11.va Eliminada                 | 11.va Eliminada                 | 11.va Eliminada  | 11.va Eliminada  | 11.va Eliminada  | 11.va Eliminada  | 11.va Eliminada  | 11.va Eliminada  | 11.va Eliminada  | 11.va Eliminada  |                  |                 |                 |                 |                 |                 |                 |                 |                 |                 |
| Mariela                      | No estaba | No estaba     | No estaba      | No estaba      | No estaba                       | No estaba                       | No estaba                       | No estaba                       | No estaba                       | 32                              | 31                              | 10.ma Eliminada                 | 10.ma Eliminada                 | 10.ma Eliminada                 | 10.ma Eliminada                 | 10.ma Eliminada                 | 10.ma Eliminada                 | 10.ma Eliminada                 | 10.ma Eliminada                 | 10.ma Eliminada                 | 10.ma Eliminada                 | 10.ma Eliminada                 | 10.ma Eliminada                 | 10.ma Eliminada                 | 10.ma Eliminada                 | 10.ma Eliminada                 | 10.ma Eliminada                 | 10.ma Eliminada                 | 10.ma Eliminada                 | 10.ma Eliminada                 | 10.ma Eliminada                 | 10.ma Eliminada                 | 10.ma Eliminada                 | 10.ma Eliminada                 | 10.ma Eliminada                 | 10.ma Eliminada                 | 10.ma Eliminada                 | 10.ma Eliminada                 | 10.ma Eliminada                 | 10.ma Eliminada                 | 10.ma Eliminada                 | 10.ma Eliminada                 | 10.ma Eliminada                 | 10.ma Eliminada                 | 10.ma Eliminada                 | 10.ma Eliminada                 | 10.ma Eliminada                 | 10.ma Eliminada                 | 10.ma Eliminada                 | 10.ma Eliminada                 | 10.ma Eliminada                 | 10.ma Eliminada                 | 10.ma Eliminada                 | 10.ma Eliminada                 | 10.ma Eliminada                 | 10.ma Eliminada                 | 10.ma Eliminada                 | 10.ma Eliminada                 | 10.ma Eliminada  | 10.ma Eliminada  | 10.ma Eliminada  | 10.ma Eliminada  | 10.ma Eliminada  | 10.ma Eliminada  | 10.ma Eliminada  |                  |                  |                 |                 |                 |                 |                 |                 |                 |                 |                 |
| Ángela                       | 23        | 35            | 25             | 32             | 26                              | 25                              | 35                              | B                               | 26                              | 42                              | 36                              | 4.to Abandono                   | 4.to Abandono                   | 4.to Abandono                   | 4.to Abandono                   | 4.to Abandono                   | 4.to Abandono                   | 4.to Abandono                   | 4.to Abandono                   | 4.to Abandono                   | 4.to Abandono                   | 4.to Abandono                   | 4.to Abandono                   | 4.to Abandono                   | 4.to Abandono                   | 4.to Abandono                   | 4.to Abandono                   | 4.to Abandono                   | 4.to Abandono                   | 4.to Abandono                   | 4.to Abandono                   | 4.to Abandono                   | 4.to Abandono                   | 4.to Abandono                   | 4.to Abandono                   | 4.to Abandono                   | 4.to Abandono                   | 4.to Abandono                   | 4.to Abandono                   | 4.to Abandono                   | 4.to Abandono                   | 4.to Abandono                   | 4.to Abandono                   | 4.to Abandono                   | 4.to Abandono                   | 4.to Abandono                   | 4.to Abandono                   | 4.to Abandono                   | 4.to Abandono                   | 4.to Abandono                   | 4.to Abandono                   | 4.to Abandono                   | 4.to Abandono                   | 4.to Abandono                   | 4.to Abandono                   | 4.to Abandono                   | 4.to Abandono                   | 4.to Abandono                   | 4.to Abandono    | 4.to Abandono    | 4.to Abandono    | 4.to Abandono    | 4.to Abandono    | 4.to Abandono    | 4.to Abandono    | 4.to Abandono    | 4.to Abandono    |                 |                 |                 |                 |                 |                 |                 |                 |                 |
| Ariel                        | No estaba | No estaba     | No estaba      | No estaba      | No estaba                       | No estaba                       | No estaba                       | No estaba                       | No estaba                       | 23                              | 9.no Eliminado                  | 9.no Eliminado                  | 9.no Eliminado                  | 9.no Eliminado                  | 9.no Eliminado                  | 9.no Eliminado                  | 9.no Eliminado                  | 9.no Eliminado                  | 9.no Eliminado                  | 9.no Eliminado                  | 9.no Eliminado                  | 9.no Eliminado                  | 9.no Eliminado                  | 9.no Eliminado                  | 9.no Eliminado                  | 9.no Eliminado                  | 9.no Eliminado                  | 9.no Eliminado                  | 9.no Eliminado                  | 9.no Eliminado                  | 9.no Eliminado                  | 9.no Eliminado                  | 9.no Eliminado                  | 9.no Eliminado                  | 9.no Eliminado                  | 9.no Eliminado                  | 9.no Eliminado                  | 9.no Eliminado                  | 9.no Eliminado                  | 9.no Eliminado                  | 9.no Eliminado                  | 9.no Eliminado                  | 9.no Eliminado                  | 9.no Eliminado                  | 9.no Eliminado                  | 9.no Eliminado                  | 9.no Eliminado                  | 9.no Eliminado                  | 9.no Eliminado                  | 9.no Eliminado                  | 9.no Eliminado                  | 9.no Eliminado                  | 9.no Eliminado                  | 9.no Eliminado                  | 9.no Eliminado                  | 9.no Eliminado                  | 9.no Eliminado                  | 9.no Eliminado                  | 9.no Eliminado   | 9.no Eliminado   | 9.no Eliminado   | 9.no Eliminado   | 9.no Eliminado   | 9.no Eliminado   |                  |                  |                  |                 |                 |                 |                 |                 |                 |                 |                 |                 |
| Débora                       | 24        | 26            | 14             | 27             | 16                              | 16                              | 28                              | B                               | 20                              | 8.va Eliminada                  | 8.va Eliminada                  | 8.va Eliminada                  | 8.va Eliminada                  | 8.va Eliminada                  | 8.va Eliminada                  | 8.va Eliminada                  | 8.va Eliminada                  | 8.va Eliminada                  | 8.va Eliminada                  | 8.va Eliminada                  | 8.va Eliminada                  | 8.va Eliminada                  | 8.va Eliminada                  | 8.va Eliminada                  | 8.va Eliminada                  | 8.va Eliminada                  | 8.va Eliminada                  | 8.va Eliminada                  | 8.va Eliminada                  | 8.va Eliminada                  | 8.va Eliminada                  | 8.va Eliminada                  | 8.va Eliminada                  | 8.va Eliminada                  | 8.va Eliminada                  | 8.va Eliminada                  | 8.va Eliminada                  | 8.va Eliminada                  | 8.va Eliminada                  | 8.va Eliminada                  | 8.va Eliminada                  | 8.va Eliminada                  | 8.va Eliminada                  | 8.va Eliminada                  | 8.va Eliminada                  | 8.va Eliminada                  | 8.va Eliminada                  | 8.va Eliminada                  | 8.va Eliminada                  | 8.va Eliminada                  | 8.va Eliminada                  | 8.va Eliminada                  | 8.va Eliminada                  | 8.va Eliminada                  | 8.va Eliminada                  | 8.va Eliminada                  | 8.va Eliminada                  | 8.va Eliminada                  | 8.va Eliminada   | 8.va Eliminada   | 8.va Eliminada   | 8.va Eliminada   | 8.va Eliminada   |                  |                  |                  |                  |                 |                 |                 |                 |                 |                 |                 |                 |                 |
| Mar                          | 24        | 28            | 16             | 24             | 20                              | 19                              | 22                              | B                               | 7.ma Eliminada                  | 7.ma Eliminada                  | 7.ma Eliminada                  | 7.ma Eliminada                  | 7.ma Eliminada                  | 7.ma Eliminada                  | 7.ma Eliminada                  | 7.ma Eliminada                  | 7.ma Eliminada                  | 7.ma Eliminada                  | 7.ma Eliminada                  | 7.ma Eliminada                  | 7.ma Eliminada                  | 7.ma Eliminada                  | 7.ma Eliminada                  | 7.ma Eliminada                  | 7.ma Eliminada                  | 7.ma Eliminada                  | 7.ma Eliminada                  | 7.ma Eliminada                  | 7.ma Eliminada                  | 7.ma Eliminada                  | 7.ma Eliminada                  | 7.ma Eliminada                  | 7.ma Eliminada                  | 7.ma Eliminada                  | 7.ma Eliminada                  | 7.ma Eliminada                  | 7.ma Eliminada                  | 7.ma Eliminada                  | 7.ma Eliminada                  | 7.ma Eliminada                  | 7.ma Eliminada                  | 7.ma Eliminada                  | 7.ma Eliminada                  | 7.ma Eliminada                  | 7.ma Eliminada                  | 7.ma Eliminada                  | 7.ma Eliminada                  | 7.ma Eliminada                  | 7.ma Eliminada                  | 7.ma Eliminada                  | 7.ma Eliminada                  | 7.ma Eliminada                  | 7.ma Eliminada                  | 7.ma Eliminada                  | 7.ma Eliminada                  | 7.ma Eliminada                  | 7.ma Eliminada                  | 7.ma Eliminada                  | 7.ma Eliminada   | 7.ma Eliminada   | 7.ma Eliminada   | 7.ma Eliminada   |                  |                  |                  |                  |                  |                 |                 |                 |                 |                 |                 |                 |                 |                 |
| Bárbara F.                   | 31        | 18            | 27             | 20             | 33                              | 29                              | 16                              | 6.ta Eliminada                  | 6.ta Eliminada                  | 6.ta Eliminada                  | 6.ta Eliminada                  | 6.ta Eliminada                  | 6.ta Eliminada                  | 6.ta Eliminada                  | 6.ta Eliminada                  | 6.ta Eliminada                  | 6.ta Eliminada                  | 6.ta Eliminada                  | 6.ta Eliminada                  | 6.ta Eliminada                  | 6.ta Eliminada                  | 6.ta Eliminada                  | 6.ta Eliminada                  | 6.ta Eliminada                  | 6.ta Eliminada                  | 6.ta Eliminada                  | 6.ta Eliminada                  | 6.ta Eliminada                  | 6.ta Eliminada                  | 6.ta Eliminada                  | 6.ta Eliminada                  | 6.ta Eliminada                  | 6.ta Eliminada                  | 6.ta Eliminada                  | 6.ta Eliminada                  | 6.ta Eliminada                  | 6.ta Eliminada                  | 6.ta Eliminada                  | 6.ta Eliminada                  | 6.ta Eliminada                  | 6.ta Eliminada                  | 6.ta Eliminada                  | 6.ta Eliminada                  | 6.ta Eliminada                  | 6.ta Eliminada                  | 6.ta Eliminada                  | 6.ta Eliminada                  | 6.ta Eliminada                  | 6.ta Eliminada                  | 6.ta Eliminada                  | 6.ta Eliminada                  | 6.ta Eliminada                  | 6.ta Eliminada                  | 6.ta Eliminada                  | 6.ta Eliminada                  | 6.ta Eliminada                  | 6.ta Eliminada                  | 6.ta Eliminada                  | 6.ta Eliminada   | 6.ta Eliminada   | 6.ta Eliminada   |                  |                  |                  |                  |                  |                  |                 |                 |                 |                 |                 |                 |                 |                 |                 |
| Mariana                      | 31        | 18            | 22             | 32             | 17                              | 23                              | 3.er Abandono                   | 3.er Abandono                   | 3.er Abandono                   | 3.er Abandono                   | 3.er Abandono                   | 3.er Abandono                   | 3.er Abandono                   | 3.er Abandono                   | 3.er Abandono                   | 3.er Abandono                   | 3.er Abandono                   | 3.er Abandono                   | 3.er Abandono                   | 3.er Abandono                   | 3.er Abandono                   | 3.er Abandono                   | 3.er Abandono                   | 3.er Abandono                   | 3.er Abandono                   | 3.er Abandono                   | 3.er Abandono                   | 3.er Abandono                   | 3.er Abandono                   | 3.er Abandono                   | 3.er Abandono                   | 3.er Abandono                   | 3.er Abandono                   | 3.er Abandono                   | 3.er Abandono                   | 3.er Abandono                   | 3.er Abandono                   | 3.er Abandono                   | 3.er Abandono                   | 3.er Abandono                   | 3.er Abandono                   | 3.er Abandono                   | 3.er Abandono                   | 3.er Abandono                   | 3.er Abandono                   | 3.er Abandono                   | 3.er Abandono                   | 3.er Abandono                   | 3.er Abandono                   | 3.er Abandono                   | 3.er Abandono                   | 3.er Abandono                   | 3.er Abandono                   | 3.er Abandono                   | 3.er Abandono                   | 3.er Abandono                   | 3.er Abandono                   | 3.er Abandono                   | 3.er Abandono    | 3.er Abandono    | 3.er Abandono    | 3.er Abandono    |                  |                  |                  |                  |                  |                 |                 |                 |                 |                 |                 |                 |                 |                 |
| Romina                       | 27        | 31            | 19             | 21             | 17                              | 5.ta Eliminada                  | 5.ta Eliminada                  | 5.ta Eliminada                  | 5.ta Eliminada                  | 5.ta Eliminada                  | 5.ta Eliminada                  | 5.ta Eliminada                  | 5.ta Eliminada                  | 5.ta Eliminada                  | 5.ta Eliminada                  | 5.ta Eliminada                  | 5.ta Eliminada                  | 5.ta Eliminada                  | 5.ta Eliminada                  | 5.ta Eliminada                  | 5.ta Eliminada                  | 5.ta Eliminada                  | 5.ta Eliminada                  | 5.ta Eliminada                  | 5.ta Eliminada                  | 5.ta Eliminada                  | 5.ta Eliminada                  | 5.ta Eliminada                  | 5.ta Eliminada                  | 5.ta Eliminada                  | 5.ta Eliminada                  | 5.ta Eliminada                  | 5.ta Eliminada                  | 5.ta Eliminada                  | 5.ta Eliminada                  | 5.ta Eliminada                  | 5.ta Eliminada                  | 5.ta Eliminada                  | 5.ta Eliminada                  | 5.ta Eliminada                  | 5.ta Eliminada                  | 5.ta Eliminada                  | 5.ta Eliminada                  | 5.ta Eliminada                  | 5.ta Eliminada                  | 5.ta Eliminada                  | 5.ta Eliminada                  | 5.ta Eliminada                  | 5.ta Eliminada                  | 5.ta Eliminada                  | 5.ta Eliminada                  | 5.ta Eliminada                  | 5.ta Eliminada                  | 5.ta Eliminada                  | 5.ta Eliminada                  | 5.ta Eliminada                  | 5.ta Eliminada                  | 5.ta Eliminada                  | 5.ta Eliminada   |                  |                  |                  |                  |                  |                  |                  |                  |                 |                 |                 |                 |                 |                 |                 |                 |                 |
| Gustavo / Melody             | 22        | 26            | 20             | 14             | 4.to Eliminado / 1.er Eliminado | 4.to Eliminado / 1.er Eliminado | 4.to Eliminado / 1.er Eliminado | 4.to Eliminado / 1.er Eliminado | 4.to Eliminado / 1.er Eliminado | 4.to Eliminado / 1.er Eliminado | 4.to Eliminado / 1.er Eliminado | 4.to Eliminado / 1.er Eliminado | 4.to Eliminado / 1.er Eliminado | 4.to Eliminado / 1.er Eliminado | 4.to Eliminado / 1.er Eliminado | 4.to Eliminado / 1.er Eliminado | 4.to Eliminado / 1.er Eliminado | 4.to Eliminado / 1.er Eliminado | 4.to Eliminado / 1.er Eliminado | 4.to Eliminado / 1.er Eliminado | 4.to Eliminado / 1.er Eliminado | 4.to Eliminado / 1.er Eliminado | 4.to Eliminado / 1.er Eliminado | 4.to Eliminado / 1.er Eliminado | 4.to Eliminado / 1.er Eliminado | 4.to Eliminado / 1.er Eliminado | 4.to Eliminado / 1.er Eliminado | 4.to Eliminado / 1.er Eliminado | 4.to Eliminado / 1.er Eliminado | 4.to Eliminado / 1.er Eliminado | 4.to Eliminado / 1.er Eliminado | 4.to Eliminado / 1.er Eliminado | 4.to Eliminado / 1.er Eliminado | 4.to Eliminado / 1.er Eliminado | 4.to Eliminado / 1.er Eliminado | 4.to Eliminado / 1.er Eliminado | 4.to Eliminado / 1.er Eliminado | 4.to Eliminado / 1.er Eliminado | 4.to Eliminado / 1.er Eliminado | 4.to Eliminado / 1.er Eliminado | 4.to Eliminado / 1.er Eliminado | 4.to Eliminado / 1.er Eliminado | 4.to Eliminado / 1.er Eliminado | 4.to Eliminado / 1.er Eliminado | 4.to Eliminado / 1.er Eliminado | 4.to Eliminado / 1.er Eliminado | 4.to Eliminado / 1.er Eliminado | 4.to Eliminado / 1.er Eliminado | 4.to Eliminado / 1.er Eliminado | 4.to Eliminado / 1.er Eliminado | 4.to Eliminado / 1.er Eliminado | 4.to Eliminado / 1.er Eliminado | 4.to Eliminado / 1.er Eliminado | 4.to Eliminado / 1.er Eliminado | 4.to Eliminado / 1.er Eliminado | 4.to Eliminado / 1.er Eliminado | 4.to Eliminado / 1.er Eliminado | 4.to Eliminado / 1.er Eliminado |                  |                  |                  |                  |                  |                  |                  |                  |                  |                 |                 |                 |                 |                 |                 |                 |                 |                 |
| Charlotte                    | 20        | 16            | 12             | 3.ra Eliminada | 3.ra Eliminada                  | 3.ra Eliminada                  | 3.ra Eliminada                  | 3.ra Eliminada                  | 3.ra Eliminada                  | 3.ra Eliminada                  | 3.ra Eliminada                  | 3.ra Eliminada                  | 3.ra Eliminada                  | 3.ra Eliminada                  | 3.ra Eliminada                  | 3.ra Eliminada                  | 3.ra Eliminada                  | 3.ra Eliminada                  | 3.ra Eliminada                  | 3.ra Eliminada                  | 3.ra Eliminada                  | 3.ra Eliminada                  | 3.ra Eliminada                  | 3.ra Eliminada                  | 3.ra Eliminada                  | 3.ra Eliminada                  | 3.ra Eliminada                  | 3.ra Eliminada                  | 3.ra Eliminada                  | 3.ra Eliminada                  | 3.ra Eliminada                  | 3.ra Eliminada                  | 3.ra Eliminada                  | 3.ra Eliminada                  | 3.ra Eliminada                  | 3.ra Eliminada                  | 3.ra Eliminada                  | 3.ra Eliminada                  | 3.ra Eliminada                  | 3.ra Eliminada                  | 3.ra Eliminada                  | 3.ra Eliminada                  | 3.ra Eliminada                  | 3.ra Eliminada                  | 3.ra Eliminada                  | 3.ra Eliminada                  | 3.ra Eliminada                  | 3.ra Eliminada                  | 3.ra Eliminada                  | 3.ra Eliminada                  | 3.ra Eliminada                  | 3.ra Eliminada                  | 3.ra Eliminada                  | 3.ra Eliminada                  | 3.ra Eliminada                  | 3.ra Eliminada                  | 3.ra Eliminada                  |                                 |                  |                  |                  |                  |                  |                  |                  |                  |                  |                 |                 |                 |                 |                 |                 |                 |                 |                 |
| Julieta P.                   | 35        | 15            | 2.da Eliminada | 2.da Eliminada | 2.da Eliminada                  | 2.da Eliminada                  | 2.da Eliminada                  | 2.da Eliminada                  | 2.da Eliminada                  | 2.da Eliminada                  | 2.da Eliminada                  | 2.da Eliminada                  | 2.da Eliminada                  | 2.da Eliminada                  | 2.da Eliminada                  | 2.da Eliminada                  | 2.da Eliminada                  | 2.da Eliminada                  | 2.da Eliminada                  | 2.da Eliminada                  | 2.da Eliminada                  | 2.da Eliminada                  | 2.da Eliminada                  | 2.da Eliminada                  | 2.da Eliminada                  | 2.da Eliminada                  | 2.da Eliminada                  | 2.da Eliminada                  | 2.da Eliminada                  | 2.da Eliminada                  | 2.da Eliminada                  | 2.da Eliminada                  | 2.da Eliminada                  | 2.da Eliminada                  | 2.da Eliminada                  | 2.da Eliminada                  | 2.da Eliminada                  | 2.da Eliminada                  | 2.da Eliminada                  | 2.da Eliminada                  | 2.da Eliminada                  | 2.da Eliminada                  | 2.da Eliminada                  | 2.da Eliminada                  | 2.da Eliminada                  | 2.da Eliminada                  | 2.da Eliminada                  | 2.da Eliminada                  | 2.da Eliminada                  | 2.da Eliminada                  | 2.da Eliminada                  | 2.da Eliminada                  | 2.da Eliminada                  | 2.da Eliminada                  | 2.da Eliminada                  | 2.da Eliminada                  |                                 |                                 |                  |                  |                  |                  |                  |                  |                  |                  |                  |                 |                 |                 |                 |                 |                 |                 |                 |                 |
| Ulises                       | 27        | 27            | 2.do Abandono  | 2.do Abandono  | 2.do Abandono                   | 2.do Abandono                   | 2.do Abandono                   | 2.do Abandono                   | 2.do Abandono                   | 2.do Abandono                   | 2.do Abandono                   | 2.do Abandono                   | 2.do Abandono                   | 2.do Abandono                   | 2.do Abandono                   | 2.do Abandono                   | 2.do Abandono                   | 2.do Abandono                   | 2.do Abandono                   | 2.do Abandono                   | 2.do Abandono                   | 2.do Abandono                   | 2.do Abandono                   | 2.do Abandono                   | 2.do Abandono                   | 2.do Abandono                   | 2.do Abandono                   | 2.do Abandono                   | 2.do Abandono                   | 2.do Abandono                   | 2.do Abandono                   | 2.do Abandono                   | 2.do Abandono                   | 2.do Abandono                   | 2.do Abandono                   | 2.do Abandono                   | 2.do Abandono                   | 2.do Abandono                   | 2.do Abandono                   | 2.do Abandono                   | 2.do Abandono                   | 2.do Abandono                   | 2.do Abandono                   | 2.do Abandono                   | 2.do Abandono                   | 2.do Abandono                   | 2.do Abandono                   | 2.do Abandono                   | 2.do Abandono                   | 2.do Abandono                   | 2.do Abandono                   | 2.do Abandono                   | 2.do Abandono                   | 2.do Abandono                   | 2.do Abandono                   | 2.do Abandono                   | 2.do Abandono                   | 2.do Abandono                   |                  |                  |                  |                  |                  |                  |                  |                  |                  |                 |                 |                 |                 |                 |                 |                 |                 |                 |
| Chato / Lourdes              | 20        | 1.er Abandono | 1.er Abandono  | 1.er Abandono  | 1.er Abandono                   | 1.er Abandono                   | 1.er Abandono                   | 1.er Abandono                   | 1.er Abandono                   | 1.er Abandono                   | 1.er Abandono                   | 1.er Abandono                   | 1.er Abandono                   | 1.er Abandono                   | 1.er Abandono                   | 1.er Abandono                   | 1.er Abandono                   | 1.er Abandono                   | 1.er Abandono                   | 1.er Abandono                   | 1.er Abandono                   | 1.er Abandono                   | 1.er Abandono                   | 1.er Abandono                   | 1.er Abandono                   | 1.er Abandono                   | 1.er Abandono                   | 1.er Abandono                   | 1.er Abandono                   | 1.er Abandono                   | 1.er Abandono                   | 1.er Abandono                   | 1.er Abandono                   | 1.er Abandono                   | 1.er Abandono                   | 1.er Abandono                   | 1.er Abandono                   | 1.er Abandono                   | 1.er Abandono                   | 1.er Abandono                   | 1.er Abandono                   | 1.er Abandono                   | 1.er Abandono                   | 1.er Abandono                   | 1.er Abandono                   | 1.er Abandono                   | 1.er Abandono                   | 1.er Abandono                   | 1.er Abandono                   | 1.er Abandono                   | 1.er Abandono                   | 1.er Abandono                   | 1.er Abandono                   | 1.er Abandono                   | 1.er Abandono                   | 1.er Abandono                   | 1.er Abandono                   |                                 |                  |                  |                  |                  |                  |                  |                  |                  |                  |                 |                 |                 |                 |                 |                 |                 |                 |                 |
| Puntaje mínimo para salvarse | 24        | 19            | 15             | 21             | 19                              | 24                              | 17                              | —                               | 24                              | 24                              | 34                              | 30                              | 27                              | —                               | 26                              | 42                              | 36                              | 37                              | 32                              | 38                              | 40                              | 34                              |                                 |                                 |                                 |                                 |                                 |                                 |                                 |                                 |                                 |                                 |                                 |                                 |                                 |                                 |                                 |                                 |                                 |                                 |                                 |                                 |                                 |                                 |                                 |                                 |                                 |                                 |                                 |                                 |                                 |                                 |                                 |                                 |                                 |                                 |                                 |                                 |                  |                  |                  |                  |                  |                  |                  |                  |                  |                 |                 |                 |                 |                 |                 |                 |                 |                 |

Referencias
- (A): Sentenciados y/o enviados al voto telefónico por no terminar su coreografía o no realizarla
- (B): Todas las parejas son enviadas a duelo
- (S): Sancionados y enviados directamente al voto
- En Cursiva, los puntajes parciales sin el voto secreto
- Puntaje más alto
- Sentenciado/a y salvados por el jurado
- Salvados en último lugar por el jurado
- Salvados por el público
- Salvados por la producción
- Eliminado/a
- Abandona voluntariamente

Semifinales y final
- Campeón
- Segundo lugar
- Ganador de la semifinal; avanza a la final.
- Eliminado en la semifinal.

Notas
1. ↑  Ingresa en reemplazo de Ángela Leiva.
2. ↑  Ingresa en Reemplazo de Julieta Nair Calvo.
3. ↑  Reemplazado por Nazareno Mottola en la gala y/o duelo.
4. ↑  Reemplazada por María Laura "La Catta" Cattalini en el duelo.
5. 1 2  Reemplazado por Nazareno Mottola en la gala.
6. ↑  Reemplazada por Bárbara Franco en la gala.
7. ↑  El Polaco reemplazado por Rodrigo Tapari en la gala.
8. 1 2  Bárbara Silenzi Reemplazada por Celeste Muriega en la gala y/o duelo.
9. 1 2 3 4  Reemplazada por Mariela "La Chipi" Anchipi en la gala y/o duelo.
10. ↑  Reemplazada por Valeria Archimó en la gala.
11. ↑  Reemplazada por Noelia Marzol en la gala y el duelo.
12. ↑  Son eliminados en la primer ronda, pero Reingresan debido a la renuncia de Pablo "Chato" Prada & Lourdes Sánchez.

### Definiciones
| Ritmo                 | Pareja salvada                               | Pareja eliminada                                                                         |
| --------------------- | -------------------------------------------- | ---------------------------------------------------------------------------------------- |
| Doble cubo            | El Polaco & Bárbara Silenzi (5)              | Gustavo Parisi & Melody Luz (0)                                                          |
| Imitación perfecta    | Sofía «Jujuy» Jiménez & Ignacio Saraceni (3) | Julieta Puente & Facundo Insúa (2)                                                       |
| Shuffle               | Débora Plager & Nicolás Villalba (55.4%)     | Charlotte Caniggia & Ignacio Gonatta (44.6%)                                             |
| Disco                 | Mario Guerci & Soledad Bayona (4)            | Gustavo Parisi & Melody Luz (0)                                                          |
| Samba de ballroom     | Mario Guerci & Soledad Bayona (74.1%)        | Romina Ricci & Juan Manuel Palao (25.9%)                                                 |
| Reguetón              | N/H por el abandono de Mariana Genesio Peña  | N/H por el abandono de Mariana Genesio Peña                                              |
| Canto                 | Rocío Marengo & Ignacio Pérez Cortés (3)     | Bárbara Franco & Gabriel Rentería (1)                                                    |
| Súper duelo           | Mario Guerci & Soledad Bayona (3)            | Mar Tárres & Franco Mariotti (1)                                                         |
| Pole dance            | Viviana Saccone & Ernesto Díaz (53.2%)       | Débora Plager & Nicolás Villalba (46.8%)                                                 |
| Cumbia                | Sofía «Jujuy» Jiménez & Ignacio Saraceni (4) | Ariel Puchetta & Sofía Cerruto (1)                                                       |
| Salsa en trío         | Lionel Ferro & Camila Lonigro (58.7%)        | Mariela «La Chipi» Anchipi & Nicolás Schell (41.3%)                                      |
| Una que sepamos todos | Lionel Ferro & Camila Lonigro (3)            | Sofía «Jujuy» Jiménez & Ignacio Saraceni (2)                                             |
| Ritmo del jurado      | Pachu Peña & Florencia Díaz (63.4%)          | El Polaco & Bárbara Silenzi (36.6%)                                                      |
| Súper duelo II        | N/H por el abandono de Florencia Vigna       | N/H por el abandono de Florencia Vigna                                                   |
| Ritmo con cantantes   | Lizardo Ponce & Josefina Oriozabala (4)      | Lionel Ferro & Camila Lonigro (1)                                                        |
| Ritmo con niños       | Candela Ruggeri & Nicolás Fleitas (57.2%)    | Nazareno Mottola & Micaela Grimoldi (42.8%)                                              |
| Homenajes             | Rocío Marengo & Ignacio Pérez Cortés (3)     | Rodrigo Tapari & Sol Beatriz (2)                                                         |
| Rock and Roll         | Pachu Peña & Florencia Díaz (55.7%)          | Viviana Saccone & Ernesto Díaz (44.3%)                                                   |
| Merengue              | Rocío Igarzábal & Gonzalo Gerber (4)         | Pachu Peña & Florencia Díaz (1)                                                          |
| Comedia musical       | Agustín Barajas & Loana Ruiz (39.7%)         | Lizardo Ponce & Josefina Oriozabala (37.0%) Rocío Marengo & Ignacio Pérez Cortés (23.3%) |
| Ritmos urbanos        | Noelia Marzol y Jonathan Lazarte (62.1%)     | Rocío Igarzábal & Gonzalo Gerber (37.9%)                                                 |
| Música de películas   | Agustín Sierra & Fiorella Gimenez (65.0%)    | Agustín Barajas & Loana Ruiz (22.3) Mario Guerci & Soledad Bayona (12.7%)                |
| 1.ª Semifinal         | Noelia Marzol y Jonathan Lazarte (56.7%)     | Celeste Muriega & Maximiliano D'iorio (43.3%)                                            |
| 2.ª Semifinal         | Agustín Sierra & Fiorella Gimenez (68.3%)    | Candela Ruggeri & Nicolás Fleitas (31.7%)                                                |
| Final                 | Noelia Marzol y Jonathan Lazarte (50.7%)     | Agustín Sierra & Fiorella Gimenez (49.3%)                                                |

### Puntaje total
| Puesto de puntaje | Pareja                              | Puntaje total | Puesto en competencia |
| ----------------- | ----------------------------------- | ------------- | --------------------- |
| 1                 | Agustín Sierra                      | 759           | Subcampeón            |
| 2                 | Candela Ruggeri                     | 699           | Semifinalista         |
| 3                 | Mario Guerci                        | 595           | 21.ro Eliminado       |
| 4                 | Rocío Marengo                       | 556           | 18.va Eliminada       |
| 5                 | Lizardo Ponce                       | 542           | 19.na Eliminado       |
| 6                 | Viviana Saccone                     | 518           | 16.mos Eliminada      |
| 7                 | Celeste Muriega                     | 508           | Semifinalistas        |
| 8                 | Karina, La Princesita               | 471           | 9.no Abandono         |
| 9                 | Julieta Nair Calvo                  | 468           | 7.mo Abandono         |
| 10                | Pachu Peña                          | 451           | 17.mo Eliminado       |
| 11                | Noelia Marzol                       | 446           | Ganadora              |
| 12                | Florencia Vigna & Facundo Mazzei    | 446           | 5.to Abandono         |
| 13                | Luciana Salazar                     | 393           | 8.vo Abandono         |
| 14                | Jorge Moliniers                     | 325           | 6.to Abandono         |
| 15                | El Polaco & Bárbara Silenzi         | 308           | 12.do Eliminados      |
| 16                | Ángela Leiva                        | 305           | 4.to Abandono         |
| 17                | Agustín Barajas                     | 299           | 22.os Eliminado       |
| 18                | Rodrigo Tapari                      | 286           | 15.to Eliminado       |
| 19                | Sofía «Jujuy» Jiménez               | 272           | 11.vo Eliminada       |
| 20                | Rocío Igarzábal                     | 229           | 20.mo Eliminada       |
| 21                | Bárbara Franco                      | 174           | 6.ta Eliminada        |
| 22                | Débora Plager                       | 171           | 8.va Eliminada        |
| 23                | Mar Tarrés                          | 153           | 7.ma Eliminada        |
| 24                | Lionel Ferro                        | 135           | 13.to Eliminado       |
| 25                | Mariana Genesio Peña                | 143           | 3.er Abandono         |
| 26                | Romina Ricci                        | 115           | 5.ta Eliminada        |
| 27                | Gustavo «Cucho» Parisi & Melody Luz | 82            | 4.to Eliminado        |
| 27                | Gustavo «Cucho» Parisi & Melody Luz | 82            | 1.er Eliminado        |
| 28                | Mariela «La Chipi» Anchipi          | 63            | 10.ma Eliminada       |
| 29                | Nazareno Móttola                    | 63            | 14.to Eliminado       |
| 30                | Ulises Bueno                        | 53            | 2.do Abandono         |
| 31                | Julieta Puente                      | 50            | 2.da Eliminada        |
| 32                | Charlotte Caniggia                  | 48            | 3.ra Eliminada        |
| 33                | Ariel Puchetta                      | 23            | 9.nos Eliminado       |
| 34                | Chato Prada & Lourdes Sánchez       | 20            | 1.er Abandono         |

## Seguimiento

### 1.ª Ronda:Doble cubo
- En esta ronda Guillermina Valdés reemplaza a Ángel de Brito

| Martes 18/05    | Agustín Sierra                        | «Thrift Shop» Macklemore & Ryan Lewis feat. Wanz                                                                                                   | 10 | 8 | 10 | 7 | 35 |
| Martes 18/05    | Julieta Nair Calvo                    | «Jai Ho» A. R. Rahman feat. The Pussycat Dolls «Rave de Favela» Major Lazer, MC Lan & Anitta feat. Beam                                            | 10 | 9 | 10 | 6 | 35 |
| Martes 18/05    | Mar Tarrés                            | «Girl Like Me» Black Eyed Peas feat. Shakira «Destination Calabria» Alex Gaudino feat. Crystal Waters «Fireball» Pitbull ft. John Ryan             | 6  | 5 | 7  | 6 | 24 |
| Martes 18/05    | Romina Ricci                          | «Bang Bang» Jessie J, Ariana Grande & Nicki Minaj                                                                                                  | 7  | 5 | 8  | 7 | 27 |
| Miércoles 19/05 | Florencia Vigna & Facundo Mazzei      | «Do You?» TroyBoi «Jenny from the Block» Jennifer Lopez «Back in Black» AC/DC «Drunk in Love» Beyoncé «When I Grow Up» The Pussycat Dolls          | 10 | 6 | 10 | 7 | 33 |
| Miércoles 19/05 | El Polaco & Bárbara Silenzi           | «Boom» Tiësto & Sevenn «Another One Bites the Dust» Queen                                                                                          | 7  | 6 | 7  | 3 | 23 |
| Miércoles 19/05 | Viviana Saccone                       | «Don't Start Now» Dua Lipa | 8  | 7 | 10 | 5 | 30 |
| Miércoles 19/05 | Sofía «Jujuy» Jiménez                 | «Get Right» / «On the Floor» Jennifer Lopez | 9  | 6 | 7  | 4 | 26 |
| Miércoles 19/05 | Mario Guerci                          | «Uptown Sax (Mashup)» Fleur East vs. Mark Ronson & Bruno Mars                                                                                      | 8  | 6 | 8  | 5 | 27 |
| Jueves 20/05    | Ulises Bueno & Rocío Pardo            | «The Drill» Michael Jackson «Seven Nation Army & Toxic» Moulin Rouge! El Musical                                                                   | 8  | 6 | 8  | 5 | 27 |
| Jueves 20/05    | Pachu Peña                            | «Barbie Girl» Aqua | 5  | 3 | 9  | 3 | 20 |
| Jueves 20/05    | Lizardo Ponce                         | «Prisoner» Miley Cyrus feat. Dua Lipa | 8  | 5 | 7  | 4 | 24 |
| Jueves 20/05    | Rocío Marengo                         | «I Like It» Cardi B, Bad Bunny & J Balvin | 8  | 6 | 8  | 4 | 26 |
| Lunes 24/05     | Karina, la Princesita                 | «S&M» / «Rude Boy» / «Where Have You Been» / «Diamonds», Rihanna                                                                                   | 8  | 6 | 8  | 5 | 27 |
| Lunes 24/05     | Débora Plager                         | «Swish Swish» Katy Perry feat. Nicki Minaj | 6  | 5 | 7  | 6 | 24 |
| Lunes 24/05     | Gustavo Parisi                        | «Perm» Bruno Mars «Billie Jean» Michael Jackson «Uptown Funk» Mark Ronson feat. Bruno Mars                                                         | 7  | 5 | 6  | 4 | 22 |
| Lunes 24/05     | Ángela Leiva                          | «Battle Without Honor or Humanity» Tomoyasu Hotei «Physical» Dua Lipa / «Blinding Lights» The Weeknd                                               | 5  | 5 | 7  | 6 | 23 |
| Martes 25/05    | Charlotte Caniggia                    | «Wonder Woman Theme» (The New South Bay Orchestra) «Run the World (Girls)» Beyoncé «Secrets» Tiësto & Kshmr feat. Vassy                            | 5  | 4 | 6  | 5 | 20 |
| Martes 25/05    | Luciana Salazar & Jorge Moliniers     | «Levitating» (Dua Lipa feat. DaBaby | 7  | 5 | 8  | 4 | 24 |
| Martes 25/05    | Mariana Genesio Peña                  | «Rain on Me» Lady Gaga & Ariana Grande | 7  | 8 | 9  | 7 | 31 |
| Martes 25/05    | Bárbara Franco                        | «Super Mario Bros. theme» (Koji Kondo) «Electricity» Silk City & Dua Lipa «We Found Love» Rihanna feat. Calvin Harris «My Head & My Heart» Ava Max | 10 | 7 | 9  | 6 | 32 |
| Martes 25/05    | Julieta Puente                        | «Que Calor» Major Lazer feat. J Balvin & El Alfa                                                                                                   | 10 | 8 | 10 | 7 | 35 |
| Miércoles 26/05 | Pablo «Chato» Prada & Lourdes Sánchez | «Mienteme» Tini & María Becerra «Old Time Rock and Roll» Bob Seger «Take On Me» A-ha                                                               | 5  | 5 | 7  | 3 | 20 |
| Miércoles 26/05 | Candela Ruggeri                       | «Ritmo» Black Eyed Peas feat. J Balvin | 10 | 8 | 10 | 7 | 35 |

- Mejor puntaje: Agustín Sierra (35), Candela Ruggeri (35), Julieta Nair Calvo (35) y Julieta Puente (35)
- Sentenciados/as: Charlotte Caniggia (20), Pachu Peña (20), Pablo «Chato» Prada & Lourdes Sánchez (20), Gustavo «Cucho» Parisi & Melody Luz (22), Ángela Leiva (23) y El Polaco & Bárbara Silenzi (23)

| Duelo de estilo libre | Duelo de estilo libre                 | Duelo de estilo libre | Duelo de estilo libre    | Duelo de estilo libre    | Duelo de estilo libre    | Duelo de estilo libre    | Duelo de estilo libre    | Duelo de estilo libre | Duelo de estilo libre | Duelo de estilo libre |
| Fecha | Famoso(s)                             | Temática | Resultado                | Resultado                | Resultado                | Resultado                | Resultado                |                       |                       |                       |
| --- | ------------------------------------- | --- | ------------------------ | ------------------------ | ------------------------ | ------------------------ | ------------------------ | --------------------- | --------------------- | --------------------- |
| Jueves 27/05 | El Polaco & Bárbara Silenzi           | El Polaco toca el piano y canta un mix de sus canciones mientras Bárbara Silenzi baila cumbia Canciones«En este mundo» / «Sola otra vez» / «Deja de llorar» (El Polaco) | Salvados en último lugar | Salvados en último lugar | Salvados en último lugar | Salvados en último lugar | Salvados en último lugar |                       |                       |                       |
| Jueves 27/05 | Pachu Peña                            | Sketch sobre Corte y confección Famosos Canción«Un beso y una flor» (Nino Bravo)                                                                                        | Salvado en cuarto lugar  | Salvado en cuarto lugar  | Salvado en cuarto lugar  | Salvado en cuarto lugar  | Salvado en cuarto lugar  |                       |                       |                       |
| Jueves 27/05 | Gustavo «Cucho» Parisi & Melody Luz   | Canta una parodia de “La guitarra” de Los Auténticos Decadentes Canción«La guitarra» (Los Auténticos Decadentes)                                                        | Eliminado                | Eliminado                | Eliminado                | Eliminado                | Eliminado                |                       |                       |                       |
| Jueves 27/05 | Ángela Leiva                          | Canta fragmentos de “Sobreviviré” y luego realiza una rutina de baile fusionando flamenco y paso doble Canción«Sobreviviré» (Pitingo)                                   | Salvada en primer lugar  | Salvada en primer lugar  | Salvada en primer lugar  | Salvada en primer lugar  | Salvada en primer lugar  |                       |                       |                       |
| Jueves 27/05 | Charlotte Caniggia                    | Striptease inspirado en Cincuenta sombras de Grey Canciones«Earned It» (The Weeknd) / «High» (Whethan & Dua Lipa)                                                       | Salvada en segundo lugar | Salvada en segundo lugar | Salvada en segundo lugar | Salvada en segundo lugar | Salvada en segundo lugar |                       |                       |                       |
| Jueves 27/05 | Pablo «Chato» Prada & Lourdes Sánchez | Show de El Universo de Lourdes. Lourdes Sánchez canta “Golosinas” y Pablo Prada interpreta al “Payaso Papelón” Canción«Golosinas» (Lourdes Sánchez)                     | Salvados en tercer lugar | Salvados en tercer lugar | Salvados en tercer lugar | Salvados en tercer lugar | Salvados en tercer lugar |                       |                       |                       |
| |                                       | |                          |                          |                          |                          |                          |                       |                       |                       |
| Votos del jurado(Entre los dos últimos a salvar: El Polaco & Bárbara Silenzi y Gustavo «Cucho» Parisi & Melody Luz) - Ángel de Brito: El Polaco & Bárbara Silenzi - Guillermina Valdés: El Polaco & Bárbara Silenzi - Hernán Piquín: El Polaco & Bárbara Silenzi - Carolina «Pampita» Ardohain: El Polaco & Bárbara Silenzi - J Mena: El Polaco & Bárbara Silenzi |                                       | |                          |                          |                          |                          |                          |                       |                       |                       |

- Salvados/as por el jurado: Ángela Leiva, Charlotte Caniggia, Pablo «Chato» Prada & Lourdes Sánchez y Pachu Peña
- Salvados en último lugar:  El Polaco & Bárbara Silenzi (5)
- Eliminado: Gustavo «Cucho» Parisi & Melody Luz (0)

### 2.ª Ronda:Imitación perfecta
| Jueves 27/05   | Agustín Sierra                    | Andrés Calamaro    | «La parte de adelante»                                                                                     | 4  | 5  | 7  | 6 | 22 |
| Jueves 27/05   | Rocío Marengo                     | Rafaella Carrá     | «Hay que venir al sur» / «0303456» / «Fiesta»                                                              | 6  | 7  | 8  | 7 | 28 |
| Lunes 31/05    | Débora Plager                     | Elton John         | «Your Song» / «I'm Still Standing»                                                                         | 5  | 7  | 7  | 7 | 26 |
| Lunes 31/05    | Ulises Bueno & Rocío Pardo        | Joaquín Sabina     | «19 días y 500 noches»                                                                                     | 6  | 8  | 6  | 7 | 27 |
| Lunes 31/05    | Sofía «Jujuy» Jiménez             | Rosalía            | «Con altura» / «Malamente»                                                                                 | 3  | 4  | 4  | 5 | 16 |
| Lunes 31/05    | Mar Tarrés                        | Thalía             | «¿A quién le importa?»                                                                                     | 10 | 6  | 6  | 6 | 28 |
| Lunes 31/05    | Mario Guerci                      | Ricky Martin       | «She Bangs» / «Livin' la vida loca»                                                                        | 3  | 5  | 7  | 6 | 21 |
| Martes 1/06    | Florencia Vigna & Facundo Mazzei  | Britney Spears     | «I'm a Slave 4 U» / «Toxic» / «Oops!... I Did It Again» / «...Baby One More Time» / «(You Drive Me) Crazy» | 10 | 10 | 8  | 9 | 37 |
| Martes 1/06    | Romina Ricci                      | Fito Páez          | «A rodar mi vida»                                                                                          | 6  | 10 | 8  | 7 | 31 |
| Martes 1/06    | Pachu Peña                        | Tom Jones          | «Sex Bomb»                                                                                                 | 7  | 8  | 7  | 7 | 29 |
| Martes 1/06    | Lizardo Ponce                     | David Bisbal       | «Bulería» / «Hasta el final» / «Ave María»                                                                 | 3  | 7  | 6  | 6 | 22 |
| Martes 1/06    | Viviana Saccone                   | Gloria Trevi       | «Todos me miran»                                                                                           | 4  | 6  | 8  | 7 | 25 |
| Miércoles 2/06 | Julieta Nair Calvo                | Jennifer Lopez     | «Jenny from the Block» / «El anillo» / «Let's Get Loud»                                                    | 7  | 9  | 7  | 6 | 29 |
| Miércoles 2/06 | Karina, la Princesita             | Isabel Pantoja     | «Marinero de luces»                                                                                        | 10 | 10 | 9  | 8 | 37 |
| Miércoles 2/06 | Mariana Genesio Peña              | Madonna            | «Like a Virgin» / «4 Minutes» / «Vogue»                                                                    | 4  | 5  | 5  | 4 | 18 |
| Miércoles 2/06 | El Polaco & Bárbara Silenzi       | Marc Anthony       | «Valió la pena»                                                                                            | 3  | 5  | 6  | 4 | 18 |
| Miércoles 2/06 | Candela Ruggeri                   | Shakira            | «Inevitable» / «Ojos así» / «Hips Don't Lie»                                                               | 8  | 9  | 10 | 7 | 34 |
| Lunes 7/06     | Charlotte Caniggia                | Amy Winehouse      | «Rehab» | 6  | 0  | 5  | 5 | 16 |
| Lunes 7/06     | Luciana Salazar & Jorge Moliniers | Kylie Minogue      | «Can't Get You Out of My Head» / «Slow» / «The Loco-Motion»                                                | 6  | 6  | 6  | 5 | 23 |
| Lunes 7/06     | Julieta Puente                    | Ricky Maravilla    | «Cuidado con la bombachita» / «Que tendrá el petizo»                                                       | 3  | 5  | 4  | 3 | 15 |
| Miércoles 9/06 | Gustavo Parisi                    | La Mona Jimenez    | «Beso a beso»                                                                                              | 8  | 6  | 6  | 6 | 26 |
| Miércoles 9/06 | Bárbara Franco                    | Lady Gaga          | «Telephone» / «Poker face»                                                                                 | 1  | 10 | 5  | 2 | 18 |
| Miércoles 9/06 | Ángela Leiva                      | Christina Aguilera | «Beautiful» / «Ain't No Other Man»                                                                         | 10 | 8  | 10 | 7 | 35 |

- Mejor puntaje: Florencia Vigna & Facundo Mazzei (37) y Karina, la Princesita (37)
- Sentenciados/as: Julieta Puente (15), Sofía «Jujuy» Jiménez (16), Charlotte Caniggia (16), Mariana Genesio Peña (18), El Polaco & Bárbara Silenzi (18) y Bárbara Franco (18)

| Jueves 10/06 | Sofía «Jujuy» Jiménez       | “Top fashion show”: Fusión de modelaje y baile estilo hip-hop Canción«Finesse» (Bruno Mars feat. Cardi B)                                | “Top fashion show”: Fusión de modelaje y baile estilo hip-hop Canción«Finesse» (Bruno Mars feat. Cardi B)                                | Salvada en último lugar                                                             | Salvada en último lugar                                                             | Salvada en último lugar                                                             | Salvada en último lugar                                                             | Salvada en último lugar                                                             | Salvada en último lugar | Salvada en último lugar | Salvada en último lugar | Salvada en último lugar |
| Jueves 10/06 | Mariana Genesio Peña        | Performance burlesque: Baile y monólogo sobre su infancia y su inspiración: Marilyn Monroe Canción«Sparkling Diamonds» (de Moulin Rouge) | Performance burlesque: Baile y monólogo sobre su infancia y su inspiración: Marilyn Monroe Canción«Sparkling Diamonds» (de Moulin Rouge) | Salvada en segundo lugar                                                            | Salvada en segundo lugar                                                            | Salvada en segundo lugar                                                            | Salvada en segundo lugar                                                            | Salvada en segundo lugar                                                            |                         |                         |                         |                         |
| Jueves 10/06 | El Polaco & Bárbara Silenzi | Bailan reguetón Canción«Problema» (Daddy Yankee)                                                                                         | Bailan reguetón Canción«Problema» (Daddy Yankee)                                                                                         | Salvados en tercer lugar                                                            | Salvados en tercer lugar                                                            | Salvados en tercer lugar                                                            | Salvados en tercer lugar                                                            | Salvados en tercer lugar                                                            |                         |                         |                         |                         |
| Jueves 10/06 | Julieta Puente              | Baile acrobático Canción«Boom, Boom, Boom, Boom!!» (Vengaboys)                                                                           | Baile acrobático Canción«Boom, Boom, Boom, Boom!!» (Vengaboys)                                                                           | Eliminada                                                                           | Eliminada                                                                           | Eliminada                                                                           | Eliminada                                                                           | Eliminada                                                                           |                         |                         |                         |                         |
| Jueves 10/06 | Charlotte Caniggia          | “Noche de chicas”: Realiza un lip sync de su propia voz cantando un cover Canción«Man! I Feel Like a Woman!» (Shania Twain)              | “Noche de chicas”: Realiza un lip sync de su propia voz cantando un cover Canción«Man! I Feel Like a Woman!» (Shania Twain)              | Salvada en cuarto lugar definido por las jefas de coach debido al empate del jurado | Salvada en cuarto lugar definido por las jefas de coach debido al empate del jurado | Salvada en cuarto lugar definido por las jefas de coach debido al empate del jurado | Salvada en cuarto lugar definido por las jefas de coach debido al empate del jurado | Salvada en cuarto lugar definido por las jefas de coach debido al empate del jurado |                         |                         |                         |                         |
| Jueves 10/06 | Bárbara Franco              | Baile acrobático Canción«Already» (Beyoncé, Shatta Wale & Major Lazer)                                                                   | Baile acrobático Canción«Already» (Beyoncé, Shatta Wale & Major Lazer)                                                                   | Salvada en primer lugar                                                             | Salvada en primer lugar                                                             | Salvada en primer lugar                                                             | Salvada en primer lugar                                                             | Salvada en primer lugar                                                             |                         |                         |                         |                         |
| |                             | | |                                                                                     |                                                                                     |                                                                                     |                                                                                     |                                                                                     |                         |                         |                         |                         |
| Votos del jurado(Entre las dos últimas a salvar: Sofía «Jujuy» Jiménez y Julieta Puente) - J Mena: Julieta Puente - Hernán Piquín: Sofía «Jujuy» Jiménez - Ángel de Brito: Sofía «Jujuy» Jiménez - Carolina «Pampita» Ardohain: Julieta Puente - Jefas de coach: Sofía «Jujuy» Jiménez |                             | | |                                                                                     |                                                                                     |                                                                                     |                                                                                     |                                                                                     |                         |                         |                         |                         |

- Salvados/as por el jurado: Bárbara Franco, Mariana Genesio Peña, El Polaco & Bárbara Silenzi y Charlotte Caniggia
- Salvada en último lugar: Sofía «Jujuy» Jiménez (3)
- Eliminada: Julieta Puente (2)
- Abandonan: Ulises Bueno & Rocío Pardo

### 3.ª Ronda:Shuffle
| Jueves 10/06    | Candela Ruggeri                     | «Only Girl (In the World)», Rihanna                                                                             | 5  | 8  | 8  | 4 | 25 |
| Lunes 14/06     | Florencia Vigna & Facundo Mazzei    | «Lose Control», Missy Elliott feat. Ciara & Fatman Scoop / «Level Up», Ciara                                    | 6  | 9  | 7  | 4 | 26 |
| Lunes 14/06     | Débora Plager                       | «Gonna Make You Sweat (Everybody Dance Now)», C+C Music Factory                                                 | 3  | 5  | 3  | 3 | 14 |
| Lunes 14/06     | Pachu Peña                          | «Sexy and I Know It», LMFAO                                                                                     | 1  | 4  | 2  | 2 | 9  |
| Lunes 14/06     | Romina Ricci                        | «Wannabe», Spice Girls                                                                                          | 4  | 7  | 5  | 3 | 19 |
| Lunes 14/06     | Lizardo Ponce                       | «Peaches», Justin Bieber feat. Daniel Caesar & Giveon                                                           | 3  | 6  | 6  | 3 | 18 |
| Martes 15/06    | Karina, la Princesita               | «They Don't Care About Us», Michael Jackson / «Abusadamente», MC Gustta & MC DG                                 | 3  | 7  | 6  | 5 | 21 |
| Martes 15/06    | Agustín Sierra                      | «Hit the Road Jack», Throttle                                                                                   | 10 | 10 | 10 | 7 | 37 |
| Martes 15/06    | Rocío Marengo                       | «Party Rock Anthem», LMFAO feat. Lauren Bennett & GoonRock                                                      | 6  | 8  | 7  | 6 | 27 |
| Martes 15/06    | Ángela Leiva                        | «A Little Party Never Killed Nobody (All We Got)», Fergie, Q-Tip & GoonRock                                     | 4  | 8  | 7  | 6 | 25 |
| Miércoles 16/06 | Charlotte Caniggia                  | «Umbrella», Rihanna feat. Jay-Z                                                                                 | 2  | 3  | 3  | 4 | 12 |
| Miércoles 16/06 | Julieta Nair Calvo                  | «Pump Up The Jam», Technotronic feat. Ya Kid K                                                                  | 6  | 7  | 6  | 6 | 25 |
| Miércoles 16/06 | Mariana Genesio Peña                | «Eye of the Tiger», Survivor                                                                                    | 5  | 7  | 5  | 5 | 22 |
| Miércoles 16/06 | Sofía «Jujuy» Jiménez               | «U Can't Touch This», MC Hammer                                                                                 | 6  | 9  | 7  | 6 | 28 |
| Jueves 17/06    | El Polaco & Bárbara Silenzi         | «Alo Michael - rico rico rico rico», Los Dioses Del Ritmo                                                       | 4  | 6  | 4  | 4 | 18 |
| Jueves 17/06    | Luciana Salazar & Jorge Moliniers   | «Lose Control», Meduza, Becky Hill & Goodboys                                                                   | 5  | 6  | 6  | 5 | 22 |
| Jueves 17/06    | Viviana Saccone                     | «Turn Up the Music», Chris Brown                                                                                | 4  | 6  | 6  | 5 | 21 |
| Jueves 17/06    | Bárbara Franco                      | «Dance Monkey», Tones and I                                                                                     | 6  | 7  | 8  | 6 | 27 |
| Martes 22/06    | Mar Tarrés                          | «We No Speak Americano», Yolanda Be Cool & DCUP                                                                 | 2  | 5  | 5  | 4 | 16 |
| Martes 22/06    | Gustavo «Cucho» Parisi & Melody Luz | «Bongo Cha Cha Cha», Goodboys / «Better», Valentino Khan & Wuki feat. Roxanna / «Rasputin», Majestic & Boney M. | 4  | 5  | 6  | 5 | 20 |
| Martes 22/06    | Mario Guerci                        | «Boom Boom Pow», Black Eyed Peas                                                                                | 2  | 7  | 5  | 4 | 18 |

- Mejor puntaje: Agustín Sierra (37)
- Sentenciados/as: Pachu Peña (9), Charlotte Caniggia (12) y Débora Plager (14)

| Miércoles 23/05 | Débora Plager      | "Reporte musical": Baila y actúa Canción«We Both Reached for the Gun (Karaoke Version)» (de Chicago)                                                               | Salvada por el público (55.4%) |
| Miércoles 23/05 | Pachu Peña         | “Naranjo en Flor Díaz”: Canta y baila tango con una adaptación humorística de “Zorro gris” Canciones«Oro y plata» (de Forever Tango) / «Zorro gris» (La Tubatango) | Salvado por el jurado          |
| Miércoles 23/05 | Charlotte Caniggia | Performance cantada inspirada en Barbie Canción«Barbie Girl» (Aqua)                                                                                                | Eliminada (44.6%)              |

- Salvado por el jurado: Pachu Peña
- Salvada por el público: Débora Plager (55.4%)
- Eliminada: Charlotte Caniggia (44.6%)

### 4.ª Ronda:Disco
| Miércoles 23/06 | Florencia Vigna & Facundo Mazzei    | «Lovin Is Really My Game», Brainstorm                          | 9  | 10 | 10 | 7 | 36 |
| Miércoles 23/06 | Rocío Marengo                       | «Gimme! Gimme! Gimme!», ABBA                                   | 8  | 8  | 7  | 6 | 29 |
| Jueves 24/06    | Agustín Sierra                      | «Don't Stop 'Til You Get Enough», Michael Jackson              | 10 | 10 | 10 | 8 | 38 |
| Jueves 24/06    | Candela Ruggeri                     | «Treasure», Bruno Mars                                         | 9  | 9  | 8  | 7 | 33 |
| Jueves 24/06    | Bárbara Franco                      | «Blame It on the Boogie», The Jacksons                         | 4  | 7  | 5  | 4 | 20 |
| Jueves 24/06    | Julieta Nair Calvo                  | «Get Up Offa That Thing», James Brown                          | 10 | 9  | 9  | 8 | 36 |
| Martes 29/06    | Karina, la Princesita               | «Giant», Calvin Harris                                         | 2  | 5  | 5  | 3 | 15 |
| Martes 29/06    | Viviana Saccone                     | «Cosmic Girl», Jamiroquai                                      | 7  | 6  | 6  | 5 | 25 |
| Martes 29/06    | Pachu Peña                          | «Let's Groove», Earth, Wind & Fire                             | 2  | 6  | 4  | 2 | 14 |
| Miércoles 30/06 | Ángela Leiva                        | «Get Lucky», Daft Punk feat. Pharrell Williams & Nile Rodgers  | 10 | 8  | 8  | 6 | 32 |
| Miércoles 30/06 | Sofía «Jujuy» Jiménez               | «One Kiss», Calvin Harris & Dua Lipa                           | 5  | 6  | 6  | 5 | 22 |
| Miércoles 30/06 | Mar Tarrés                          | «You Make Me Feel (Mighty Real)», Sylvester                    | 6  | 6  | 8  | 4 | 24 |
| Jueves 1/07     | Rodrigo Tapari & Bárbara Silenzi    | «Get Down To 24K Magic (Mashup)», Bruno Mars x Kool & The Gang | 4  | 6  | 7  | 4 | 21 |
| Jueves 1/07     | Debora Plager                       | «Heart of Glass», Miley Cyrus                                  | 10 | 6  | 6  | 5 | 27 |
| Jueves 1/07     | Mariana Genesio Peña                | «Survivor» / «I Will Survive», Glee Cast                       | 10 | 8  | 8  | 6 | 32 |
| Jueves 1/07     | Lizardo Ponce                       | «Hot Stuff», Donna Summer                                      | 8  | 10 | 9  | 6 | 33 |
| Viernes 2/07    | Luciana Salazar & Jorge Moliniers   | «Say So / Like That (Mashup)», Doja Cat                        | 5  | 6  | 6  | 4 | 21 |
| Viernes 2/07    | Romina Ricci                        | «Flashdance... What a Feeling», Irene Cara                     | 5  | 7  | 5  | 4 | 21 |
| Viernes 2/07    | Gustavo «Cucho» Parisi & Melody Luz | «September (Phats & Small Remix)», Earth, Wind & Fire          | 1  | 5  | 4  | 4 | 14 |
| Viernes 2/07    | Mario Guerci                        | «Juice», Lizzo                                                 | 3  | 5  | 5  | 2 | 15 |

1. ↑  En reemplazo de El Polaco

- Mejor puntaje: Agustín Sierra (38)
- Sentenciados/as: Pachu Peña (14), Gustavo «Cucho» Parisi & Melody Luz  (14), Karina, la Princesita (15), Mario Guerci (15) y Bárbara Franco (20)

| Lunes 5/07 | Bárbara Franco                      | Baila cumbia con la participación especial de Fernando Burlando y Ariel Puchetta Canción«Una cerveza» (Ráfaga)                          | Salvada en primer lugar                                                             |
| Lunes 5/07 | Karina, la Princesita               | Performance bailada, actuada y cantada Canciones«Fuera» (Karina, la Princesita) / «Naughty Girl» (Beyoncé)                              | Salvada en tercer lugar definido por las jefas de coach debido al empate del jurado |
| Lunes 5/07 | Pachu Peña                          | “Salchacha picante”: Baila varios bailes latinos Canciones«¡Ay, José!» (Graciela & Machito Orchestra) / «Cachondea» (Fruko y sus Tesos) | Salvado en segundo lugar                                                            |
| Lunes 5/07 | Gustavo «Cucho» Parisi & Melody Luz | Baila Canción«Todos con el celu» (Lοuta)                                                                                                | Eliminado                                                                           |
| Lunes 5/07 | Mario Guerci                        | Patín sobre ruedas Canción«Surfin' U.S.A.» (The Beach Boys)                                                                             | Salvado en último lugar                                                             |
| |                                     | |                                                                                     |
| Votos del jurado(Entre los dos últimos a salvar: Gustavo «Cucho» Parisi & Melody Luz y Mario Guerci) - Hernán Piquín: Mario Guerci - Carolina «Pampita» Ardohain: Mario Guerci - Ángel de Brito: Mario Guerci - J Mena: Mario Guerci |                                     | |                                                                                     |

- Salvados/as por el jurado: Bárbara Franco, Pachu Peña y Karina, la Princesita
- Salvado en último lugar: Mario Guerci (4)
- Eliminado: Gustavo «Cucho» Parisi & Melody Luz
- (0)

### 5.ª Ronda:Samba de ballroom
| Lunes 05/07     | Julieta Nair Calvo                | «Mi gente», J Balvin & Willy William                                         | 7  | 6  | 7 | 5 | 25 |
| Miércoles 07/07 | Viviana Saccone                   | «Mas que nada», Sérgio Mendes feat. The Black Eyed Peas                      | 10 | 9  | 8 | 7 | 34 |
| Miércoles 07/07 | Ángela Leiva                      | «Cosita buena la rumba», DJ Blaster / «Loco» Anitta                          | 7  | 8  | 6 | 5 | 26 |
| Miércoles 07/07 | Rocío Marengo                     | «Despacito», Luis Fonsi & Daddy Yankee                                       | 4  | 5  | 5 | 4 | 18 |
| Jueves 08/07    | Florencia Vigna & Facundo Mazzei  | «L-Gante Rkt», L-Gante feat. Papu DJ                                         | 10 | 8  | 9 | 4 | 31 |
| Jueves 08/07    | Candela Ruggeri                   | «Fireball», Pitbull feat. John Ryan                                          | 8  | 7  | 6 | 5 | 26 |
| Jueves 08/07    | Débora Plager                     | «Hey Mama», The Black Eyed Peas                                              | 4  | 5  | 4 | 3 | 16 |
| Jueves 08/07    | Mariela Anchipi                   | «Watch Out for This», Major Lazer feat. Busy Signal, The Flexican & FS Green | 4  | 6  | 7 | 4 | 21 |
| Jueves 08/07    | Mario Guerci                      | «La Bomba», Ricky Martin                                                     | 4  | 5  | 5 | 3 | 17 |
| Viernes 09/07   | Karina, la Princesita             | «Magalenha», Sérgio Mendes feat. Carlinhos Brown                             | 7  | 5  | 7 | 5 | 24 |
| Viernes 09/07   | Mariana Genesio Peña              | «Jazz Machine», Black Machine                                                | 4  | 4  | 5 | 4 | 17 |
| Viernes 09/07   | Pachu Peña                        | «Macarena» Los del Río                                                       | 8  | 5  | 5 | 3 | 21 |
| Viernes 09/07   | Bárbara Franco                    | «Taki Taki», DJ Snake feat. Selena Gómez, Ozuna & Cardi B                    | 8  | 10 | 9 | 6 | 32 |
| Lunes 12/07     | Agustín Sierra                    | «Caliente», Lali Espósito feat. Pabllo Vittar                                | 10 | 9  | 7 | 6 | 32 |
| Lunes 12/07     | Luciana Salazar & Jorge Moliniers | «Shape of You», Ed Sheeran                                                   | 6  | 4  | 5 | 4 | 19 |
| Martes 13/07    | El Polaco & Bárbara Silenzi       | «Baila conmigo», Dayvi & Víctor Cárdenas feat. Kelly Ruiz                    | 5  | 5  | 6 | 4 | 20 |
| Martes 13/07    | Mar Tárres                        | «Qué rico fuera», Ricky Martin & Paloma Mami                                 | 5  | 4  | 6 | 5 | 20 |
| Martes 13/07    | Romina Ricci                      | «R.I.P.», Sofía Reyes feat. Rita Ora & Anitta                                | 4  | 4  | 5 | 4 | 17 |
| Martes 13/07    | Lizardo Ponce                     | «Sorry», Justin Bieber feat. J Balvin                                        | 4  | 5  | 4 | 3 | 16 |

1. ↑  En reemplazo de Sofía «Jujuy» Jiménez

- Mejor puntaje: Viviana Saccone (34)
- Sentenciados/as: Débora Plager (16), Lizardo Ponce (16), Mario Guerci (17), Mariana Genesio Peña (17), Romina Ricci (17) y Rocío Marengo (18)

| Miércoles 14/07 | Rocío Marengo        | “Sueño de novela”: Baile, canto y actuación Canciones«La extraña dama» (Valeria Lynch) «Por amor a vos» (Valeria Lynch & Cacho Castaña) «¿Y qué?» (Paz Martínez) «Tengo esperanza» (Lali Espósito) «Herederos» (David Bisbal)                             | Salvada en primer lugar        |
| Miércoles 14/07 | Débora Plager        | Baila milonga Canción«Nocturna» (Julián Plaza) | Salvada en cuarto lugar        |
| Miércoles 14/07 | Mario Guerci         | Homenaje cantado a las madres con la participación especial de la cantante Natalia Cociuffo Canción«Las manos de mi madre» (Mercedes Sosa) | Salvado por el público (74.1%) |
| Miércoles 14/07 | Mariana Genesio Peña | Performance inspirada en el musical Dreamgirls con canto y actuación (humor) y la participación especial de las actrices Romina Escobar y “Payuca” Canciones«Dreamgirls» (Jennifer Hudson, Beyoncé & Anika Noni Rose) / «One Night Only» (Leading Ladies) | Salvada en tercer lugar        |
| Miércoles 14/07 | Romina Ricci         | Actúa monólogo de William Shakespeare de Hamlet adaptado por Norman Briski al contexto pandémico por el COVID-19 | Eliminada (25.9%)              |
| Miércoles 14/07 | Lizardo Ponce        | Realiza rutina de baile de diferentes géneros musicales Canciones«Cuban Pete» (Jim Carrey) / «La isla del sol» (El Símbolo) / «Who Let the Dogs Out» (Baha Men) / «L-Gante: Bzrp Music Sessions, Vol. 38» (Bizarrap & L-Gante)                            | Salvado en segundo lugar       |

- Salvados/as por el jurado: Rocío Marengo, Lizardo Ponce, Mariana Genesio Peña y Débora Plager
- Salvado por el público: Mario Guerci (74.1%)
- Eliminada: Romina Ricci (25.9%)

### 6.ª Ronda:Reguetón
| Miércoles 14/07 | Pachu Peña                        | «Hay que bueno», KD One / «Calabria», Kölsch / «Súbete», Lary Over & Lírico en la casa                                         | 5  | 6  | 8  | 5  | 24 |
| Jueves 15/07    | Karina, la Princesita             | «Travesuras», Nicky Jam / «Sal y perrea», Sech / «Trakatá», Ptazeta feat. Farina & Juacko                                      | 5  | 6  | 7  | 5  | 23 |
| Jueves 15/07    | Ángela Leiva                      | «Hips Don't Lie», Shakira feat. Wyclef Jean / X, Nicky Jam feat. J Balvin                                                      | 7  | 6  | 7  | 5  | 25 |
| Jueves 15/07    | Julieta Nair Calvo                | «Mi cama», Karol G / «Nathy Peluso: Bzrp Music Sessions, Vol. 36», Bizarrap & Nathy Peluso                                     | 10 | 10 | 10 | 10 | 40 |
| Viernes 16/07   | Agustín Sierra                    | «Machika», J Balvin, Jeon & Anitta                                                                                             | 9  | 8  | 7  | 6  | 30 |
| Viernes 16/07   | Florencia Vigna & Facundo Mazzei  | «Mi gente», J Balvin & Willy William / «Miedo», Cazzu                                                                          | 10 | 10 | 9  | 9  | 38 |
| Viernes 16/07   | Viviana Saccone                   | «Bellacoso», Residente & Bad Bunny                                                                                             | 7  | 7  | 6  | 5  | 25 |
| Viernes 16/07   | Rocío Marengo                     | «Rakata», Wisin & Yandel / «Gasolina», Daddy Yankee feat. Glory / «Rompe», Daddy Yankee                                        | 7  | 6  | 7  | 6  | 26 |
| Lunes 19/07     | El Polaco & Bárbara Silenzi       | «En la cama», Nicky Jam feat. Daddy Yankee                                                                                     | 6  | 7  | 6  | 4  | 23 |
| Lunes 19/07     | Lizardo Ponce                     | «Como antes», Yandel feat. Wisin / «Problema», Daddy Yankee / «Ponle», Farruko feat. Tarik Johnston & J Balvin                 | 7  | 5  | 6  | 5  | 23 |
| Lunes 19/07     | Bárbara Franco                    | «China», Anuel AA, Daddy Yankee, Karol G, J Balvin & Ozuna / «La Tóxica», Farruko, Sech, Myke Towers feat. Jay Wheeler & Tempo | 8  | 8  | 7  | 6  | 29 |
| Martes 20/07    | Mar Tarres                        | «Pam», Justin Quiles, Daddy Yankee & El Alfa                                                                                   | 3  | 5  | 6  | 5  | 19 |
| Martes 20/07    | Luciana Salazar & Jorge Moliniers | «Perreito salvaje», Emilia Mernes & Boza / «El efecto», Rauw Alejandro & Chencho Corleone                                      | 8  | 7  | 5  | 5  | 25 |
| Martes 20/07    | Débora Plager                     | «Mala santa», Becky G | 4  | 4  | 4  | 4  | 16 |
| Martes 20/07    | Mariela Anchipi                   | «Las nenas», Natti Natasha, Cazzu & Farina feat. La Duraca                                                                     | 8  | 6  | 7  | 7  | 28 |
| Martes 20/07    | Mario Guerci                      | «Con calma», Daddy Yankee feat. Snow                                                                                           | 6  | 10 | 8  | 7  | 31 |
| Miércoles 21/07 | Mariana Genesio Peña              | «Me gusta», Anitta feat. Cardi B & Myke Towers                                                                                 | 6  | 6  | 6  | 5  | 23 |
| Miércoles 21/07 | Candela Ruggeri                   | «Tranquila», J Balvin / «Yo soy tu gatita», La Factoría / «Descontrol», Daddy Yankee / «Me estás tentando», Wisin & Yandel     | 10 | 10 | 9  | 7  | 36 |

1. ↑  En reemplazo de Sofía «Jujuy» Jiménez

- Mejor puntaje: Julieta Nair Calvo (40)
- Sentenciados/as: Débora Plager (16), Mar Tarrés (19), Mariana Genesio Peña (23), Lizardo Ponce (23), El Polaco & Bárbara Silenzi (23) y Karina, la Princesita (23)

| Miércoles 21/07 | Karina, la Princesita       | Canta y baila tango Canción«Que tango hay que cantar» (Valeria Lynch) | Todas las parejas avanzan a la siguiente ronda debido al abandono de Mariana Genesio Peña |
| Miércoles 21/07 | El Polaco & Bárbara Silenzi | Realizan un lip sync y bailan cumbia Canción«Olvídame y pega la vuelta» (Pimpinela) / (Grupo Sueños feat. Anny) | Todas las parejas avanzan a la siguiente ronda debido al abandono de Mariana Genesio Peña |
| Miércoles 21/07 | Débora Plager               | Canta Canciones«Luna cautiva» (José Ignacio Rodríguez) / «Zamba para olvidar» (Daniel Toro) | Todas las parejas avanzan a la siguiente ronda debido al abandono de Mariana Genesio Peña |
| Miércoles 21/07 | Lizardo Ponce               | Presenta un clip con las participaciones especiales de Lourdes Sánchez, Gabriel Fernández, Martín Salwe y Celeste Muriega y baila con la participación especial de Martín Salwe Canción«Everybody» (Backstreet Boys) | Todas las parejas avanzan a la siguiente ronda debido al abandono de Mariana Genesio Peña |
| Miércoles 21/07 | Mar Tarrés                  | "Por tu sueño”: Actúa, realiza un lip sync de su propia voz cantando, baila y modela junto a modelos plus size Canciones«You Can't Stop the Beat (En español)» de Hairspray) / «Run the World (Girls)» (Beyoncé)     | Todas las parejas avanzan a la siguiente ronda debido al abandono de Mariana Genesio Peña |
| Jueves 22/07    | Mariana Genesio Peña        | No presenta duelo | Abandona                                                                                  |

- Salvados/as por la producción: Débora Plager, Mar Tarrés, Lizardo Ponce, El Polaco & Bárbara Silenzi y Karina, la Princesita.
- Abandona: Mariana Genesio Peña

### 7.ª Ronda:Canto
- En esta ronda Guillermina Valdés reemplaza a Carolina «Pampita» Ardohain

| Jueves 22/07  | Ángela Leiva                      | «Fame» (Irene Cara) «Footloose» (Kenny Loggins) «(I've Had) The Time of My Life» (Dirty Dancing) | 10 | 9  | 10 | 6 | 35 |
| Jueves 22/07  | Julieta Nair Calvo                | «Seguir viviendo sin tu amor» (Luis Alberto Spinetta) «Muchacha (Ojos de papel)» (Almendra)      | 7  | 10 | 9  | 7 | 33 |
| Jueves 22/07  | Viviana Saccone                   | «Fuiste tú», Ricardo Arjona & Gaby Moreno                                                        | 0  | 4  | 3  | 5 | 12 |
| Viernes 23/07 | Florencia Vigna & Facundo Mazzei  | «I Love Rock 'n' Roll», Britney Spears                                                           | 6  | 7  | 7  | 5 | 25 |
| Viernes 23/07 | Agustín Sierra                    | «Me gustas mucho», Viejas Locas                                                                  | 5  | 9  | 7  | 5 | 26 |
| Viernes 23/07 | Rocío Marengo                     | «Desde esa noche», Thalía & Maluma                                                               | 0  | 4  | 3  | 3 | 10 |
| Viernes 23/07 | Bárbara Franco                    | «Me vas a extrañar», Damas Gratis                                                                | 4  | 5  | 4  | 3 | 16 |
| Viernes 23/07 | Sofía «Jujuy» Jiménez             | «Yo no soy esa mujer», Paulina Rubio                                                             | 3  | 6  | 5  | 3 | 17 |
| Viernes 23/07 | Mario Guerci                      | «Que nivel de mujer», Luis Miguel                                                                | 7  | 7  | 7  | 5 | 26 |
| Lunes 26/07   | Karina, la Princesita             | «Tu falta de querer», Mon Laferte                                                                | 9  | 10 | 9  | 7 | 35 |
| Lunes 26/07   | Mar Tarres                        | «Color esperanza», Coti                                                                          | 6  | 7  | 5  | 4 | 22 |
| Lunes 26/07   | Debora Plager                     | «El embrujo», Americo                                                                            | 6  | 8  | 7  | 7 | 28 |
| Lunes 26/07   | Pachu Peña                        | «Cha cha muchacha», Ruben Rada                                                                   | 6  | 8  | 6  | 5 | 25 |
| Lunes 26/07   | Lizardo Ponce                     | «Ahora te puedes marchar», Luis Miguel                                                           | 5  | 8  | 6  | 5 | 24 |
| Lunes 26/07   | Candela Ruggeri                   | «Tratame suavemente» / «Persiana Americana» (Soda Stereo)                                        | 3  | 6  | 3  | 4 | 16 |
| Martes 27/07  | Luciana Salazar & Jorge Moliniers | «Yesterday», The beatles                                                                         | 9  | 10 | 7  | 6 | 32 |
| Martes 27/07  | El Polaco & Bárbara Silenzi       | «Aventura», Abel Pintos & Marcela Morelo                                                         | 9  | 9  | 6  | 4 | 28 |

- Mejor puntaje: Ángela Leiva & Karina, la Princesita (35)
- Sentenciadas: Rocío Marengo (10), Viviana Saccone (12), Bárbara Franco (16) y Candela Ruggeri (16)

| Duelo de estilo libre | Duelo de estilo libre | Duelo de estilo libre | Duelo de estilo libre    | Duelo de estilo libre    | Duelo de estilo libre    | Duelo de estilo libre    | Duelo de estilo libre    | Duelo de estilo libre | Duelo de estilo libre | Duelo de estilo libre |
| Fecha | Famosa                | Temática | Resultado                | Resultado                | Resultado                | Resultado                | Resultado                |                       |                       |                       |
| --- | --------------------- | --- | ------------------------ | ------------------------ | ------------------------ | ------------------------ | ------------------------ | --------------------- | --------------------- | --------------------- |
| Miércoles 28/07 | Viviana Saccone       | Canta lo mismo que en la ronda (En este duelo es permitido repetir la performance de la ronda) Canción«Fuiste tú» (Ricardo Arjona & Gaby Moreno) | Salvada en primer lugar  | Salvada en primer lugar  | Salvada en primer lugar  | Salvada en primer lugar  | Salvada en primer lugar  |                       |                       |                       |
| Miércoles 28/07 | Rocío Marengo         | “Marenguísima, la revista”: Performance inspirada en la revista argentina con las participaciones especiales de Leandro Nimo (baile) y Sergio Gonal (humor) Canciones«Because We Can» / «Welcome to the Moulin Rouge» / «Sparkling Diamonds» / «Lady Marmalade» (de Moulin Rouge!) | Salvada en último lugar  | Salvada en último lugar  | Salvada en último lugar  | Salvada en último lugar  | Salvada en último lugar  |                       |                       |                       |
| Miércoles 28/07 | Bárbara Franco        | Performance de folclore fusión | Eliminada                | Eliminada                | Eliminada                | Eliminada                | Eliminada                |                       |                       |                       |
| Miércoles 28/07 | Candela Ruggeri       | Baila en trío junto a su bailarín y su coach Matías Ramos Canción«Mi Gente» (J Balvin & Willy William feat. Beyoncé) | Salvada en segundo lugar | Salvada en segundo lugar | Salvada en segundo lugar | Salvada en segundo lugar | Salvada en segundo lugar |                       |                       |                       |
| |                       | |                          |                          |                          |                          |                          |                       |                       |                       |
| Votos del jurado(Entre las dos últimas a salvar: Rocío Marengo y Bárbara Franco) - Ángel de Brito: Rocío Marengo - Hernán Piquín: Rocío Marengo - Jimena Barón: Bárbara Franco - Guillermina Valdés: Rocío Marengo |                       | |                          |                          |                          |                          |                          |                       |                       |                       |

- Salvadas por el jurado: Viviana Saccone y Candela Ruggeri
- Salvada en último lugar: Rocío Marengo (3)
- Eliminada: Bárbara Franco (1)

### 8.ª Ronda:Súper duelo
- En esta ronda Guillermina Valdés reemplaza a Carolina «Pampita» Ardohain

Método del "Súper duelo"
- En esta ronda, las 16 parejas competidoras se enfrentarán en duelos individuales (es decir, una pareja se enfrentará a otra) y esos cruces estarán definidos por el promedio de las puntuaciones obtenidas en todos los bailes realizados hasta el momento. Inicialmente, los duelos se conformarán de la siguiente manera:
  - promedio 1 vs. promedio 16
  - promedio 2 vs. promedio 15
  - promedio 3 vs. promedio 14
  - promedio 4 vs. promedio 13
  - promedio 5 vs. promedio 12
  - promedio 6 vs. promedio 11
  - promedio 7 vs. promedio 10
  - promedio 8 vs. promedio 9
- Cada jurado elegirá a una de las dos parejas. La pareja con más votos avanzará a la siguiente ronda y la pareja restante continuará en el siguiente encuentro (en caso de empate, definen las jefes de coach) hasta que queden las dos últimas parejas, donde se definirá la pareja eliminada de esta ronda

#### Tabla de puntuaciones
| Ranking por promedio | Parejas                                  | Puntos totales | Cantidad de rondas | Promedios |
| -------------------- | ---------------------------------------- | -------------- | ------------------ | --------- |
| 1                    | Florencia Vigna & Facundo Mazzei         | 226            | 7                  | 32.3      |
| 2                    | Julieta Nair Calvo & Gonzalo Gerber      | 223            | 7                  | 31.9      |
| 3                    | Agustín Sierra & Fiorella Giménez        | 220            | 7                  | 31.4      |
| 4                    | Candela Ruggeri & Nicolás Fleitas        | 205            | 7                  | 29.2      |
| 5                    | Ángela Leiva & Jonathan Lazarte          | 201            | 7                  | 28.7      |
| 6                    | Karina, la Princesita & Rafael Muñiz     | 182            | 7                  | 26.0      |
| 7                    | Viviana Saccone & Ernesto Díaz           | 172            | 7                  | 24.6      |
| 8                    | Luciana Salazar & Jorge Moliniers        | 166            | 7                  | 23.7      |
| 9                    | Rocío Marengo & Ignacio Pérez Cortés     | 164            | 7                  | 23.4      |
| 10                   | Lizardo Ponce & Josefina Oriozabala      | 160            | 7                  | 22.9      |
| 11                   | Sofía «Jujuy» Jiménez & Ignacio Saraceni | 158            | 7                  | 22.6      |
| 12                   | Mario Guerci & Soledad Bayona            | 154            | 7                  | 22.0      |
| 13                   | Mar Tarrés & Franco Mariotti             | 153            | 7                  | 21.9      |
| 14                   | Débora Plager & Nicolás Villalba         | 151            | 7                  | 21.6      |
| 15                   | El Polaco & Bárbara Silenzi              | 151            | 7                  | 21.6      |
| 16                   | Pachu Peña & Florencia Díaz              | 142            | 7                  | 20.3      |

#### Duelos
|  | Mejores 16 — Cuarteto             | Mejores 16 — Cuarteto |                    |   | Peores 8 — Disco | Peores 8 — Disco |  |  | Peores 4 — Samba de ballroom | Peores 4 — Samba de ballroom |  |  | Peores 2 — Urbano pop | Peores 2 — Urbano pop |
|  |                                   |                       |                    |   |                  |                  |  |  |                              |                              |  |  |                       |                       |
|  | Duelo 1                           |                       |                    |   |                  |                  |  |  |                              |                              |  |  |                       |                       |
|  |                                   |                       |                    |   |                  |                  |  |  |                              |                              |  |  |                       |                       |
|  | Florencia Vigna & Facundo Mazzei  | 3                     |                    |   |                  |                  |  |  |                              |                              |  |  |                       |                       |
|  | Florencia Vigna & Facundo Mazzei  | 3                     | Duelo 9            |   |                  |                  |  |  |                              |                              |  |  |                       |                       |
|  | Pachu Peña                        | 2                     |                    |   |                  |                  |  |  |                              |                              |  |  |                       |                       |
|  | Pachu Peña                        | 2                     | Pachu Peña         | 0 |                  |                  |  |  |                              |                              |  |  |                       |                       |
|  | Duelo 2                           |                       | Pachu Peña         | 0 |                  |                  |  |  |                              |                              |  |  |                       |                       |
|  |                                   | Agustín Sierra        | 4                  |   |                  |                  |  |  |                              |                              |  |  |                       |                       |
|  | Agustín Sierra                    | Agustín Sierra        | 4                  | 1 |                  |                  |  |  |                              |                              |  |  |                       |                       |
|  | Agustín Sierra                    |                       | Duelo 13           | 1 |                  |                  |  |  |                              |                              |  |  |                       |                       |
|  | Débora Plager                     | 3                     |                    |   |                  |                  |  |  |                              |                              |  |  |                       |                       |
|  | Débora Plager                     | 3                     | Pachu Peña         | 3 |                  |                  |  |  |                              |                              |  |  |                       |                       |
|  | Duelo 3                           |                       | Pachu Peña         | 3 |                  |                  |  |  |                              |                              |  |  |                       |                       |
|  |                                   | Mario Guerci          | 1                  |   |                  |                  |  |  |                              |                              |  |  |                       |                       |
|  | Ángela Leiva                      | Mario Guerci          | 1                  | 3 |                  |                  |  |  |                              |                              |  |  |                       |                       |
|  | Ángela Leiva                      | Duelo 10              |                    | 3 |                  |                  |  |  |                              |                              |  |  |                       |                       |
|  | Mario Guerci                      | 0                     |                    |   |                  |                  |  |  |                              |                              |  |  |                       |                       |
|  | Mario Guerci                      | 0                     | Mario Guerci       | 0 |                  |                  |  |  |                              |                              |  |  |                       |                       |
|  | Duelo 4                           |                       | Mario Guerci       | 0 |                  |                  |  |  |                              |                              |  |  |                       |                       |
|  |                                   | María Laura Cattalini | 4                  |   |                  |                  |  |  |                              |                              |  |  |                       |                       |
|  | Viviana Saccone                   | María Laura Cattalini | 4                  | 1 |                  |                  |  |  |                              |                              |  |  |                       |                       |
|  | Viviana Saccone                   |                       | Duelo 15           | 1 |                  |                  |  |  |                              |                              |  |  |                       |                       |
|  | Lizardo Ponce                     | 3                     |                    |   |                  |                  |  |  |                              |                              |  |  |                       |                       |
|  | Lizardo Ponce                     | 3                     | Mario Guerci       | 3 |                  |                  |  |  |                              |                              |  |  |                       |                       |
|  | Duelo 5                           |                       | Mario Guerci       | 3 |                  |                  |  |  |                              |                              |  |  |                       |                       |
|  |                                   | Mar Tarres            | 1                  |   |                  |                  |  |  |                              |                              |  |  |                       |                       |
|  | Julieta Nair Calvo                | Mar Tarres            | 1                  | 1 |                  |                  |  |  |                              |                              |  |  |                       |                       |
|  | Julieta Nair Calvo                | Duelo 11              |                    | 1 |                  |                  |  |  |                              |                              |  |  |                       |                       |
|  | El Polaco & Celeste Muriega       | 3                     |                    |   |                  |                  |  |  |                              |                              |  |  |                       |                       |
|  | El Polaco & Celeste Muriega       | 3                     | Julieta Nair Calvo | 4 |                  |                  |  |  |                              |                              |  |  |                       |                       |
|  | Duelo 6                           |                       | Julieta Nair Calvo | 4 |                  |                  |  |  |                              |                              |  |  |                       |                       |
|  |                                   | Mar Tarres            | 0                  |   |                  |                  |  |  |                              |                              |  |  |                       |                       |
|  | Candela Ruggeri                   | Mar Tarres            | 0                  | 3 |                  |                  |  |  |                              |                              |  |  |                       |                       |
|  | Candela Ruggeri                   |                       | Duelo 14           | 3 |                  |                  |  |  |                              |                              |  |  |                       |                       |
|  | Mar Tarres                        | 2                     |                    |   |                  |                  |  |  |                              |                              |  |  |                       |                       |
|  | Mar Tarres                        | 2                     | Mar Tarres         | 1 |                  |                  |  |  |                              |                              |  |  |                       |                       |
|  | Duelo 7                           |                       | Mar Tarres         | 1 |                  |                  |  |  |                              |                              |  |  |                       |                       |
|  |                                   | Mariela Anchipi       | 3                  |   |                  |                  |  |  |                              |                              |  |  |                       |                       |
|  | Karina, la Princesita             | Mariela Anchipi       | 3                  | 3 |                  |                  |  |  |                              |                              |  |  |                       |                       |
|  | Karina, la Princesita             | Duelo 12              |                    | 3 |                  |                  |  |  |                              |                              |  |  |                       |                       |
|  | Mariela Anchipi                   | 2                     |                    |   |                  |                  |  |  |                              |                              |  |  |                       |                       |
|  | Mariela Anchipi                   | 2                     | Mariela Anchipi    | 0 |                  |                  |  |  |                              |                              |  |  |                       |                       |
|  | Duelo 8                           |                       | Mariela Anchipi    | 0 |                  |                  |  |  |                              |                              |  |  |                       |                       |
|  |                                   | Rocío Marengo         | 4                  |   |                  |                  |  |  |                              |                              |  |  |                       |                       |
|  | Luciana Salazar & Jorge Moliniers | Rocío Marengo         | 4                  | 3 |                  |                  |  |  |                              |                              |  |  |                       |                       |
|  | Luciana Salazar & Jorge Moliniers |                       |                    | 3 |                  |                  |  |  |                              |                              |  |  |                       |                       |
|  | Rocío Marengo                     | 2                     |                    |   |                  |                  |  |  |                              |                              |  |  |                       |                       |
|  | Rocío Marengo                     | 2                     |                    |   |                  |                  |  |  |                              |                              |  |  |                       |                       |

1. ↑  En reemplazo de Viviana Saccone
2. ↑  En reemplazo de Bárbara Silenzi
3. 1 2 3  En reemplazo de Sofía «Jujuy» Jiménez

#### Cuarteto
| Canciones y puntajes | Canciones y puntajes | Canciones y puntajes              | Canciones y puntajes                                                                                                  | Canciones y puntajes | Canciones y puntajes | Canciones y puntajes | Canciones y puntajes | Canciones y puntajes | Canciones y puntajes | Canciones y puntajes |
| Fecha                | Duelo                | Famoso(s)                         | Canción interpretada                                                                                                  | Puntajes             | Puntajes             | Puntajes             | Puntajes             | Puntajes             | Total                |                      |
| Fecha                | Duelo                | Famoso(s)                         | Canción interpretada                                                                                                  | ADB                  | GV                   | JB                   | HP                   | JDC                  | Total                |                      |
| -------------------- | -------------------- | --------------------------------- | --- | -------------------- | -------------------- | -------------------- | -------------------- | -------------------- | -------------------- | -------------------- |
| Miércoles 28/07      | 1                    | Florencia Vigna & Facundo Mazzei  | «¿Quién se ha tomado todo el vino?», Mona Jiménez / «Nicky Jam: Bzrp Music Sessions, Vol. 41», Bizarrap ft. Nicky Jam |                      |                      |                      |                      |                      | 3                    |                      |
| Miércoles 28/07      | 1                    | Pachu Peña                        | «Llegó tu papi», Jean Carlos                                                                                          |                      |                      |                      |                      |                      | 2                    |                      |
| Miércoles 28/07      | 5                    | Julieta Nair Calvo                | «Soy sabalero», Los Palmeras / «Se menea y el taka taka», Nolberto Al-k-la                                            |                      |                      |                      |                      | —                    | 1                    |                      |
| Miércoles 28/07      | 5                    | El Polaco & Celeste Muriega       | «Soy cordobés», Rodrigo                                                                                               |                      |                      |                      |                      | —                    | 3                    |                      |
| Jueves 29/07         | 2                    | Agustín Sierra                    | «Quiereme», Jean Carlos                                                                                               |                      |                      |                      |                      | —                    | 1                    |                      |
| Jueves 29/07         | 2                    | Debora Plager                     | «Amor secreto», La 840                                                                                                |                      |                      |                      |                      | —                    | 3                    |                      |
| Jueves 29/07         | 6                    | Candela Ruggeri                   | «Como le digo», Rodrigo                                                                                               |                      |                      |                      |                      |                      | 3                    |                      |
| Jueves 29/07         | 6                    | Mar Tarres                        | «Salvaje», La Barra                                                                                                   |                      |                      |                      |                      |                      | 2                    |                      |
| Jueves 29/07         | 3                    | Ángela Leiva                      | «Pero me acuerdo de ti», Jean Carlos                                                                                  |                      |                      |                      |                      | —                    | 4                    |                      |
| Jueves 29/07         | 3                    | Mario Guerci                      | «Ya me enteré», La K'onga                                                                                             |                      |                      |                      |                      | —                    | 0                    |                      |
| Jueves 29/07         | 7                    | Karina, la Princesita             | «Te perdiste mi amor», Damián Córdoba ft. La K'onga                                                                   |                      |                      |                      |                      |                      | 3                    |                      |
| Jueves 29/07         | 7                    | Mariela Anchipi                   | «Yerba mala», Rodrigo                                                                                                 |                      |                      |                      |                      |                      | 2                    |                      |
| Jueves 29/07         | 4                    | Viviana Saccone                   | «Todo de ti», Simón Aguirre ft. Q' Lokura & El Joaco                                                                  |                      |                      |                      |                      | —                    | 2                    |                      |
| Jueves 29/07         | 4                    | Lizardo Ponce                     | «Soy un adicto a ti», Walter Olmos                                                                                    |                      |                      |                      |                      | —                    | 3                    |                      |
| viernes 30/07        | 8                    | Luciana Salazar & Jorge Moliniers | «Por lo que yo te quiero», Walter Olmos                                                                               |                      |                      |                      |                      |                      | 3                    |                      |
| viernes 30/07        | 8                    | Rocío Marengo                     | «Fuego y pasión», Rodrigo                                                                                             |                      |                      |                      |                      |                      | 2                    |                      |

1. ↑  En reemplazo de Bárbara Silenzi
2. ↑  En reemplazo de Sofía «Jujuy» Jiménez

- Salvados/as por el jurado: Florencia Vigna & Facundo Mazzei, El Polaco & Celeste Muriega (En reemplazo de Bárbara Silenzi), Debora Plager, Candela Ruggeri, Ángela Leiva, Karina, la Princesita, Lizardo Ponce y Luciana Salazar & Jorge Moliniers
- Sentenciados/as para el próximo duelo: Pachu Peña, Julieta Nair Calvo, Agustín Sierra, Mar Tarrés, Mario Guerci, Mariela Anchipi (En reemplazo de Sofía «Jujuy» Jiménez), Viviana Saccone y Rocío Marengo

#### Disco
| Canciones y puntajes | Canciones y puntajes | Canciones y puntajes  | Canciones y puntajes                              | Canciones y puntajes | Canciones y puntajes | Canciones y puntajes | Canciones y puntajes | Canciones y puntajes | Canciones y puntajes | Canciones y puntajes |
| Fecha                | Duelo                | Famoso/a              | Canción interpretada                              | Puntajes             | Puntajes             | Puntajes             | Puntajes             | Puntajes             | Total                |                      |
| Fecha                | Duelo                | Famoso/a              | Canción interpretada                              | ADB                  | GV                   | JB                   | HP                   | JDC                  | Total                |                      |
| -------------------- | -------------------- | --------------------- | ------------------------------------------------- | -------------------- | -------------------- | -------------------- | -------------------- | -------------------- | -------------------- | -------------------- |
| Viernes 30/07        | 9                    | Pachu Peña            | «Let's Groove», Earth, Wind & Fire                |                      |                      |                      |                      | —                    | 0                    |                      |
| Viernes 30/07        | 9                    | Agustín Sierra        | «Don't Stop 'Til You Get Enough», Michael Jackson |                      |                      |                      |                      | —                    | 4                    |                      |
| Viernes 30/07        | 10                   | Julieta Nair Calvo    | «Get Up Offa That Thing», James Brown             |                      |                      |                      |                      | —                    | 4                    |                      |
| Viernes 30/07        | 10                   | Mar Tarrés            | «You Make Me Feel (Mighty Real)», Sylvester       |                      |                      |                      |                      | —                    | 0                    |                      |
| Viernes 30/07        | 11                   | Mario Guerci          | «Juice», Lizzo                                    |                      |                      |                      |                      | —                    | 0                    |                      |
| Viernes 30/07        | 11                   | María Laura Cattalini | «Cosmic Girl», Jamiroquai                         |                      |                      |                      |                      | —                    | 4                    |                      |
| Viernes 30/07        | 12                   | Mariela Anchipi       | «One Kiss», Calvin Harris & Dua Lipa              |                      |                      |                      |                      | —                    | 0                    |                      |
| Viernes 30/07        | 12                   | Rocío Marengo         | «Gimme! Gimme! Gimme!», ABBA                      |                      |                      |                      |                      | —                    | 4                    |                      |

1. ↑  En reemplazo de Viviana Saccone
2. ↑  En reemplazo de Sofía «Jujuy» Jiménez

- Salvados/as por el jurado: Agustín Sierra, Julieta Nair Calvo, María Laura Cattalini (En reemplazo de Viviana Saccone) y Rocío Marengo
- Sentenciados/as para el próximo duelo: Pachu Peña, Mar Tarrés, Mario Guerci y Mariela Anchipi (En reemplazo de Sofía «Jujuy» Jiménez)

#### Samba de ballroom
| Canciones y puntajes | Canciones y puntajes | Canciones y puntajes | Canciones y puntajes                                                         | Canciones y puntajes | Canciones y puntajes | Canciones y puntajes | Canciones y puntajes | Canciones y puntajes | Canciones y puntajes | Canciones y puntajes |
| Fecha                | Duelo                | Famoso/a             | Canción interpretada                                                         | Puntajes             | Puntajes             | Puntajes             | Puntajes             | Puntajes             | Total                |                      |
| Fecha                | Duelo                | Famoso/a             | Canción interpretada                                                         | ADB                  | GV                   | JB                   | HP                   | JDC                  | Total                |                      |
| -------------------- | -------------------- | -------------------- | ---------------------------------------------------------------------------- | -------------------- | -------------------- | -------------------- | -------------------- | -------------------- | -------------------- | -------------------- |
| Viernes 30/07        | 13                   | Pachu Peña           | «Macarena» Los del Río                                                       |                      |                      |                      |                      | —                    | 3                    |                      |
| Viernes 30/07        | 13                   | Mario Guerci         | «La Bomba», Ricky Martin                                                     |                      |                      |                      |                      | —                    | 1                    |                      |
| Viernes 30/07        | 14                   | Mar Tarrés           | «Qué rico fuera», Ricky Martin & Paloma Mami                                 |                      |                      |                      |                      | —                    | 1                    |                      |
| Viernes 30/07        | 14                   | Mariela Anchipi      | «Watch Out for This», Major Lazer feat. Busy Signal, The Flexican & FS Green |                      |                      |                      |                      | —                    | 3                    |                      |

1. ↑  En reemplazo de Sofía «Jujuy» Jiménez

- Salvados/as por el jurado: Pachu Peña y Mariela Anchipi (En reemplazo de Sofía «Jujuy» Jiménez)
- Sentenciados/as para el próximo duelo: Mario Guerci y Mar Tarrés

#### Urbano pop
| Canciones y puntajes | Canciones y puntajes | Canciones y puntajes | Canciones y puntajes | Canciones y puntajes | Canciones y puntajes | Canciones y puntajes | Canciones y puntajes | Canciones y puntajes | Canciones y puntajes | Canciones y puntajes |
| Fecha                | Duelo                | Famoso/a             | Canción interpretada | Puntajes             | Puntajes             | Puntajes             | Puntajes             | Puntajes             | Total                |                      |
| Fecha                | Duelo                | Famoso/a             | Canción interpretada | ADB                  | GV                   | JB                   | HP                   | JDC                  | Total                |                      |
| -------------------- | -------------------- | -------------------- | --- | -------------------- | -------------------- | -------------------- | -------------------- | -------------------- | -------------------- | -------------------- |
| Viernes 30/07        | 15                   | Mario Guerci         | «Uptown Sax (Mashup)», Fleur East vs. Mark Ronson & Bruno Mars                                                                                |                      |                      |                      |                      | —                    | 3                    |                      |
| Lunes 02/08          | 15                   | Mar Tarrés           | «Girl Like Me», Black Eyed Peas feat. Shakira / «Destination Calabria», Alex Gaudino feat. Crystal Waters / «Fireball», Pitbull ft. John Ryan |                      |                      |                      |                      | —                    | 1                    |                      |

- Salvado en último lugar: Mario Guerci
- Eliminada: Mar Tarrés

### 9.ª Ronda:Pole dance
- En esta ronda no hay duelo de estilo libre. Las performances son repetidas
- A partir de esta ronda Guillermina Valdés se incorpora como jurado titular

| Lunes 02/08     | Florencia Vigna & Facundo Mazzei  | «Adiós Nonino», Astor Piazzolla | 10 | 5  | 10 | 7  | 5  | 37 |
| Lunes 02/08     | Candela Ruggeri                   | «Believer», Imagine Dragons | 7  | 4  | 8  | 5  | 4  | 28 |
| Martes 03/08    | Agustín Sierra                    | «Boom», X Ambassadors | 10 | 10 | 10 | 10 | 10 | 50 |
| Martes 03/08    | El Polaco & Celeste Muriega       | «Oh! Darling», Juliet Simms | 6  | 2  | 7  | 4  | 4  | 23 |
| Martes 03/08    | Viviana Saccone                   | «Seven Nation Army», Skáld | 5  | 2  | 5  | 3  | 4  | 19 |
| Miércoles 04/08 | Karina, la Princesita             | «Dangerous Woman», Ariana Grande | 7  | 3  | 6  | 5  | 4  | 25 |
| Miércoles 04/08 | Noelia Marzol                     | «Dark Side», Bishop Briggs / «Gangsta», Kehlani                                                                                       | 4  | 0  | 6  | 5  | 5  | 20 |
| Jueves 05/08    | Rocío Marengo                     | «Twisted Nerve», Bernard Herrmann / «Battle Without Honor Or Humanity», Tomoyasu Hotei / «Shot Me Down», David Guetta ft. Skylar Grey | 9  | 4  | 9  | 6  | 6  | 34 |
| Jueves 05/08    | Valeria Archimó                   | «The Greatest Show», The Greatest Showman / «Baby Boy», Beyoncé ft. Sean Paul                                                         | 4  | 0  | 8  | 7  | 7  | 26 |
| Jueves 05/08    | Lizardo Ponce                     | «Creep», Postmodern Jukebox | 10 | 5  | 10 | 7  | 6  | 38 |
| Viernes 06/08   | Luciana Salazar & Jorge Moliniers | «Sweet Dreams (Are Made of This)», Marilyn Manson                                                                                     | 8  | 6  | 9  | 9  | 7  | 39 |
| Viernes 06/08   | Pachu Peña                        | «Fire», BTS | 0  | 3  | 5  | 6  | 5  | 19 |
| Viernes 06/08   | Bárbara Franco y Gabriel Renteria | «Hit the Road Jack», 2WEI / «Highway to Hell», Sershen & Zarítskaya                                                                   | 4  | 6  | 10 | 8  | 8  | 36 |
| Viernes 06/08   | Mario Guerci                      | «Feeling Good», Muse | 8  | 10 | 9  | 9  | 8  | 44 |
| Lunes 09/08     | Mariela Anchipi                   | «Fall In Line», Christina Aguilera ft. Demi Lovato                                                                                    | 4  | 0  | 7  | 7  | 7  | 25 |

1. ↑  En reemplazo de Bárbara Silenzi
2. ↑  En reemplazo de Débora Plager
3. ↑  En reemplazo de Ángela Leiva
4. ↑  En reemplazo de Julieta Nair Calvo
5. ↑  En reemplazo de Sofía "Jujuy" Jiménez

- Mejor puntaje: Agustín Sierra (50)
- Sentenciados/as: Pachu Peña (19), Viviana Saccone (19), Noelia Marzol (En reemplazo de Débora Plager) (20), El Polaco & Celeste Muriega (En reemplazo de Bárbara Silenzi) (23)
- Salvados/as por el jurado: Nazareno Móttola (En reemplazo de Pachu Peña) y El Polaco & Celeste Muriega (En reemplazo de Bárbara Silenzi)
- Salvada por el público: Viviana Saccone (53.2%)
- Eliminada: Noelia Marzol (En reemplazo de Débora Plager) (46.8%)

### 10.ª Ronda:Cumbia
- En esta ronda se incorporan cinco parejas

| Martes 10/08    | Ángela Leiva                          | «Amiga Traidora», Ángela Leiva | 8  | 7  | 10 | 9  | 8 | 42 |
| Martes 10/08    | Florencia Vigna & Facundo Mazzei      | «Veneno de serpiente» / «La cobra», Jimena Barón | 10 | 10 | 7  | 9  | 8 | 44 |
| Martes 10/08    | Candela Ruggeri                       | «Si me tomo una cerveza», Migrantes | 7  | 9  | 8  | 7  | 7 | 38 |
| Miércoles 11/08 | Agustín Sierra                        | «Baila sola», Wachos / «Mentirosa», Ráfaga | 10 | 10 | 10 | 10 | 9 | 49 |
| Miércoles 11/08 | Rocío Marengo                         | «Te Vas», Los Palmeras | 3  | 5  | 5  | 5  | 4 | 22 |
| Miércoles 11/08 | Ariel Puchetta                        | «Si me tomo una cerveza», Migrantes / «Una cerveza», Ráfaga | 4  | 6  | 6  | 4  | 3 | 23 |
| Jueves 12/08    | Karina, la Princesita                 | «Me gustan las chicas», Amar Azul | 8  | 8  | 8  | 8  | 8 | 40 |
| Jueves 12/08    | Viviana Saccone                       | «Una calle nos separa», Néstor en Bloque / «Aguita», Ráfaga / «Luna luna», Ráfaga | 7  | 7  | 8  | 8  | 8 | 38 |
| Jueves 12/08    | Pachu Peña                            | «Llamado de emergencia», Daddy Yankee | 10 | 5  | 7  | 5  | 4 | 31 |
| Jueves 12/08    | Mario Guerci                          | «No te creas tan importante», Damas Gratis | 3  | 4  | 4  | 4  | 5 | 20 |
| Viernes 13/08   | El Polaco & Bárbara Silenzi           | «Llegó el sabor», La Cumbia | 5  | 8  | 6  | 8  | 7 | 34 |
| Viernes 13/08   | Rodrigo Tapari                        | «Fue difícil», Rodrigo Tapari | 9  | 8  | 10 | 8  | 9 | 44 |
| Viernes 13/08   | Sofía «Jujuy» Jiménez                 | «Márchate ahora», Los Totora | 3  | 4  | 5  | 5  | 3 | 20 |
| Lunes 16/08     | Luciana Salazar & Jorge Moliniers     | «Con la misma moneda», Karina, la Princesita | 6  | 6  | 8  | 6  | 5 | 31 |
| Lunes 16/08     | Mariela Anchipi                       | «Amores como el nuestro», Los Charros | 7  | 6  | 7  | 6  | 6 | 32 |
| Lunes 16/08     | Lionel Ferro                          | «Besame», Lira & El reja | 9  | 10 | 10 | 10 | 7 | 46 |
| Martes 17/08    | Julieta Nair Calvo y Gabriel Renteria | «Pistola», L-Gante & El Más Ladrón & DT. Bilardo | 9  | 7  | 9  | 7  | 7 | 39 |
| Martes 17/08    | Celeste Muriega                       | «Jeans», Justin Quiles / «La cola», Los Palmeras | 8  | 9  | 8  | 8  | 8 | 41 |
| Martes 17/08    | Lizardo Ponce                         | «ABC-dario», L-Gante / «Bombón asesino», Los Palmeras / «Alza las manos», Damas Gratis / «Llegamos los pibes chorros», Pibes Chorros / «Combi nueva», Papichamp & Ecko & Blunted Vato & L-Gante | 5  | 7  | 7  | 5  | 6 | 30 |

- Mejor puntaje: Agustín Sierra (49)
- Sentenciados/as: Ariel Puchetta (23), Mario Guerci (20), Rocío Marengo (22) y Sofía «Jujuy» Jiménez (20)

| Miércoles 18/08 | Rocío Marengo         | "Sandro querido": Danza en homenaje a Sandro acompañada del canto del imitador Fernando Samartín Canciones«Como lo hice yo» / «Tengo» / «Dame el fuego de tu amor» (Sandro) | Salvada en segundo lugar |
| Miércoles 18/08 | Ariel Puchetta        | Canta en vivo Canción«Tan solo» (Los Piojos) | Eliminado                |
| Miércoles 18/08 | Mario Guerci          | "Lucha de videojuegos": Danza fusionada con figuras de lucha Canciones«Shot Me Down» (David Guetta feat. Skylar Grey) / «Techno Syndrome (Mortal Kombat)» (The Immortals)   | Salvado en primer lugar  |
| Miércoles 18/08 | Sofía «Jujuy» Jiménez | Baila un carnavalito Canciones«Soy soltero» / «Vienes y te vas» (Los Tekis)                                                                                                 | Salvada en último lugar  |
| |                       | |                          |
| Votos del jurado(Entre los dos últimos a salvar: Ariel Puchetta y Sofía «Jujuy» Jiménez) - Hernán Piquín: Sofía «Jujuy» Jiménez - Guillermina Valdés: Sofía «Jujuy» Jiménez - Ángel de Brito: Sofía «Jujuy» Jiménez - Jimena Barón: Sofía «Jujuy» Jiménez - Carolina «Pampita» Ardohain: Ariel Puchetta |                       | |                          |

- Salvados/as por el jurado: Mario Guerci y Rocío Marengo
- Salvada en último lugar: Sofía «Jujuy» Jiménez (4)
- Eliminado: Ariel Puchetta (1)

### 11.ª Ronda:Salsa en trío
| Jueves 19/08    | Agustín Sierra / Maitena «Kuky» Romero                  | «Despacito», Luis Fonsi feat. Víctor Manuelle                                                                             | 10 | 10 | 10 | 10 | 10 | 50 |
| Jueves 19/08    | Rodrigo Tapari / Tyago Griffo                           | «I Love Salsa!», N'Klabe                                                                                                  | 7  | 8  | 10 | 7  | 7  | 47 |
| Viernes 20/08   | Karina, la Princesita / Mónica Cuello                   | «Puro Veneno», Nathy Peluso                                                                                               | 9  | 6  | 8  | 6  | 6  | 35 |
| Lunes 23/08     | Florencia Vigna & Facundo Mazzei / Omar Mazzei          | «Bemba colorá», Celia Cruz & Jennifer Lopez                                                                               | 9  | 9  | 10 | 9  | 10 | 47 |
| Lunes 23/08     | Pachu Peña / Nazareno Mottola                           | «Se le ve», Andy Montañez feat. Daddy Yankee                                                                              | 9  | 7  | 10 | 8  | 10 | 44 |
| Lunes 23/08     | Candela Ruggeri / Alicia Cevallos                       | «La vida es un carnaval», Celia Cruz                                                                                      | 7  | 7  | 8  | 5  | 6  | 33 |
| Martes 24/08    | Luciana Salazar & Jorge Moliniers / Mariano Martínez    | «Conga», Miami Sound Machine & Gloria Estefan                                                                             | 7  | 7  | 8  | 7  | 7  | 36 |
| Martes 24/08    | Rocío Marengo / Graciela Paganini                       | «Vivir mi vida», Marc Anthony                                                                                             | 7  | 6  | 6  | 6  | 6  | 31 |
| Miércoles 25/08 | Julieta Nair Calvo y Gabriel Renteria / Federico Salles | «Oye!», Gloria Estefan | 9  | 7  | 10 | 8  | 8  | 42 |
| Miércoles 25/08 | Lizardo Ponce / Cinthia Fernández                       | «Magdalena, Mi Amor», DLG feat. Ivy Queen                                                                                 | 7  | 10 | 10 | 7  | 6  | 40 |
| Miércoles 25/08 | Lionel Ferro / Micaela Viciconte                        | «Colgando en tus manos», Carlos Baute feat. Marta Sánchez                                                                 | 5  | 7  | 6  | 5  | 4  | 27 |
| Jueves 26/08    | Ángela Leiva / Brian Lanzelotta                         | «De vuelta pa' la vuelta», Daddy Yankee & Marc Anthony                                                                    | 6  | 7  | 7  | 8  | 8  | 36 |
| Jueves 26/08    | Viviana Saccone / Diego Ramos                           | «Salsa con coco», Pochy y su Cocoband                                                                                     | 9  | 7  | 9  | 7  | 8  | 40 |
| Jueves 26/08    | Sofía «Jujuy» Jiménez / Martín Salwe                    | «Será que no me amas», Tony Succar feat. Michael Stuart                                                                   | 9  | 8  | 9  | 8  | 10 | 44 |
| Viernes 27/08   | El Polaco & Bárbara Silenzi / Martín Baclini            | «Aguanilé», Marc Anthony                                                                                                  | 10 | 9  | 9  | 9  | 7  | 44 |
| Viernes 27/08   | Mariela Anchipi / Dan Breitman                          | «I Like It» / «En Barranquilla me quedo» / «Chantaje» / «Callaíta», Shakira feat. Bad Bunny (En vivo desde el Super Bowl) | 3  | 5  | 10 | 6  | 7  | 31 |
| Viernes 27/08   | Celeste Muriega / Adabel Guerrero                       | «Uptown Funk», Mark Ronson feat. Bruno Mars & Brian Safdie                                                                | 10 | 10 | 10 | 10 | 9  | 49 |
| Viernes 27/08   | Mario Guerci / Rodrigo Noya                             | «Mafiosa», Nathy Peluso                                                                                                   | 7  | 8  | 8  | 8  | 8  | 39 |

- Mejor puntaje: Agustín Sierra (50)
- Sentenciados/as: Lionel Ferro (27), Rocío Marengo (31), Mariela Anchipi (31) y Candela Ruggeri (33)

| Lunes 30/08 | Candela Ruggeri | Baila merengue acrobático con la participación especial virtual de Alicia Cevallos Canción«Es mentiroso» (Olga Tañón)                        | Salvada en primer lugar        |
| Lunes 30/08 | Rocío Marengo   | "El rock de Marengo": Baila rock and roll con canto en vivo Canciones«Fever» / «Jailhouse Rock» (Elvis Presley) / «La plaga» (Los Teen Tops) | Salvada en segundo lugar       |
| Lunes 30/08 | Lionel Ferro    | Patín sobre ruedas Canción«Boy with Luv (Fallen Superhero Remix)» (BTS feat. Halsey)                                                         | Salvado por el público (58.7%) |
| Lunes 30/08 | Mariela Anchipi | Baila con canto en vivo de Matías Carrica y Guillermo Fernández Canción«Balada para un loco» (Roberto Goyeneche)                             | Eliminada (41.3%)              |

- Salvadas por el jurado: Candela Ruggeri y Rocío Marengo
- Salvado por el público: Lionel Ferro (58.7%)
- Eliminada: Mariela Anchipi (41.3%)
- Abandona: Ángela Leiva

### 12.ª Ronda:Una que sepamos todos
- En esta ronda los equipos eligen la canción y el estilo a interpretar
- En esta ronda se incorpora Noelia Marzol en reemplazo definitivo de Ángela Leiva

| Lunes 30/08     | Agustín Sierra                    | Pop latino                   | «Pégate», Ricky Martin                                       | 5  | 6 | 5  | 6  | 5  | 27 |
| Lunes 30/08     | Pachu Peña                        | Murga                        | «Matador», Los Fabulosos Cadillacs                           | 8  | 7 | 7  | 8  | 6  | 36 |
| Martes 31/08    | Karina, la Princesita             | Merengue                     | «Suavemente» / «Tu sonrisa», Elvis Crespo                    | 7  | 5 | 6  | 8  | 7  | 33 |
| Martes 31/08    | Julieta Nair Calvo                | Comedia musical (Jazz, Tap)  | «Rescata mi corazón», Manuel Wirtz                           | 10 | 9 | 9  | 9  | 10 | 47 |
| Martes 31/08    | Viviana Saccone                   | Comedia musical (Jazz, Vals) | «La tonta» Jimena Barón                                      | 8  | 6 | 7  | 10 | 7  | 38 |
| Miércoles 01/09 | Florencia Vigna & Facundo Mazzei  | Pop                          | «La bomba», Azul Azul                                        | 6  | 9 | 10 | 10 | 10 | 45 |
| Miércoles 01/09 | Noelia Marzol                     | Pop rock                     | «Loco un poco», Turf                                         | 6  | 6 | 10 | 9  | 10 | 41 |
| Jueves 02/09    | Luciana Salazar & Jorge Moliniers | Rock and roll                | «Me siento mucho mejor», Charly García                       | 5  | 4 | 5  | 4  | 7  | 25 |
| Jueves 02/09    | Nazareno Móttola                  | Rock and roll                | «Mi perro Dinamita», Patricio Rey y sus Redonditos de Ricota | 10 | 7 | 8  | 7  | 8  | 40 |
| Jueves 02/09    | Candela Ruggeri                   | Pop latino                   | «Provócame» Chayanne                                         | 10 | 7 | 8  | 7  | 8  | 40 |
| Lunes 06/09     | Rocío Marengo                     | Flamenco                     | «Solo se vive una vez», Azúcar Moreno                        | 7  | 5 | 8  | 6  | 7  | 33 |
| Lunes 06/09     | El Polaco & Bárbara Silenzi       | Rock and roll                | «Más macarena», Gente de Zona feat. Los del Río              | 7  | 7 | 7  | 5  | 5  | 31 |
| Lunes 06/09     | Sofía «Jujuy» Jiménez             | Pop rock                     | «Mariposa tecknicolor», Fito Páez                            | 5  | 4 | 6  | 5  | 5  | 25 |
| Martes 07/09    | Lionel Ferro                      | Cachengue                    | «1, 2, 3», El Símbolo                                        | 4  | 7 | 7  | 6  | 5  | 29 |
| Martes 07/09    | Lizardo Ponce                     | Rock and roll                | «Rock del gato», Ratones Paranoicos                          | 4  | 7 | 8  | 7  | 6  | 32 |
| Martes 07/09    | Celeste Muriega                   | Cachengue                    | «El meneaito», Gaby                                          | 8  | 8 | 9  | 6  | 8  | 39 |
| Miércoles 08/09 | Mario Guerci                      | Adagio                       | «Mujer amante», Rata Blanca                                  | 7  | 9 | 9  | 9  | 7  | 41 |

1. ↑  En reemplazo de Rodrigo Tapari
2. 1 2 3 4  Puntaje puesto por Karina, la Princesita en reemplazo de Carolina «Pampita» Ardohain

- Mejor puntaje: Julieta Nair Calvo (47)
- Sentenciados/as: Sofía «Jujuy» Jiménez (25), Luciana Salazar (25), Agustín Sierra (27) y Lionel Ferro (29)

| Viernes 10/09 | Agustín Sierra                    | "Solo vos y yo": Baila adagio Canción«Pilgrim» (Fink)                       | Salvado en primer lugar  |
| Viernes 10/09 | Luciana Salazar & Jorge Moliniers | Adagio con rutina aérea Canción«Uninvited» (Alanis Morissette)              | Salvada en segundo lugar |
| Viernes 10/09 | Sofía «Jujuy» Jiménez             | Striptease Canción«Pump It» (Black Eyed Peas)                               | Eliminada                |
| Viernes 10/09 | Lionel Ferro                      | Baila adagio fusionando pop Canción«Breaking Free» (de High School Musical) | Salvado en último lugar  |
| |                                   |                                                                             |                          |
| Votos del jurado(Entre los dos últimos a salvar: Sofía «Jujuy» Jiménez y Lionel Ferro) - Ángel de Brito: Lionel Ferro - Carolina «Pampita» Ardohain: Sofía «Jujuy» Jiménez - Guillermina Valdés: Lionel Ferro - Jimena Barón: Sofía «Jujuy» Jiménez - Federico Bal (En reemplazo de Hernán Piquín): Lionel Ferro |                                   |                                                                             |                          |

- Salvados/as por el jurado: Agustín Sierra y Luciana Salazar & Jorge Moliniers
- Salvado en último lugar: Lionel Ferro (3)
- Eliminada: Sofía «Jujuy» Jiménez (2)

### 13.ª Ronda:Ritmo del jurado
- En esta ronda cada jurado asigna a los participantes un ritmo y canción a bailar

| Viernes 10/09   | Florencia Vigna & Facundo Mazzei (Carolina «Pampita» Ardohain)  | Contemporáneo           | «Sign of the Times», Harry Styles                                    | 8  | 9 | 10 | 10 | 10 | 47 |
| Lunes 13/09     | Julieta Nair Calvo (Carolina «Pampita» Ardohain)                | Reguetón                | «¿Qué más pues?», J Balvin & María Becerra                           | 8  | 7 | 8  | 6  | 8  | 37 |
| Lunes 13/09     | Karina, la Princesita (Ángel de Brito)                          | Reguetón                | «Miénteme», Tini & María Becerra                                     | 9  | 7 | 9  | 6  | 7  | 38 |
| Martes 14/09    | Agustín Sierra (Ángel de Brito)                                 | Disco                   | «Dynamite», BTS                                                      | 10 | 9 | 10 | 9  | 9  | 47 |
| Martes 14/09    | Rocío Marengo (Guillermina Valdés)                              | Música de películas     | «Stayin' Alive», Bee Gees                                            | 10 | 9 | 9  | 7  | 8  | 43 |
| Martes 14/09    | Pachu Peña (Guillermina Valdés)                                 | Música de películas     | «Eye of the Tiger», Survivor                                         | 1  | 5 | 4  | 2  | 1  | 13 |
| Miércoles 15/09 | Noelia Marzol (Hernán Piquín)                                   | Rumba de ballroom       | «Inolvidable», Luis Miguel                                           | 10 | 9 | 10 | 10 | 10 | 49 |
| Miércoles 15/09 | Nazareno Móttola (Guillermina Valdés)                           | Música de películas     | «Another One Bites the Dust», Queen                                  | 9  | 7 | 9  | 5  | 7  | 37 |
| Jueves 16/09    | Viviana Saccone (Ángel de Brito)                                | Chacarera               | «Chacarera del violín», Néstor Garnica                               | 10 | 9 | 9  | 9  | 10 | 47 |
| Jueves 16/09    | El Polaco & Bárbara Silenzi (J Mena)                            | Rock and roll           | «(I Can't Get No) Satisfaction», The Rolling Stones                  | 4  | 5 | 6  | 6  | 5  | 26 |
| Jueves 16/09    | Candela Ruggeri (Hernán Piquín)                                 | Hip-hop                 | «Thrift Shop», Macklemore & Ryan Lewis feat. Wanz                    | 10 | 9 | 10 | 7  | 10 | 46 |
| Jueves 16/09    | Celeste Muriega (J Mena)                                        | Merengue                | «El makinon», Karol G & Mariah Angeliq                               | 9  | 9 | 10 | 9  | 10 | 47 |
| Viernes 17/09   | Luciana Salazar & Jorge Moliniers (Carolina «Pampita» Ardohain) | Música de películas     | «El tango de Roxanne», Ewan McGregor, José Feliciano & Jacek Koman   | 7  | 6 | 6  | 5  | 4  | 28 |
| Viernes 17/09   | Lizardo Ponce (Jimena Barón)                                    | Electro dance           | «In da Getto», J Balvin & Skrillex                                   | 9  | 7 | 10 | 8  | 7  | 41 |
| Viernes 17/09   | Mario Guerci (Carolina «Pampita» Ardohain)                      | Cha-cha-cha de ballroom | «Break My Heart», Dua Lipa                                           | 5  | 9 | 3  | 7  | 10 | 33 |
| Viernes 17/09   | Lionel Ferro (Guillermina Valdés)                               | Música de películas     | «The Greatest Show», Hugh Jackman, Keala Settle, Zac Efron & Zendaya | 5  | 6 | 3  | 6  | 4  | 24 |

1. 1 2 3 4 5  Puntaje puesto por Federico Bal en reemplazo de Hernán Piquín
2. 1 2  Puntaje puesto por Federico Bal en reemplazo de Ángel de Brito
3. ↑  En reemplazo de Rodrigo Tapari
4. 1 2 3 4  Puntaje puesto por Lourdes Sánchez en reemplazo de Guillermina Valdés

- Mejor puntaje: Noelia Marzol (49)
- Sentenciados/as: Pachu Peña (13), Lionel Ferro (24), El Polaco & Bárbara Silenzi (26)

| Lunes 20/09 | Pachu Peña                  | "El James Bond del conurbano": Rutina de baile fusionada con actuación de lucha y espionaje Canciones«James Bond Theme» (John Barry & Orchestra) / «Alone (Instrumental)» (Sistar) | Salvado por el público (63.4%) |
| Lunes 20/09 | El Polaco & Bárbara Silenzi | "Batalla de amor": El Polaco canta y Bárbara Silenzi baila adagio Canción«Mucho corazón» (Luis Miguel)                                                                             | Eliminados (36.6%)             |
| Lunes 20/09 | Lionel Ferro                | "Noche de trap": Canta y baila trap Canciones«Loca» (Khea feat. Duki & Cazzu) / «Animal» (María Becerra & Cazzu)                                                                   | Salvado por el jurado          |

- Salvado por el jurado: Lionel Ferro
- Salvado por el público: Pachu Peña (63.4%)
- Eliminados: El Polaco & Bárbara Silenzi (36.6%)

### 14.ª Ronda:Súper duelo II
Método del "Súper duelo II"
- En esta ronda, las 15 parejas competidoras se enfrentarán en duelos individuales (es decir, una pareja se enfrentará a otra) y esos cruces estarán definidos por el promedio de las puntuaciones obtenidas en todos los bailes realizados hasta el momento. Inicialmente, los duelos se conformarán de la siguiente manera:
  - promedio 1 vs. promedio 15
  - promedio 2 vs. promedio 14
  - promedio 3 vs. promedio 13
  - promedio 4 vs. promedio 12
  - promedio 5 vs. promedio 11
  - promedio 6 vs. promedio 10
  - promedio 7 vs. promedio 8 vs. promedio 9
- Cada jurado elegirá a una de las dos parejas. La pareja con más votos avanzará a la siguiente ronda y la pareja restante continuará en el siguiente encuentro (en caso de empate, definen las jefes de coach) hasta que queden las dos últimas parejas, donde se definirá la pareja eliminada de esta ronda

#### Tabla de puntuaciones
| Ranking por promedio | Parejas                              | Puntos totales | Cantidad de rondas | Promedios |
| -------------------- | ------------------------------------ | -------------- | ------------------ | --------- |
| 1                    | Celeste Muriega & Maximiliano Diorio | 174            | 4                  | 44        |
| 2                    | Rodrigo Tapari & Sol Beatriz         | 160            | 4                  | 40        |
| 3                    | Florencia Vigna & Facundo Mazzei     | 446            | 12                 | 37.1      |
| 4                    | Agustín Sierra & Fiorella Giménez    | 443            | 12                 | 36.9      |
| 5                    | Julieta Nair Calvo & Gonzalo Gerber  | 424            | 12                 | 35.3      |
| 6                    | Noelia Marzol & Jonathan Lazarte     | 395            | 12                 | 32.9      |
| 7                    | Candela Ruggeri & Nicolás Fleitas    | 390            | 12                 | 32.5      |
| 8                    | Lionel Ferro & Camila Lonigro        | 126            | 4                  | 31.5      |
| 9                    | Viviana Saccone & Ernesto Díaz       | 354            | 12                 | 29.5      |
| 10                   | Karina, la Princesita & Rafael Muñiz | 353            | 12                 | 29.4      |
| 11                   | Lizardo Ponce & Josefina Oriozabala  | 341            | 12                 | 28.4      |
| 12                   | Mario Guerci & Soledad Bayona        | 332            | 12                 | 27.6      |
| 13                   | Rocío Marengo & Ignacio Pérez Cortés | 326            | 12                 | 27.1      |
| 14                   | Luciana Salazar & Jorge Moliniers    | 325            | 12                 | 27        |
| 15                   | Pachu Peña & Florencia Díaz          | 285            | 12                 | 23.7      |

#### Duelos
|  | Mejores 15 — Adagio               | Mejores 15 — Adagio              |                                  |   | Peores 7 — Cumbia (Duelo sin definir) | Peores 7 — Cumbia (Duelo sin definir) |  |  | Peores 3 — Salsa (Duelo cancelado) | Peores 3 — Salsa (Duelo cancelado) |  |  | Final | Final |
|  |                                   |                                  |                                  |   |                                       |                                       |  |  |                                    |                                    |  |  |       |       |
|  | Duelo 1                           |                                  |                                  |   |                                       |                                       |  |  |                                    |                                    |  |  |       |       |
|  |                                   |                                  |                                  |   |                                       |                                       |  |  |                                    |                                    |  |  |       |       |
|  | Celeste Muriega                   | 2                                |                                  |   |                                       |                                       |  |  |                                    |                                    |  |  |       |       |
|  | Celeste Muriega                   | 2                                | Duelo 8                          |   |                                       |                                       |  |  |                                    |                                    |  |  |       |       |
|  | Pachu Peña                        | 3                                |                                  |   |                                       |                                       |  |  |                                    |                                    |  |  |       |       |
|  | Pachu Peña                        | 3                                | Celeste Muriega                  | - |                                       |                                       |  |  |                                    |                                    |  |  |       |       |
|  | Duelo 2                           |                                  | Celeste Muriega                  | - |                                       |                                       |  |  |                                    |                                    |  |  |       |       |
|  |                                   | Florencia Vigna & Facundo Mazzei | -                                |   |                                       |                                       |  |  |                                    |                                    |  |  |       |       |
|  | Florencia Vigna & Facundo Mazzei  | Florencia Vigna & Facundo Mazzei | -                                | 2 |                                       |                                       |  |  |                                    |                                    |  |  |       |       |
|  | Florencia Vigna & Facundo Mazzei  |                                  | Duelo 11 (Final de 3)            | 2 |                                       |                                       |  |  |                                    |                                    |  |  |       |       |
|  | Rocío Marengo                     | 3                                |                                  |   |                                       |                                       |  |  |                                    |                                    |  |  |       |       |
|  | Rocío Marengo                     | 3                                | Florencia Vigna & Facundo Mazzei | - |                                       |                                       |  |  |                                    |                                    |  |  |       |       |
|  | Duelo 3                           |                                  | Florencia Vigna & Facundo Mazzei | - |                                       |                                       |  |  |                                    |                                    |  |  |       |       |
|  |                                   | SIN DEFINIR                      | -                                |   |                                       |                                       |  |  |                                    |                                    |  |  |       |       |
|  | Julieta Nair Calvo                | SIN DEFINIR                      | -                                | 4 |                                       |                                       |  |  |                                    |                                    |  |  |       |       |
|  | Julieta Nair Calvo                | Duelo 9                          |                                  | 4 |                                       |                                       |  |  |                                    |                                    |  |  |       |       |
|  | Lizardo Ponce                     | 1                                |                                  |   |                                       |                                       |  |  |                                    |                                    |  |  |       |       |
|  | Lizardo Ponce                     | 1                                | Lizardo Ponce                    | - |                                       |                                       |  |  |                                    |                                    |  |  |       |       |
|  | Duelo 4 (De 3)                    |                                  | Lizardo Ponce                    | - |                                       |                                       |  |  |                                    |                                    |  |  |       |       |
|  |                                   | Lionel Ferro                     | -                                |   |                                       |                                       |  |  |                                    |                                    |  |  |       |       |
|  | Candela Ruggeri                   | Lionel Ferro                     | -                                | 2 |                                       |                                       |  |  |                                    |                                    |  |  |       |       |
|  | Candela Ruggeri                   |                                  | Abandonan                        | 2 |                                       |                                       |  |  |                                    |                                    |  |  |       |       |
|  | Lionel Ferro                      | 1                                |                                  |   |                                       |                                       |  |  |                                    |                                    |  |  |       |       |
|  | Lionel Ferro                      | 1                                | Florencia Vigna & Facundo Mazzei | - |                                       |                                       |  |  |                                    |                                    |  |  |       |       |
|  |                                   |                                  | Florencia Vigna & Facundo Mazzei | - |                                       |                                       |  |  |                                    |                                    |  |  |       |       |
|  |                                   | N/H                              | -                                |   |                                       |                                       |  |  |                                    |                                    |  |  |       |       |
|  | Viviana Saccone                   | N/H                              | -                                | 2 |                                       |                                       |  |  |                                    |                                    |  |  |       |       |
|  | Viviana Saccone                   | Duelo 10 (De 3) (5-6-7)          |                                  | 2 |                                       |                                       |  |  |                                    |                                    |  |  |       |       |
|  | N/H                               | -                                |                                  |   |                                       |                                       |  |  |                                    |                                    |  |  |       |       |
|  | N/H                               | -                                | N/H                              | - |                                       |                                       |  |  |                                    |                                    |  |  |       |       |
|  | Duelo 5                           |                                  | N/H                              | - |                                       |                                       |  |  |                                    |                                    |  |  |       |       |
|  |                                   | Rodrigo Tapari                   | 0                                |   |                                       |                                       |  |  |                                    |                                    |  |  |       |       |
|  | Rodrigo Tapari                    | Rodrigo Tapari                   | 0                                | 2 |                                       |                                       |  |  |                                    |                                    |  |  |       |       |
|  | Rodrigo Tapari                    |                                  |                                  | 2 |                                       |                                       |  |  |                                    |                                    |  |  |       |       |
|  | Luciana Salazar & Jorge Moliniers | 3                                |                                  |   |                                       |                                       |  |  |                                    |                                    |  |  |       |       |
|  | Luciana Salazar & Jorge Moliniers | 3                                | Rodrigo Tapari                   | - |                                       |                                       |  |  |                                    |                                    |  |  |       |       |
|  | Duelo 6                           |                                  | Rodrigo Tapari                   | - |                                       |                                       |  |  |                                    |                                    |  |  |       |       |
|  |                                   | N/H                              | -                                |   |                                       |                                       |  |  |                                    |                                    |  |  |       |       |
|  | Agustín Sierra                    | N/H                              | -                                | 0 |                                       |                                       |  |  |                                    |                                    |  |  |       |       |
|  | Agustín Sierra                    |                                  |                                  | 0 |                                       |                                       |  |  |                                    |                                    |  |  |       |       |
|  | Mario Guerci                      | 5                                |                                  |   |                                       |                                       |  |  |                                    |                                    |  |  |       |       |
|  | Mario Guerci                      | 5                                | Agustín Sierra                   | 3 |                                       |                                       |  |  |                                    |                                    |  |  |       |       |
|  | Duelo 7                           |                                  | Agustín Sierra                   | 3 |                                       |                                       |  |  |                                    |                                    |  |  |       |       |
|  |                                   | Karina, la Princesita            | 2                                |   |                                       |                                       |  |  |                                    |                                    |  |  |       |       |
|  | Noelia Marzol                     | Karina, la Princesita            | 2                                | 3 |                                       |                                       |  |  |                                    |                                    |  |  |       |       |
|  | Noelia Marzol                     |                                  |                                  | 3 |                                       |                                       |  |  |                                    |                                    |  |  |       |       |
|  | Karina, la Princesita             | 2                                |                                  |   |                                       |                                       |  |  |                                    |                                    |  |  |       |       |
|  | Karina, la Princesita             | 2                                |                                  |   |                                       |                                       |  |  |                                    |                                    |  |  |       |       |

1. ↑  Se acumulan los puntos de las rondas de Ángela Leiva & Jonathan Lazarte
2. ↑  Duelo suspendido por la lesión de Facundo Mazzei
3. ↑  Celeste Muriega avanza a la siguiente ronda debido a que Florencia Vigna & Facundo Mazzei no finalizan su coreografía por la lesión de Facundo Mazzei
4. ↑  Duelo cancelado por el abandono de Florencia Vigna & Facundo Mazzei al certamen
5. ↑  Duelo cancelado por el abandono de Florencia Vigna & Facundo Mazzei al certamen. Lizardo Ponce y Lionel Ferro avanzan a la siguiente ronda
6. ↑  Rodrigo Tapari avanza a la siguiente ronda debido al abandono de Florencia Vigna & Facundo Mazzei al certamen

#### Adagio
| Canciones y puntajes | Canciones y puntajes | Canciones y puntajes              | Canciones y puntajes                        | Canciones y puntajes | Canciones y puntajes | Canciones y puntajes | Canciones y puntajes | Canciones y puntajes | Canciones y puntajes | Canciones y puntajes |
| Fecha                | Duelo                | Famoso/a                          | Canción interpretada                        | Puntajes             | Puntajes             | Puntajes             | Puntajes             | Puntajes             | Total                |                      |
| Fecha                | Duelo                | Famoso/a                          | Canción interpretada                        | ADB                  | CA                   | GV                   | JB                   | HP                   | Total                |                      |
| -------------------- | -------------------- | --------------------------------- | ------------------------------------------- | -------------------- | -------------------- | -------------------- | -------------------- | -------------------- | -------------------- | -------------------- |
| Martes 21/09         | 1                    | Celeste Muriega                   | «Fix You», Coldplay                         |                      |                      |                      |                      |                      | 2                    |                      |
| Martes 21/09         | 1                    | Pachu Peña                        | «No me ames», Marc Anthony & Jennifer López |                      |                      |                      |                      |                      | 3                    |                      |
| Miércoles 22/09      | 7                    | Noelia Marzol                     | «Never Tear Us Apart», INXS                 |                      |                      |                      |                      |                      | 3                    |                      |
| Miércoles 22/09      | 7                    | Karina, la Princesita             | «Drivers License», Olivia Rodrigo           |                      |                      |                      |                      |                      | 2                    |                      |
| Miércoles 22/09      | 2                    | Florencia Vigna & Facundo Mazzei  | «Persiana americana», Soda Stereo           |                      |                      |                      |                      |                      | 2                    |                      |
| Miércoles 22/09      | 2                    | Rocío Marengo                     | «Shallow», Lady Gaga & Bradley Cooper       |                      |                      |                      |                      |                      | 3                    |                      |
| Jueves 23/09         | 3                    | Julieta Nair Calvo                | «Someone Like You», Adele                   |                      |                      |                      | [ n 2 ]              |                      | 4                    |                      |
| Jueves 23/09         | 3                    | Lizardo Ponce                     | «I Don't Want to Miss a Thing», Aerosmith   |                      |                      |                      | [ n 2 ]              |                      | 1                    |                      |
| Jueves 23/09         | 6                    | Agustín Sierra                    | «Fallin'», Alicia Keys                      |                      |                      |                      | [ n 2 ]              |                      | 0                    |                      |
| Jueves 23/09         | 6                    | Mario Guerci                      | «Porque yo te amo», Lali                    |                      |                      |                      | [ n 2 ]              |                      | 5                    |                      |
| Jueves 23/09         | 5                    | Rodrigo Tapari                    | «Stay With Me», Sam Smith                   |                      |                      |                      | [ n 2 ]              |                      | 2                    |                      |
| Jueves 23/09         | 5                    | Luciana Salazar & Jorge Moliniers | «Love Me Like You Do», Ellie Goulding       |                      |                      |                      | [ n 2 ]              |                      | 3                    |                      |
| Viernes 24/09        | 4                    | Candela Ruggeri                   | «La incondicional», Luis Miguel             |                      |                      |                      | [ n 2 ]              |                      | 2                    |                      |
| Viernes 24/09        | 4                    | Lionel Ferro                      | «Don't Cry», Guns N' Roses                  |                      |                      |                      | [ n 2 ]              |                      | 1                    |                      |
| Viernes 24/09        | 4                    | Viviana Saccone                   | «Te quiero, te quiero», Nino Bravo          |                      |                      |                      | [ n 2 ]              |                      | 2                    |                      |

1. ↑  Cantada en vivo por Sol Cwirkaluk
2. 1 2 3 4 5 6 7 8 9  Puntaje puesto por Lourdes Sánchez en reemplazo de Jimena Barón

- Salvados/as por el jurado: Pachu Peña, Noelia Marzol, Rocío Marengo, Julieta Nair Calvo, Mario Guerci, Luciana Salazar & Jorge Moliniers, Viviana Saccone y Candela Ruggeri
- Sentenciados/as para el próximo duelo: Celeste Muriega, Karina, la Princesita, Florencia Vigna & Facundo Mazzei, Lizardo Ponce, Agustín Sierra, Rodrigo Tapari y Lionel Ferro

#### Cumbia
- Celeste Muriega avanza a la siguiente ronda debido a que Florencia Vigna & Facundo Mazzei no finalizan su coreografía por la lesión de Facundo Mazzei
- Rodrigo Tapari, Lizardo Ponce y Lionel Ferro avanzan a la siguiente ronda debido al abandono de Florencia Vigna & Facundo Mazzei al certamen

| Canciones y puntajes | Canciones y puntajes | Canciones y puntajes             | Canciones y puntajes                             | Canciones y puntajes | Canciones y puntajes | Canciones y puntajes | Canciones y puntajes | Canciones y puntajes | Canciones y puntajes | Canciones y puntajes |
| Fecha                | Duelo                | Famoso/a                         | Canción interpretada                             | Puntajes             | Puntajes             | Puntajes             | Puntajes             | Puntajes             | Total                |                      |
| Fecha                | Duelo                | Famoso/a                         | Canción interpretada                             | ADB                  | CA                   | GV                   | JB                   | HP                   | Total                |                      |
| -------------------- | -------------------- | -------------------------------- | ------------------------------------------------ | -------------------- | -------------------- | -------------------- | -------------------- | -------------------- | -------------------- | -------------------- |
| Viernes 24/09        | 8                    | Celeste Muriega                  | «Jeans», Justin Quiles / «La cola», Los Palmeras | -                    | -                    | -                    | -                    | -                    | -                    |                      |
| Viernes 24/09        | 8                    | Florencia Vigna & Facundo Mazzei | «Veneno de serpiente» / «La cobra», Jimena Barón | -                    | -                    | -                    | -                    | -                    | -                    |                      |
| Viernes 24/09        | 10                   | Rodrigo Tapari                   | «Fue difícil», Rodrigo Tapari                    |                      |                      |                      | [ n 1 ]              |                      | 0                    |                      |
| Viernes 24/09        | 10                   | Agustín Sierra                   | «Baila sola», Wachos / «Mentirosa», Ráfaga       |                      |                      |                      | [ n 1 ]              |                      | 3                    |                      |
| Viernes 24/09        | 10                   | Karina, la Princesita            | «Me gustan las chicas», Amar Azul                |                      |                      |                      | [ n 1 ]              |                      | 2                    |                      |
| Lunes 27/09          | 9                    | Lizardo Ponce                    | -                                                | -                    | -                    | -                    | -                    | -                    | -                    |                      |
| Lunes 27/09          | 9                    | Lionel Ferro                     | -                                                | -                    | -                    | -                    | -                    | -                    | -                    |                      |

1. 1 2 3  Puntaje puesto por Lourdes Sánchez en reemplazo de Jimena Barón

- Salvado/a por el jurado: Agustín Sierra y Karina, la Princesita
- Abandona: Florencia Vigna & Facundo Mazzei
- Salvada/os por la producción: Celeste Muriega, Rodrigo Tapari, Lizardo Ponce y Lionel Ferro

### 15.ª Ronda:Ritmo con cantantes en vivo
- En esta ronda se incorporan Agustín Barajas y Nazareno Móttola
- Desde este punto, Luciana Salazar deja de competir junto a Jorge Moliniers debido a la renuncia de Jorge.

| Lunes 27/09     | Julieta Nair Calvo / Rocío Igarzábal     | «Proud Mary», Tina Turner                                                              | 10 | 7  | 9  | 8  | 10 | 44 |
| Martes 28/09    | Noelia Marzol / Germán Tripel            | «Beggin'», Måneskin                                                                    | 5  | 6  | 8  | 6  | 5  | 30 |
| Martes 28/09    | Nazareno Mottola / Martín Pampiglione    | «Nadie es perfecto» / «Asado y fernet», Los Caligaris                                  | 4  | 5  | 5  | 5  | 5  | 24 |
| Martes 28/09    | Mario Guerci / Patricio Guevara          | «You Give Love a Bad Name» / «It's My Life», Bon Jovi                                  | 4  | 6  | 10 | 6  | 7  | 33 |
| Miércoles 29/09 | Agustín Sierra / Mery Granados           | «Chandelier», Sia                                                                      | 4  | 9  | 7  | 7  | 7  | 34 |
| Miércoles 29/09 | Pachu Peña / Patricio Witis              | «No me dejan salir», Charly García                                                     | 10 | 5  | 5  | 2  | 3  | 25 |
| Miércoles 29/09 | Lizardo Ponce / Florencia Anca           | «Get Right», Jennifer Lopez                                                            | 3  | 5  | 6  | 5  | 4  | 23 |
| Jueves 30/09    | Agustín Barajas / Ivanna Rossi           | «Lágrimas negras», Compay Segundo                                                      | 4  | 10 | 10 | 8  | 10 | 42 |
| Jueves 30/09    | Viviana Saccone / Marcela Morelo         | «Corazón salvaje» / «Ponernos de acuerdo» / «La fuerza del engaño», Marcela Morelo     | 10 | 7  | 9  | 6  | 7  | 39 |
| Viernes 01/10   | Karina, la Princesita / Federico Herrera | «It's a Man's Man's Man's World», James Brown                                          | 10 | 8  | 10 | 8  | 7  | 43 |
| Viernes 01/10   | Candela Ruggeri / Melina Lezcano         | «Crazy In Love», Beyoncé ft. Jay-Z                                                     | 10 | 6  | 9  | 8  | 7  | 40 |
| Viernes 01/10   | Celeste Muriega / Lowrdez                | «Maldita noche» / «Como puede ser» / «Guapas», Bandana                                 | 10 | 10 | 10 | 10 | 10 | 50 |
| Lunes 04/10     | Rodrigo Tapari / Heidy Viciedo           | «Vivir lo nuestro», Marc Anthony & La India                                            | 9  | 7  | 9  | 8  | 8  | 41 |
| Lunes 04/10     | Rocío Marengo / Natalia Cociuffo         | «All That Jazz», (de Chicago) / «Cabaret» (en español), (de Cabaret)                   | 10 | 9  | 10 | 9  | 9  | 47 |
| Martes 05/10    | Luciana Salazar / Belén Cabrera          | «I Will Survive» / «Never Can Say Goodbye», Gloria Gaynor / «Last Dance», Donna Summer | 4  | 7  | 8  | 8  | 8  | 35 |
| Martes 05/10    | Lionel Ferro / Chule Von Wernich         | «Treasure», Bruno Mars / «Uptown Funk», Mark Ronson feat. Bruno Mars                   | 3  | 6  | 6  | 5  | 5  | 25 |

- Mejor puntaje: Celeste Muriega (50)
- Sentenciados/as: Nazareno Móttola (24), Lizardo Ponce (23), Lionel Ferro (25) y Pachu Peña (25)

| Miércoles 06/10 | Nazareno Móttola | Performance de baile y actuación inspirada en Piratas del Caribe Canción«He's a Pirate» (Klaus Badelt & Hans Zimmer) | Salvado en segundo lugar |
| Miércoles 06/10 | Pachu Peña       | "Volvimos a los 80's": Rutina de baile inspirada en los años 80's Canción«Groove Is in the Heart» (Deee-Lite) | Salvado en primer lugar  |
| Miércoles 06/10 | Lizardo Ponce    | "Desafío logrado": Realizan diferentes temáticas de baile con géneros como reguetón, pop de los 90's con la participación especial de seis bailarinas y pop latino con la participación especial de las jefas de coach Canciones«Qué más pues?» (J Balvin & María Becerra) / «Wannabe» (Spice Girls) / «Livin' la vida loca» (Ricky Martin) | Salvado en último lugar  |
| Miércoles 06/10 | Lionel Ferro     | Baila street pop junto a la participación especial de bailarines y canta fusionando inglés y español Canción«Yummy» (Justin Bieber) | Eliminado                |
| |                  | |                          |
| Votos del jurado(Entre los dos últimos a salvar: Lizardo Ponce y Lionel Ferro) - Ángel de Brito: Lionel Ferro - Carolina Pampita Ardohain: Lizardo Ponce - Guillermina Valdés: Lizardo Ponce - Jimena Barón: Lizardo Ponce - Hernán Piquín: Lizardo Ponce |                  | |                          |

- Salvado por el jurado: Pachu Peña, Nazareno Móttola
- Salvado en último lugar: Lizardo Ponce (4)
- Eliminado: Lionel Ferro (1)
- Abandona: Julieta Nair Calvo

### 16.ª Ronda:Ritmo con niños
- En esta ronda se incorpora Rocío Igarzábal en reemplazo definitivo de Julieta Nair Calvo

| Jueves 7/10     | Karina, la Princesita / Xiomara Teseira | «Run the World (Girls)», Beyoncé                                                                           | 8  | 10 | 10 | 10 | 9  | 47 |
| Jueves 7/10     | Rocío Igarzábal / Oriana Ledesma        | «Can't Stop the Feeling!», Justin Timberlake                                                               | 8  | 10 | 10 | 9  | 9  | 46 |
| Viernes 8/10    | Agustín Sierra / Maitena Romero         | «16 shots», Stefflon Don                                                                                   | 10 | 10 | 10 | 9  | 10 | 49 |
| Viernes 8/10    | Celeste Muriega / Julieta Clara Ledesma | «Jenny from the Block», Jennifer Lopez feat. Jadakiss & Styles / «Love don't cost a thing», Jennifer Lopez | 9  | 9  | 9  | 8  | 8  | 43 |
| Lunes 11/10     | Agustín Barajas / Martina Gallo         | «Fulanito», Becky G & El Alfa                                                                              | 8  | 8  | 9  | 7  | 9  | 41 |
| Lunes 11/10     | Candela Ruggeri / Sofía Ifrán           | «Sorry», Justin Bieber                                                                                     | 9  | 8  | 10 | 7  | 7  | 41 |
| Martes 12/10    | Rodrigo Tapari / Luz Lambre             | «I Like to Move It», Reel 2 Real feat. The Mad Stuntman                                                    | 10 | 10 | 10 | 10 | 10 | 50 |
| Martes 12/10    | Noelia Marzol / Thiago Bogado           | «Happy», Pharrell Williams                                                                                 | 10 | 9  | 10 | 10 | 10 | 49 |
| Miércoles 13/10 | Rocío Marengo / Josefina Carrudo        | «Let's Get It Started», Måneskin                                                                           | 10 | 9  | 8  | 7  | 8  | 42 |
| Miércoles 13/10 | Lizardo Ponce / Juan Bautista Leyva     | «Duele», Tini Stoessel & John C                                                                            | 7  | 8  | 8  | 8  | 8  | 39 |
| Jueves 14/10    | Viviana Saccone / Zoe Domínguez         | «Finesse», Bruno Mars & Cardi B                                                                            | 9  | 9  | 10 | 9  | 9  | 46 |
| Jueves 14/10    | Pachu Peña / Nicolás Fernández          | «24K Magic», Bruno Mars                                                                                    | 10 | 10 | 10 | 9  | 9  | 49 |
| Viernes 15/10   | Luciana Salazar / Isabella Marrone      | «Made for Now», Janet Jackson & Daddy Yankee                                                               | 9  | 8  | 9  | ?  | 7  | 33 |
| Viernes 15/10   | Nazareno Móttola / Celeste López        | «Ritmo (Bad Boys for Life)», The Black Eyed Peas & J Balvin                                                | 7  | 7  | 10 | 8  | 7  | 39 |
| Lunes 18/10     | Mario Guerci / Dylan Dalceggio          | «I Gotta Feeling», The Black Eyed Peas                                                                     | 10 | 10 | 10 | 8  | 9  | 47 |

- Mejor puntaje: Rodrigo Tapari (50)
- Sentenciados/as: Nazareno Móttola (39), Agustín Barajas (41), Lizardo Ponce (39) y Candela Ruggeri (41)

| Martes 19/10 | Agustín Barajas  | Baila pop latino Canciones«La copa de la vida» (Ricky Martin) / «Salomé» (Chayanne)                                             | Salvado en primer lugar  |
| Martes 19/10 | Candela Ruggeri  | Danza aérea Canción«Rewrite the Stars» (Zac Efron y Zendaya)                                                                    | Salvada por el público   |
| Martes 19/10 | Lizardo Ponce    | Baila música de películas: Grease Canción«You're the One That I Want» (John Travolta y Olivia Newton-John)                      | Salvado en segundo lugar |
| Martes 19/10 | Nazareno Móttola | Baila música de películas: La máscara Canciones«The Business of Love» (Dominó) / «Hey Pachuco» (The Modern Ballroom Dance Band) | Eliminado                |

- Salvados por el jurado: Agustín Barajas y Lizardo Ponce
- Salvada por el público: Candela Ruggeri (57.2%)
- Eliminado: Nazareno Móttola (42.8%)
- Abandona: Luciana Salazar

### 17.ª Ronda:Homenajes
| Miércoles 20/10 | Karina, la Princesita | Tango              | «Si yo tuviera un corazón», Mario Visconti / «El día que me quieras», Carlos Gardel                                                                                    | 4  | 7  | 10 | 7  | ?  | 28 |
| Miércoles 20/10 | Rocío Marengo         | Sergio Denis       | «Gigante, chiquito» / «Nada hará cambiar mi amor por ti» / «Un poco loco» / «Como estás, amor» / «Te quiero tanto»                                                     | 4  | 7  | 6  | 5  | 8  | 30 |
| Jueves 21/10    | Agustín Sierra        | Madres             | «Disfruto», Carla Morrison / «Las manos de mi madre», Peteco Carabajal                                                                                                 | 10 | 9  | 8  | 8  | 8  | 43 |
| Jueves 21/10    | Noelia Marzol         | René Favaloro      | «Adiós Nonino», Astor Piazzolla | 8  | 10 | 10 | 10 | 10 | 48 |
| Viernes 22/10   | Rodrigo Tapari        | Selena             | «Amor prohibido» / «Como la flor» | 5  | 2  | 7  | 9  | 7  | 30 |
| Viernes 22/10   | Pachu Peña            | Quino              | «Here Comes the Sun» / «Can't Buy Me Love» / «Let It Be», The Beatles                                                                                                  | 4  | 7  | 10 | 9  | 7  | 37 |
| Lunes 25/10     | Agustín Barajas       | Folclore argentino | «Sin principio ni final», Abel Pintos / «Chacarera de las piedras», Soledad y Abel Pintos / «Himno Nacional Argentino», Alejandro Vicente López y Planes y Blas Parera | 4  | 8  | 7  | 8  | 10 | 37 |
| Lunes 25/10     | Mario Guerci          | Deporte Argentino  | «The Final Countdown», Europe / «Puedes llegar», Gloria Estefan | 8  | 8  | 8  | 5  | 6  | 35 |
| Martes 26/10    | Rocío Igarzábal       | Mercedes Sosa      | «Alfonsina y el mar» / «Yo vengo a ofrecer mi corazón» / «Como la cigarra»                                                                                             | 10 | 10 | 10 | 9  | 9  | 48 |
| Martes 26/10    | Celeste Muriega       | Ricardo Fort       | «Tengo», Sandro / «Colgando en tus manos», Carlos Baute & Marta Sánchez / «¿A quién le importa?», Thalía                                                               | 4  | 8  | 7  | 6  | 7  | 32 |
| Miércoles 27/10 | Viviana Saccone       | Astor Piazzolla    | «Verano porteño» / «Libertango» | 8  | 8  | 9  | 9  | 9  | 43 |
| Miércoles 27/10 | Candela Ruggeri       | Gustavo Cerati     | «Te hacen falta vitaminas» / «En la ciudad de la furia» / «Canción animal»                                                                                             | 8  | 8  | 8  | 8  | 7  | 39 |
| Jueves 28/10    | Lizardo Ponce         | Colectivo LGBT     | «I Want to Break Free», Queen | 4  | 7  | 10 | 10 | 8  | 39 |

1. ↑  Puntaje puesto por Yanina Latorre en reemplazo de Hernán Piquín

- Mejor puntaje: Noelia Marzol (48) y Rocío Igarzábal (48)
- Sentenciados/as: Rocío Marengo (30), Celeste Muriega (32), Mario Guerci (35) y Rodrigo Tapari (35)

| Viernes 29/10 | Rocío Marengo   | Danza cabaret Canciones«Feeling Good» (Ignacio Pérez Cortés)                   | Salvada en último lugar  |
| Viernes 29/10 | Rodrigo Tapari  | Canto y danza aérea Canción«Todo lo que hago, lo hago por ti» (Rodrigo Tapari) | Eliminado                |
| Viernes 29/10 | Mario Guerci    | Danza aérea Canción«Supremacy» (Muse)                                          | Salvado en primer lugar  |
| Viernes 29/10 | Celeste Muriega | Lambada Canciones«Chorando Se Foi (Lambada)» (Kaoma)                           | Salvada en segundo lugar |
| |                 |                                                                                |                          |
| Votos del jurado(Entre los dos últimos a salvar: Rocío Marengo y Rodrigo Tapari) - Ángel de Brito: Rocío Marengo - Carolina «Pampita» Ardohain: Rodrigo Tapari - Guillermina Valdés: Rodrigo Tapari - Jimena Barón: Rocío Marengo - Hernán Piquín: Rocío Marengo |                 |                                                                                |                          |

- Salvados/as por el jurado: Mario Guerci y Celeste Muriega
- Salvados en último lugar:  Rocío Marengo (3)
- Eliminado: Rodrigo Tapari (2)
- Abandona: Karina, la Princesita

### 18.ª Ronda:Rock and Roll
| Viernes 29/10   | Agustín Barajas | «Don't Stop Me Now», Queen                                 | 4  | 8  | 8  | 8  | 9  | 37 |
| Lunes 01/11     | Agustín Sierra  | «Hound Dog», Tom Jones                                     | 8  | 10 | 10 | 10 | 10 | 48 |
| Lunes 01/11     | Lizardo Ponce   | «Rock Around the Clock», Bill Haley & His Comets           | 6  | 10 | 10 | 8  | 8  | 42 |
| Martes 02/11    | Rocío Igarzábal | «Hit Me with Your Best Shot», Pat Benatar                  | 5  | 8  | 9  | 7  | 7  | 36 |
| Martes 02/11    | Rocío Marengo   | «Great Balls of Fire», Jerry Lee Lewis                     | 8  | 7  | 9  | 10 | 9  | 43 |
| Miércoles 03/11 | Noelia Marzol   | «Travelin' Band», Creedence Clearwater Revival             | 10 | 10 | 10 | 8  | 9  | 47 |
| Miércoles 03/11 | Pachu Peña      | «Rock-A-Beatin' Boogie», Bill Haley & His Comets           | 7  | 8  | 10 | 5  | 5  | 35 |
| Jueves 04/11    | Viviana Saccone | «This Cat's on a Hot Tin Roof», The Brian Setzer Orchestra | 5  | 7  | 7  | 8  | 7  | 34 |
| Jueves 04/11    | Candela Ruggeri | «Footloose», Kenny Loggins                                 | 8  | 8  | 10 | 10 | 9  | 45 |
| Viernes 05/11   | Celeste Muriega | «Wake Me Up Before You Go-Go», Wham!                       | 7  | 10 | 10 | 10 | 9  | 46 |
| Viernes 05/11   | Mario Guerci    | «Blue Suede Shoes», Carl Perkins                           | 6  | 9  | 8  | 6  | 7  | 36 |

1. 1 2 3 4 5 6 7 8  Puntaje puesto por Lourdes Sánchez en reemplazo de Jimena Barón

- Mejor puntaje: Agustín Sierra (48)
- Sentenciados/as: Viviana Saccone (34), Pachu Peña (35), Mario Guerci (36) y Rocío Igarzábal (36)

| Lunes 08/11 | Rocío Igarzábal | Danza inspirada en la película Cincuenta sombras de Grey (2015) Canciones«I Got You (I Feel Good)» (Jessie J) | Salvada en segundo lugar       |
| Lunes 08/11 | Pachu Peña      | Folklore alemán Canciones«Vals Tradicional» (Los Waigandt) / «Beer Barrel Polka» (Die-Hard Polka Band)        | Salvado por el público (55.7%) |
| Lunes 08/11 | Viviana Saccone | Foclore argentino Canción«Mujer, niña y amiga» (Destino San Javier)                                           | Eliminada (44.3%)              |
| Lunes 08/11 | Mario Guerci    | Adagio Canción«Losing My Religion» (Ryan Star)                                                                | Salvado en primer lugar        |

- Salvados por el jurado: Mario Guerci y Rocío Igarzábal
- Salvado por el público: Pachu Peña (55.7%)
- Eliminada: Viviana Saccone (44.3%)

### 19.ª Ronda:Merengue
| Martes 09/11    | Agustín Sierra  | «Muévelo», Jandy Ventura & Los Potros                      | 5  | 7  | 8  | 7  | 8  | 35 |
| Martes 09/11    | Agustín Barajas | «Es mentiroso», Olga Tañón                                 | 3  | 8  | 8  | 6  | 8  | 33 |
| Miércoles 10/11 | Noelia Marzol   | «El mismo calor», Banda XXI                                | 10 | 10 | 10 | 10 | 10 | 50 |
| Miércoles 10/11 | Lizardo Ponce   | «La mordidita», Ricky Martin feat. Yotuel                  | 4  | 7  | 8  | 6  | 6  | 31 |
| Jueves 11/11    | Celeste Muriega | «Chica sexy», Banda XXI                                    | 4  | 8  | 8  | 7  | 8  | 35 |
| Jueves 11/11    | Mario Guerci    | «Tu sonrisa», Elvis Crespo                                 | 0  | 6  | 5  | 5  | 5  | 21 |
| Viernes 12/11   | Candela Ruggeri | «Rompe cintura», Los Hermanos Rosario                      | 4  | 8  | 8  | 9  | 8  | 37 |
| Viernes 12/11   | Pachu Peña      | «La dueña del swing», Gabriel Pagán & Los Hermanos Rosario | 3  | 5  | 7  | 3  | 3  | 21 |
| Lunes 15/11     | Rocío Marengo   | «Abusadora», Wilfrido Vargas                               | 5  | 7  | 8  | 8  | 7  | 35 |
| Lunes 15/11     | Rocío Igarzábal | «Esa chica tiene swing», Banda XXI                         | 4  | 6  | 7  | 5  | 5  | 27 |

1. 1 2  Puntaje puesto por Lourdes Sánchez en reemplazo de Carolina Ardohain

| Martes 16/11 | Lizardo Ponce   | Country Canción«Honey, I'm Good» (Andy Grammer)                                             | Salvado en primer lugar  |
| Martes 16/11 | Mario Guerci    | Adagio acrobático Canciones«Can't Help Falling in Love» (Elvis Presley) / «You?» (Two Feet) | Salvado en segundo lugar |
| Martes 16/11 | Pachu Peña      | Adagio romántico Canción«Para decir adiós» (Danny Rivera y Eydie Gormé)                     | Eliminado                |
| Martes 16/11 | Rocío Igarzábal | Canto Canción«El día que me quieras» (Carlos Gardel)                                        | Salvada en último lugar  |
| |                 |                                                                                             |                          |
| Votos del jurado(Entre los dos últimos a salvar: Pachu Peña y Rocío Igarzábal) - Ángel de Brito: Pachu Peña - Carolina «Pampita» Ardohain: Rocío Igarzábal - Guillermina Valdés: Rocío Igarzábal - Jimena Barón: Rocío Igarzábal - Hernán Piquín: Rocío Igarzábal |                 |                                                                                             |                          |

- Mejor puntaje: Noelia Marzol (50)
- Sentenciados/as: Mario Guerci (21), Pachu Peña (21), Rocío Igarzábal (27) y Lizardo Ponce (31)
- Salvados por el jurado: Lizardo Ponce y Mario Guerci
- Salvada en último lugar:  Rocío Igarzábal (4)
- Eliminado: Pachu Peña (1)

### 20.ª Ronda:Comedia musical
- En esta ronda hubo doble eliminación.

| Canciones y puntajes | Canciones y puntajes | Canciones y puntajes          | Canciones y puntajes                                                                  | Canciones y puntajes | Canciones y puntajes | Canciones y puntajes | Canciones y puntajes | Canciones y puntajes | Canciones y puntajes | Canciones y puntajes |
| Fecha                | Famoso(s)            | Musical                       | Canción interpretada                                                                  | Puntajes             | Puntajes             | Puntajes             | Puntajes             | Puntajes             | Total                |                      |
| Fecha                | Famoso(s)            | Musical                       | Canción interpretada                                                                  | ADB                  | CA                   | GV                   | JB                   | HP                   | Total                |                      |
| -------------------- | -------------------- | ----------------------------- | ------------------------------------------------------------------------------------- | -------------------- | -------------------- | -------------------- | -------------------- | -------------------- | -------------------- | -------------------- |
| Miércoles 17/11      | Noelia Marzol        | Moulin Rouge!                 | «Lady Marmalade» / «El Tango de Roxanne» / «Because We Can»                           | 9                    | 10                   | 10                   | 6                    | 8                    | 43                   |                      |
| Miércoles 17/11      | Candela Ruggeri      | Mamma Mia!                    | «I Have a Dream» / «Mamma Mia» / «Dancing Queen»                                      | 4                    | 5                    | 8                    | 9                    | 7                    | 33                   |                      |
| Jueves 18/11         | Agustín Sierra       | Sweet Charity                 | «The Rich Man's Frug» / «The Rhythm of Life» / «Big Spender»                          | 5                    | 8                    | 8                    | 6                    | 6                    | 33                   |                      |
| Jueves 18/11         | Celeste Muriega      | Hairspray                     | «Good Morning Baltimore» / «The Nicest Kids in Town» / «You Can't Stop the Beat»      | 10                   | 10                   | 9                    | 10                   | 10                   | 49                   |                      |
| Viernes 19/11        | Agustín Barajas      | La La Land                    | «City of Stars» / «A Lovely Night» / «Planetarium» / «Credits» / «Another Day of Sun» | 5                    | 8                    | 8                    | 7                    | 9                    | 37                   |                      |
| Viernes 19/11        | Rocío Marengo        | Priscilla, reina del desierto | «I Say a Little Prayer» / «Go West» / «It's Raining Men»                              | 3                    | 6                    | 8                    | 7                    | 9                    | 33                   |                      |
| Lunes 22/11          | Rocío Igarzábal      | Evita                         | «Buenos Aires» / «Santa Evita» / «Don't Cry for Me Argentina»                         | 7                    | 10                   | 9                    | 8                    | 8                    | 42                   |                      |
| Lunes 22/11          | Lizardo Ponce        | Aladdín                       | «One Jump Ahead» / «Arabian Nights» / «Friend Like Me» / «A Whole New World»          | 0                    | 8                    | 8                    | 6                    | 5                    | 27                   |                      |
| Martes 23/11         | Mario Guerci         | Rock of Ages                  | «Here I Go Again» / «More Than Words» / «Don't Stop Believin'»                        | 9                    | 7                    | 10                   | 7                    | 7                    | 40                   |                      |

- Mejor puntaje: Celeste Muriega (49)
- Sentenciados/as: Lizardo Ponce (27), Agustín Sierra (33), Candela Ruggeri (33), Rocío Marengo (33) y Agustín Barajas (37)

| Miércoles 24/11 | Candela Ruggeri | Baile inspirado en la película Burlesque (2010) Canción«Show Me How You Burlesque» (Christina Aguilera)                                                                    | Salvada en segundo lugar       |
| Miércoles 24/11 | Agustín Sierra  | Tango fusión Canción«Santa María (Del buen ayre)» (Gotan Project) | Salvado en primer lugar        |
| Miércoles 24/11 | Agustín Barajas | Adagio Canción«Cuando nadie me ve» (Niña Pastori) | Salvado por el público (39.7%) |
| Miércoles 24/11 | Rocío Marengo   | Charlestón Canciones«Don't Stop 'Til You Get Enough» (Michael Jackson) / «Blame It on the Boogie» (The Jackson 5) / «Shake Your Body (Down to the Ground)» (The Jackson 5) | Eliminada (23.3%)              |
| Miércoles 24/11 | Lizardo Ponce   | Danza pop Canción«Pop» (NSYNC) | Eliminado (37.0%)              |

- Salvados por el jurado: Agustín Sierra y Candela Ruggeri
- Salvado por el público: Agustín Barajas (39.7%)
- Eliminados: Lizardo Ponce (37.0%) y Rocío Marengo (23.3%)

### 21.ª Ronda:Ritmos urbanos
| Jueves 25/11  | Noelia Marzol   | «Anaconda», Nicki Minaj / «Level Up», Ciara                                                               | 7  | 10 | 9  | 6 | 7  | 39 |
| Jueves 25/11  | Celeste Muriega | «Bitch Better Have My Money» / «Work» / «Where Have You Been», Rihanna                                    | 8  | 10 | 10 | 8 | 8  | 44 |
| Viernes 26/11 | Rocío Igarzábal | «Formation», Beyoncé / «Uptown Funk», Mark Ronson feat. Bruno Mars / «Crazy in Love», Beyoncé feat. Jay Z | 4  | 7  | 8  | 5 | 6  | 30 |
| Viernes 26/11 | Mario Guerci    | «Sal y perrea (Remix)», Sech, Daddy Yankee & J Balvin                                                     | 3  | 5  | 5  | 3 | 5  | 21 |
| Lunes 29/11   | Agustín Sierra  | «Whine & Kotch», Charly Black & J Capri                                                                   | 10 | 10 | 10 | 7 | 8  | 45 |
| Lunes 29/11   | Candela Ruggeri | «Ptazeta: Bzrp Music Sessions, Vol. 45», Bzrp & Ptazeta                                                   | 10 | 10 | 10 | 9 | 10 | 49 |
| Martes 30/11  | Agustín Barajas | «Turn Up the Music (Remix)», Chris Brown feat. Rihanna                                                    | 7  | 8  | 8  | 7 | 9  | 39 |

- Mejor puntaje: Candela Ruggeri (49)
- Sentenciados/as: Mario Guerci (21), Rocío Igarzábal (30), Agustín Barajas (39) y Noelia Marzol (39)

| Miércoles 1/12 | Noelia Marzol   | Adagio romántico Canción«Amor prohibido» (Ángela Leiva)                                                                         | Salvada por el público (62.1%) | Salvada por el público (62.1%) | Salvada por el público (62.1%) | Salvada por el público (62.1%) | Salvada por el público (62.1%) | Salvada por el público (62.1%) |
| Miércoles 1/12 | Rocío Igarzábal | Cuadro de baile con instrumentos de percusión Canción«+1» (Martin Solveig feat. Sam White)                                      | Eliminada (37.9%)              | Eliminada (37.9%)              | Eliminada (37.9%)              | Eliminada (37.9%)              | Eliminada (37.9%)              | Eliminada (37.9%)              |
| Miércoles 1/12 | Mario Guerci    | Baile inspirado en la cultura oriental Canciones«Mulan Leaves Home» (Harry Gregson-Williams) / «To Know My Enemy» (Hans Zimmer) | Salvado en primer lugar        | Salvado en primer lugar        | Salvado en primer lugar        | Salvado en primer lugar        | Salvado en primer lugar        | Salvado en primer lugar        |
| Miércoles 1/12 | Agustín Barajas | Tango Canción«El verano» (Ara Malikian)                                                                                         | Salvado en segundo lugar       | Salvado en segundo lugar       | Salvado en segundo lugar       | Salvado en segundo lugar       | Salvado en segundo lugar       | Salvado en segundo lugar       |

- Salvados por el jurado: Mario Guerci y Agustín Barajas
- Salvada por el público: Noelia Marzol (62.1%)
- Eliminada: Rocío Igarzábal (37.9%)

### 22.ª Ronda:Música de películas
- En esta ronda hubo doble eliminación.

| Canciones y puntajes | Canciones y puntajes | Canciones y puntajes      | Canciones y puntajes                                                             | Canciones y puntajes | Canciones y puntajes | Canciones y puntajes | Canciones y puntajes | Canciones y puntajes | Canciones y puntajes | Canciones y puntajes |
| Fecha                | Famoso(s)            | Película                  | Canción interpretada                                                             | Puntajes             | Puntajes             | Puntajes             | Puntajes             | Puntajes             | Total                |                      |
| Fecha                | Famoso(s)            | Película                  | Canción interpretada                                                             | ADB                  | CA                   | GV                   | JB                   | HP                   | Total                |                      |
| -------------------- | -------------------- | ------------------------- | -------------------------------------------------------------------------------- | -------------------- | -------------------- | -------------------- | -------------------- | -------------------- | -------------------- | -------------------- |
| Jueves 2/12          | Agustín Sierra       | Bohemian Rhapsody         | «We Will Rock You» / «Don't Stop Me Now» / «Bohemian Rhapsody», Queen            | 4                    | 8                    | 6                    | 5                    | 6                    | 29                   |                      |
| Jueves 2/12          | Celeste Muriega      | La boda de mi mejor amigo | «I Say a Little Prayer», Aretha Franklin                                         | 5                    | 7                    | 10                   | 5                    | 6                    | 33                   |                      |
| Viernes 3/12         | Noelia Marzol        | James Bond                | «The Name's Bond... James Bond», David Arnold / «Skyfall», Adele                 | 10                   | 10                   | 10                   | 10                   | 10                   | 50                   |                      |
| Viernes 3/12         | Candela Ruggeri      | Hombres de negro          | «Men in Black», Will Smith                                                       | 4                    | 8                    | 8                    | 5                    | 5                    | 30                   |                      |
| Lunes 6/12           | Agustín Barajas      | Cantando bajo la lluvia   | «Good Morning», Judy Garland y Mickey Rooney / «Singin' in the Rain», Gene Kelly | 2                    | 8                    | 7                    | 6                    | 10                   | 33                   |                      |
| Lunes 6/12           | Mario Guerci         | Tango feroz               | «Tango feroz» / «El amor es más fuerte», Ulises Butrón                           | 3                    | 7                    | 7                    | 6                    | 7                    | 30                   |                      |

- Mejor puntaje: Noelia Marzol (50)
- Sentenciados/as: Agustín Sierra (29), Candela Ruggeri (30), Mario Guerci (30), Agustín Barajas (33) y Celeste Muriega (33)

| Martes 7/12 | Agustín Sierra  | Baile para concientizar sobre el bullying Canción«Believer» (Imagine Dragons)                                                   | Salvado por el público (65.0%) |
| Martes 7/12 | Celeste Muriega | Baile urbano Canción«Problema» (Daddy Yankee)                                                                                   | Salvada en primer lugar        |
| Martes 7/12 | Candela Ruggeri | Salsa Canción«Mala mujer» (C. Tangana)                                                                                          | Salvada en segundo lugar       |
| Martes 7/12 | Agustín Barajas | Swing Canciones«Sing, Sing, Sing (With a Swing)» (Benny Goodman and His Orchestra) / «Apache (Jump On It)» (The Sugarhill Gang) | Eliminado (22.3%)              |
| Martes 7/12 | Mario Guerci    | Baile que visibiliza la violencia de género Canción«Malo» (Bebe)                                                                | Eliminado (12.7%)              |

- Salvados por el jurado: Celeste Muriega y Candela Ruggeri
- Salvado por el público: Agustín Sierra (65.0%)
- Eliminados: Agustín Barajas (22.3%) y Mario Guerci (12.7%)

### 1.ª Semifinal:Cha-cha Pop/ Mejor Ritmo
| Canciones y puntajes | Canciones y puntajes                  | Canciones y puntajes | Canciones y puntajes                | Canciones y puntajes | Canciones y puntajes | Canciones y puntajes | Canciones y puntajes | Canciones y puntajes | Canciones y puntajes | Canciones y puntajes |
| Fecha                | Famoso(s)                             | Ritmo                | Canción interpretada                | Puntajes             | Puntajes             | Puntajes             | Puntajes             | Puntajes             | Total                |                      |
| Fecha                | Famoso(s)                             | Ritmo                | Canción interpretada                | ADB                  | CA                   | GV                   | JB                   | HP                   | Total                |                      |
| -------------------- | ------------------------------------- | -------------------- | ----------------------------------- | -------------------- | -------------------- | -------------------- | -------------------- | -------------------- | -------------------- | -------------------- |
| Miércoles 8/12       | Noelia Marzol & Jonathan Lazarte      | Cha-cha Pop          | «Fireball», Pitbull feat. John Ryan |                      |                      |                      |                      |                      | 1                    |                      |
| Miércoles 8/12       | Celeste Muriega & Maximiliano D'iorio | Cha-cha Pop          | «El anillo», Jennifer López         |                      |                      |                      |                      |                      | 0                    |                      |
| Miércoles 8/12       | Noelia Marzol & Jonathan Lazarte      | Mejor Ritmo          | «Inolvidable», Luis Miguel          |                      |                      |                      |                      |                      | 1                    |                      |
| Miércoles 8/12       | Celeste Muriega & Maximiliano D'iorio | Mejor Ritmo          | «Chorando Se Foi», Kaoma            |                      |                      |                      |                      |                      | 0                    |                      |

| Noelia Marzol & Jonathan Lazarte      | 2 | 56.7% (2) | 4 |
| Celeste Muriega & Maximiliano D'iorio | 0 | 43.3% (0) | 0 |

: El punto es para esa pareja.

: El punto no es para esa pareja.

Resultado
- Finalista: Noelia Marzol & Jonathan Lazarte
- Semifinalista: Celeste Muriega & Maximiliano D'iorio

### 2.ª Semifinal:Cha-cha Pop/Ritmos urbanos
| Canciones y puntajes | Canciones y puntajes              | Canciones y puntajes | Canciones y puntajes                                    | Canciones y puntajes | Canciones y puntajes | Canciones y puntajes | Canciones y puntajes | Canciones y puntajes | Canciones y puntajes | Canciones y puntajes |
| Fecha                | Famoso(s)                         | Ritmo                | Canción interpretada                                    | Puntajes             | Puntajes             | Puntajes             | Puntajes             | Puntajes             | Total                |                      |
| Fecha                | Famoso(s)                         | Ritmo                | Canción interpretada                                    | ADB                  | CA                   | GV                   | JB                   | HP                   | Total                |                      |
| -------------------- | --------------------------------- | -------------------- | ------------------------------------------------------- | -------------------- | -------------------- | -------------------- | -------------------- | -------------------- | -------------------- | -------------------- |
| Jueves 9/12          | Agustín Sierra & Fiorella Giménez | Cha-cha Pop          | «Size», Fleur East                                      |                      |                      |                      |                      |                      | 1                    |                      |
| Jueves 9/12          | Candela Ruggeri & Nicolás Fleitas | Cha-cha Pop          | «On the Floor», Jennifer López feat. Pitbull            |                      |                      |                      |                      |                      | 0                    |                      |
| Jueves 9/12          | Agustín Sierra & Fiorella Giménez | Ritmos urbanos       | «Whine & Kotch», Charly Black & J Capri                 |                      |                      |                      |                      |                      | 0                    |                      |
| Jueves 9/12          | Candela Ruggeri & Nicolás Fleitas | Ritmos urbanos       | «Ptazeta: Bzrp Music Sessions, Vol. 45», Bzrp & Ptazeta |                      |                      |                      |                      |                      | 1                    |                      |

| Agustín Sierra & Fiorella Giménez | 1 | 68.3% (2) | 3 |
| Candela Ruggeri & Nicolás Fleitas | 1 | 31.7% (0) | 1 |

: El punto es para esa pareja.

: El punto no es para esa pareja.

Resultado
- Finalista: Agustín Sierra & Fiorella Giménez
- Semifinalista: Candela Ruggeri & Nicolás Fleitas

### Final:Rock and roll/Adagio/Merengue
- El cantante de cumbia Elian Valenzuela, más conocido como L-Gante, se unió al estrado como juez invitado.

| Canciones y puntajes | Canciones y puntajes              | Canciones y puntajes | Canciones y puntajes                           | Canciones y puntajes | Canciones y puntajes | Canciones y puntajes | Canciones y puntajes | Canciones y puntajes | Canciones y puntajes | Canciones y puntajes |
| Fecha                | Famoso(s)                         | Ritmo                | Canción interpretada                           | Puntajes             | Puntajes             | Puntajes             | Puntajes             | Puntajes             | Puntajes             | Total                |
| Fecha                | Famoso(s)                         | Ritmo                | Canción interpretada                           | ADB                  | CA                   | EV                   | GV                   | JB                   | HP                   | Total                |
| -------------------- | --------------------------------- | -------------------- | ---------------------------------------------- | -------------------- | -------------------- | -------------------- | -------------------- | -------------------- | -------------------- | -------------------- |
| Viernes 10/12        | Noelia Marzol & Jonathan Lazarte  | Rock and roll        | «Travelin' Band», Creedence Clearwater Revival |                      | [ n 1 ]              |                      |                      |                      |                      | 1                    |
| Viernes 10/12        | Agustín Sierra & Fiorella Giménez | Rock and roll        | «Hound Dog», Tom Jones                         |                      | [ n 1 ]              |                      |                      |                      |                      | 0                    |
| Viernes 10/12        | Noelia Marzol & Jonathan Lazarte  | Adagio               | «Never Tear Us Apart» , INXS                   |                      |                      |                      |                      |                      |                      | 0                    |
| Viernes 10/12        | Agustín Sierra & Fiorella Giménez | Adagio               | «Pilgrim», Fink                                |                      |                      |                      |                      |                      |                      | 1                    |
| Viernes 10/12        | Noelia Marzol & Jonathan Lazarte  | Merengue             | «El mismo calor», Banda XXI                    |                      |                      |                      |                      |                      |                      | 1                    |
| Viernes 10/12        | Agustín Sierra & Fiorella Giménez | Merengue             | «Muévelo», Jandy Ventura & Los Potros          |                      |                      |                      |                      |                      |                      | 0                    |

| Noelia Marzol & Jonathan Lazarte  | 2 | 50.7% (3) | 5 |
| Agustín Sierra & Fiorella Gimenez | 1 | 49.3% (0) | 1 |

1. 1 2  Voto puesto por Lolo Rossi

: El punto es para esa pareja.

: El punto no es para esa pareja.

Resultado
- Campeones: Noelia Marzol & Jonathan Lazarte
- Subcampeones: Agustín Sierra & Fiorella Giménez

## Audiencia
En la siguiente tabla se detallan las marcas de rating conseguidas por Showmatch: La Academia en cada una de sus emisiones, según datos difundidos por la empresa brasilera Kantar IBOPE. Dichos números corresponden a datos de espectadores de la Ciudad Autónoma de Buenos Aires y del Gran Buenos Aires. 
El estreno promedió 18.8 puntos de rating, siendo esta la marca más alta obtenida por el reality hasta el momento. El regreso marcó 1.8 puntos menos con respecto al debut del Bailando 2019, empatando con la segunda temporada de MasterChef Celebrity Argentina que obtuvo la misma marca.
Por otro lado, el promedio de rating de las emisiones ha descendido notablemente desde el comienzo de Showmatch: La Academia. El día 22 de noviembre el programa obtuvo 5.7 puntos de rating, siendo esta la cifra más baja obtenida en la historia de Showmatch hasta el momento. Su última emisión obtuvo 11.7 siendo éste el único programa del ciclo que se ubicó en el primer puesto del rating, ganándole así también la competencia directa con Telefé.
| Lista de ratings de Showmatch: La academia | Lista de ratings de Showmatch: La academia | Lista de ratings de Showmatch: La academia | Lista de ratings de Showmatch: La academia | Lista de ratings de Showmatch: La academia | Lista de ratings de Showmatch: La academia | Lista de ratings de Showmatch: La academia                                                 | Lista de ratings de Showmatch: La academia | Lista de ratings de Showmatch: La academia |
| Sem.                                       | Prog.#                                     | Día                                        | Fecha                                      | Instancia                                  | Rating                                     | Resultado (IBOPE)                                                                          | Resultado (IBOPE)                          | Resultado (IBOPE)                          |
| Sem.                                       | Prog.#                                     | Día                                        | Fecha                                      | Instancia                                  | Rating                                     | Superó a la competencia                                                                    | En su franja horaria (prime time)          | En el top 10                               |
| ------------------------------------------ | ------------------------------------------ | ------------------------------------------ | ------------------------------------------ | ------------------------------------------ | ------------------------------------------ | ------------------------------------------------------------------------------------------ | ------------------------------------------ | ------------------------------------------ |
| 1                                          | 1                                          | Lunes                                      | 17 de mayo                                 | Cubo al Cuadrado                           | 18.8                                       | Sí (a Doctor milagro) / Empate con MasterChef Celebrity Argentina 2                        | Primero                                    | Primero                                    |
| 1                                          | 2                                          | Martes                                     | 18 de mayo                                 | Cubo al Cuadrado                           | 15.4                                       | No (a Doctor milagro y MasterChef Celebrity Argentina 2)                                   | Tercero                                    | Tercero                                    |
| 1                                          | 3                                          | Miércoles                                  | 19 de mayo                                 | Cubo al Cuadrado                           | 10.7                                       | No (a Doctor milagro y MasterChef Celebrity Argentina 2)                                   | Tercero                                    | Cuarto                                     |
| 1                                          | 4                                          | Jueves                                     | 20 de mayo                                 | Cubo al Cuadrado                           | 10.8                                       | No (a Doctor milagro y MasterChef Celebrity Argentina 2)                                   | Quinto                                     | Octavo                                     |
| 2                                          | 5                                          | Lunes                                      | 24 de mayo                                 | Cubo al Cuadrado                           | 10.5                                       | No (a Doctor milagro y MasterChef Celebrity Argentina 2)                                   | Cuarto                                     | Cuarto                                     |
| 2                                          | 6                                          | Martes                                     | 25 de mayo                                 | Cubo al Cuadrado                           | 11.1                                       | No (a Doctor milagro y MasterChef Celebrity Argentina 2)                                   | Cuarto                                     | Tercero                                    |
| 2                                          | 7                                          | Miércoles                                  | 26 de mayo                                 | Cubo al Cuadrado                           | 10.5                                       | No (a Doctor milagro y MasterChef Celebrity Argentina 2)                                   | Cuarto                                     | Cuarto                                     |
| 2                                          | 8                                          | Jueves                                     | 27 de mayo                                 | Imitaciones perfectas                      | 12.2                                       | No (a Doctor milagro y MasterChef Celebrity Argentina 2)                                   | Cuarto                                     | Tercero                                    |
| 3                                          | 9                                          | Lunes                                      | 31 de mayo                                 | Imitaciones perfectas                      | 11.1                                       | No (a Doctor milagro y MasterChef Celebrity Argentina 2)                                   | Cuarto                                     | Tercero                                    |
| 3                                          | 10                                         | Martes                                     | 1 de junio                                 | Imitaciones perfectas                      | 10.5                                       | No (a Doctor milagro y MasterChef Celebrity Argentina 2)                                   | Cuarto                                     | Cuarto                                     |
| 3                                          | 11                                         | Miércoles                                  | 2 de junio                                 | Imitaciones perfectas                      | 10.6                                       | No (a Doctor milagro y MasterChef Celebrity Argentina 2)                                   | Cuarto                                     | Quinto                                     |
| 4                                          | 12                                         | Lunes                                      | 7 de junio                                 | Imitaciones perfectas                      | 9.9                                        | No (a Doctor milagro y MasterChef Celebrity Argentina 2)                                   | Cuarto                                     | Sexto                                      |
| 4                                          | 13                                         | Miércoles                                  | 9 de junio                                 | Imitaciones perfectas                      | 10.6                                       | No (a Doctor milagro y MasterChef Celebrity Argentina 2)                                   | Cuarto                                     | Cuarto                                     |
| 4                                          | 14                                         | Jueves                                     | 10 de junio                                | Shuffle Dance                              | 9.5                                        | No (a Doctor milagro y MasterChef Celebrity Argentina 2)                                   | Cuarto                                     | Quinto                                     |
| 5                                          | 15                                         | Lunes                                      | 14 de junio                                | Shuffle Dance                              | 9.8                                        | No (a Doctor milagro y MasterChef Celebrity Argentina 2)                                   | Cuarto                                     | Sexto                                      |
| 5                                          | 16                                         | Martes                                     | 15 de junio                                | Shuffle Dance                              | 10.4                                       | No (a Doctor milagro y MasterChef Celebrity Argentina 2)                                   | Cuarto                                     | Quinto                                     |
| 5                                          | 17                                         | Miércoles                                  | 16 de junio                                | Shuffle Dance                              | 9.9                                        | No (a Doctor milagro y MasterChef Celebrity Argentina 2)                                   | Cuarto                                     | Sexto                                      |
| 5                                          | 18                                         | Jueves                                     | 17 de junio                                | Shuffle Dance                              | 9.7                                        | No (a Doctor milagro y MasterChef Celebrity Argentina 2)                                   | Tercero                                    | Quinto                                     |
| 6                                          | 19                                         | Martes                                     | 22 de junio                                | Shuffle Dance                              | 9.9                                        | No (a Doctor milagro y MasterChef Celebrity Argentina 2)                                   | Cuarto                                     | Sexto                                      |
| 6                                          | 20                                         | Miércoles                                  | 23 de junio                                | Disco                                      | 9.0                                        | No (a Doctor milagro y MasterChef Celebrity Argentina 2)                                   | Cuarto                                     | Décimo                                     |
| 6                                          | 21                                         | Jueves                                     | 24 de junio                                | Disco                                      | 9.2                                        | No (a Doctor milagro, MasterChef Celebrity Argentina 2 y La Voz Argentina)                 | Sexto                                      | No entra                                   |
| 7                                          | 22                                         | Martes                                     | 29 de junio                                | Disco                                      | 10.7                                       | No (a Doctor milagro y La Voz Argentina)                                                   | Tercero                                    | Cuarto                                     |
| 7                                          | 23                                         | Miércoles                                  | 30 de junio                                | Disco                                      | 9.3                                        | No (a Doctor milagro y La Voz Argentina)                                                   | Tercero                                    | Sexto                                      |
| 7                                          | 24                                         | Jueves                                     | 1 de julio                                 | Disco                                      | 9.7                                        | No (a Doctor milagro y La Voz Argentina)                                                   | Tercero                                    | Séptimo                                    |
| 7                                          | 25                                         | Viernes                                    | 2 de julio                                 | Disco                                      | 9.3                                        | No (a Telefe Noticias y Doctor milagro)                                                    | Tercero                                    | Octavo                                     |
| 8                                          | 26                                         | Lunes                                      | 5 de julio                                 | Samba de Ballroom                          | 8.9                                        | No (a Doctor milagro y La Voz Argentina)                                                   | Tercero                                    | Sexto                                      |
| 8                                          | 27                                         | Miércoles                                  | 7 de julio                                 | Samba de Ballroom                          | 9.3                                        | No (a Doctor milagro y La Voz Argentina)                                                   | Tercero                                    | Sexto                                      |
| 8                                          | 28                                         | Jueves                                     | 8 de julio                                 | Samba de Ballroom                          | 9.2                                        | No (a Doctor milagro y La Voz Argentina)                                                   | Cuarto                                     | Sexto                                      |
| 8                                          | 29                                         | Viernes                                    | 9 de julio                                 | Samba de Ballroom                          | 7.7                                        | No (a Doctor milagro y La Voz Argentina)                                                   | Cuarto                                     | Décimo                                     |
| 9                                          | 30                                         | Lunes                                      | 12 de julio                                | Samba de Ballroom                          | 9.7                                        | No (a Doctor milagro y La Voz Argentina)                                                   | Cuarto                                     | Quinto                                     |
| 9                                          | 31                                         | Martes                                     | 13 de julio                                | Samba de Ballroom                          | 9.5                                        | No (a Doctor milagro y La Voz Argentina)                                                   | Tercero                                    | Cuarto                                     |
| 9                                          | 32                                         | Miércoles                                  | 14 de julio                                | Samba de Ballroom                          | 8.6                                        | No (a Doctor milagro y La Voz Argentina)                                                   | Cuarto                                     | Noveno                                     |
| 9                                          | 33                                         | Jueves                                     | 15 de julio                                | Reggaeton                                  | 10.3                                       | No (a Doctor milagro y La Voz Argentina)                                                   | Cuarto                                     | Quinto                                     |
| 9                                          | 34                                         | Viernes                                    | 16 de julio                                | Reggaeton                                  | 9.3                                        | No (a Doctor milagro)                                                                      | Cuarto                                     | Cuarto                                     |
| 10                                         | 35                                         | Lunes                                      | 19 de julio                                | Reggaeton                                  | 8.0                                        | No (a Doctor milagro y La Voz Argentina)                                                   | Quinto                                     | Noveno                                     |
| 10                                         | 36                                         | Martes                                     | 20 de julio                                | Reggaeton                                  | 7.0                                        | No (a Doctor milagro y La Voz Argentina)                                                   | Cuarto                                     | No entra                                   |
| 10                                         | 37                                         | Miércoles                                  | 21 de julio                                | Reggaeton                                  | 7.8                                        | No (a Doctor milagro y La Voz Argentina)                                                   | Quinto                                     | Noveno                                     |
| 10                                         | 38                                         | Jueves                                     | 22 de julio                                | Canto                                      | 9.0                                        | No (a Doctor milagro y La Voz Argentina)                                                   | Cuarto                                     | Sexto                                      |
| 10                                         | 39                                         | Viernes                                    | 23 de julio                                | Canto                                      | 8.1                                        | No (a Doctor milagro)                                                                      | Cuarto                                     | Octavo                                     |
| 11                                         | 40                                         | Lunes                                      | 26 de julio                                | Canto                                      | 7.2                                        | No (a Doctor milagro y La Voz Argentina)                                                   | Quinto                                     | No entra                                   |
| 11                                         | 41                                         | Martes                                     | 27 de julio                                | Canto                                      | 6.7                                        | No (a Doctor milagro y La Voz Argentina)                                                   | Quinto                                     | No entra                                   |
| 11                                         | 42                                         | Miércoles                                  | 28 de julio                                | Súper Duelo                                | 7.2                                        | No (a Doctor milagro y La Voz Argentina)                                                   | Sexto                                      | No entra                                   |
| 11                                         | 43                                         | Jueves                                     | 29 de julio                                | Súper Duelo                                | 8.1                                        | No (a Doctor milagro y La Voz Argentina)                                                   | Cuarto                                     | Décimo                                     |
| 11                                         | 44                                         | Viernes                                    | 30 de julio                                | Súper Duelo                                | 8.7                                        | No (a Doctor milagro y Fuerza de mujer)                                                    | Quinto                                     | Séptimo                                    |
| 12                                         | 45                                         | Lunes                                      | 2 de agosto                                | Súper Duelo                                | 7.6                                        | No (a Doctor milagro y La Voz Argentina)                                                   | Quinto                                     | No entra                                   |
| 12                                         | 46                                         | Martes                                     | 3 de agosto                                | Pole Dance                                 | 8.6                                        | No (a Doctor milagro y La Voz Argentina)                                                   | Cuarto                                     | Octavo                                     |
| 12                                         | 47                                         | Miércoles                                  | 4 de agosto                                | Pole Dance                                 | 8.5                                        | No (a Doctor milagro y La Voz Argentina)                                                   | Cuarto                                     | Séptimo                                    |
| 12                                         | 48                                         | Jueves                                     | 5 de agosto                                | Pole Dance                                 | 9.6                                        | No (a Doctor milagro y La Voz Argentina)                                                   | Cuarto                                     | Cuarto                                     |
| 12                                         | 49                                         | Viernes                                    | 6 de agosto                                | Pole Dance                                 | 9.2                                        | No (a Doctor milagro y La Voz Argentina)                                                   | Cuarto                                     | Cuarto                                     |
| 13                                         | 50                                         | Lunes                                      | 9 de agosto                                | Pole Dance                                 | 9.8                                        | No (a Doctor milagro y La Voz Argentina)                                                   | Tercero                                    | Sexto                                      |
| 13                                         | 51                                         | Martes                                     | 10 de agosto                               | Cumbia                                     | 8.6                                        | No (a Doctor milagro y La Voz Argentina)                                                   | Quinto                                     | Noveno                                     |
| 13                                         | 52                                         | Miércoles                                  | 11 de agosto                               | Cumbia                                     | 8.2                                        | No (a Doctor milagro y La Voz Argentina)                                                   | Sexto                                      | No entra                                   |
| 13                                         | 53                                         | Jueves                                     | 12 de agosto                               | Cumbia                                     | 9.9                                        | No (a Doctor milagro y La Voz Argentina)                                                   | Cuarto                                     | Cuarto                                     |
| 13                                         | 54                                         | Viernes                                    | 13 de agosto                               | Cumbia                                     | 8.6                                        | No (a Doctor milagro y La Voz Argentina)                                                   | Cuarto                                     | Quinto                                     |
| 14                                         | 55                                         | Lunes                                      | 16 de agosto                               | Cumbia                                     | 8.1                                        | No (a Doctor milagro y La Voz Argentina)                                                   | Quinto                                     | Sexto                                      |
| 14                                         | 56                                         | Martes                                     | 17 de agosto                               | Cumbia                                     | 8.9                                        | No (a Doctor milagro y La Voz Argentina)                                                   | Quinto                                     | Quinto                                     |
| 14                                         | 57                                         | Miércoles                                  | 18 de agosto                               | Cumbia                                     | 8.1                                        | No (a Doctor milagro y La Voz Argentina)                                                   | Quinto                                     | Décimo                                     |
| 14                                         | 58                                         | Jueves                                     | 19 de agosto                               | Salsa de tres                              | 9.1                                        | No (a Doctor milagro y La Voz Argentina)                                                   | Sexto                                      | Noveno                                     |
| 14                                         | 59                                         | Viernes                                    | 20 de agosto                               | Salsa de tres                              | 8.3                                        | No (a Doctor milagro y La Voz Argentina)                                                   | Sexto                                      | Noveno                                     |
| 15                                         | 60                                         | Lunes                                      | 23 de agosto                               | Salsa de tres                              | 8.5                                        | No (a Doctor milagro y La Voz Argentina)                                                   | Sexto                                      | Décimo                                     |
| 15                                         | 61                                         | Martes                                     | 24 de agosto                               | Salsa de tres                              | 9.8                                        | No (a Doctor milagro y La Voz Argentina)                                                   | Quinto                                     | Sexto                                      |
| 15                                         | 62                                         | Miércoles                                  | 25 de agosto                               | Salsa de tres                              | 9.6                                        | No (a Doctor milagro y La Voz Argentina)                                                   | Cuarto                                     | Quinto                                     |
| 15                                         | 63                                         | Jueves                                     | 26 de agosto                               | Salsa de tres                              | 8.7                                        | No (a Doctor milagro y La Voz Argentina)                                                   | Sexto                                      | Décimo                                     |
| 15                                         | 64                                         | Viernes                                    | 27 de agosto                               | Salsa de tres                              | 9.4                                        | No (a Doctor milagro y La Voz Argentina)                                                   | Cuarto                                     | Cuarto                                     |
| 16                                         | 65                                         | Lunes                                      | 30 de agosto                               | Una que sepamos todos                      | 7.7                                        | No (a Doctor milagro y La Voz Argentina)                                                   | Sexto                                      | No entra                                   |
| 16                                         | 66                                         | Martes                                     | 31 de agosto                               | Una que sepamos todos                      | 9.6                                        | No (a Doctor milagro y La Voz Argentina)                                                   | Quinto                                     | Séptimo                                    |
| 16                                         | 67                                         | Miércoles                                  | 1 de septiembre                            | Una que sepamos todos                      | 8.4                                        | No (a Doctor milagro y La Voz Argentina)                                                   | Sexto                                      | No entra                                   |
| 16                                         | 68                                         | Viernes                                    | 3 de septiembre                            | Una que sepamos todos                      | 8.4                                        | No (a Doctor milagro y La Voz Argentina)                                                   | Quinto                                     | Noveno                                     |
| 17                                         | 69                                         | Lunes                                      | 6 de septiembre                            | Una que sepamos todos                      | 10.6                                       | No (a Doctor milagro)                                                                      | Cuarto                                     | Cuarto                                     |
| 17                                         | 70                                         | Martes                                     | 7 de septiembre                            | Una que sepamos todos                      | 9.4                                        | No (a Doctor milagro)                                                                      | Cuarto                                     | Séptimo                                    |
| 17                                         | 71                                         | Miércoles                                  | 8 de septiembre                            | Una que sepamos todos                      | 9.5                                        | No (a Doctor milagro)                                                                      | Tercero                                    | Sexto                                      |
| 17                                         | 72                                         | Viernes                                    | 10 de septiembre                           | Ritmo del jurado                           | 9.7                                        | No (a Doctor milagro)                                                                      | Cuarto                                     | Quinto                                     |
| 18                                         | 73                                         | Lunes                                      | 13 de septiembre                           | Ritmo del jurado                           | 8.1                                        | No (a Doctor milagro y Bake Off Argentina)                                                 | Séptimo                                    | No entra                                   |
| 18                                         | 74                                         | Martes                                     | 14 de septiembre                           | Ritmo del jurado                           | 8.4                                        | No (a Doctor milagro y Bake Off Argentina)                                                 | Quinto                                     | Séptimo                                    |
| 18                                         | 75                                         | Miércoles                                  | 15 de septiembre                           | Ritmo del jurado                           | 9.3                                        | No (a Doctor milagro y Bake Off Argentina)                                                 | Cuarto                                     | Quinto                                     |
| 18                                         | 76                                         | Jueves                                     | 16 de septiembre                           | Ritmo del jurado                           | 8.5                                        | No (a Doctor milagro y Bake Off Argentina)                                                 | Quinto                                     | Séptimo                                    |
| 18                                         | 77                                         | Viernes                                    | 17 de septiembre                           | Ritmo del jurado                           | 8.4                                        | No (a Doctor milagro y Pequeñas Victorias)                                                 | Quinto                                     | Sexto                                      |
| 19                                         | 78                                         | Lunes                                      | 20 de septiembre                           | Ritmo del jurado                           | 9.0                                        | No (a Bake Off Argentina) / Sí (a Pequeñas Victorias)                                      | Sexto                                      | Décimo                                     |
| 19                                         | 79                                         | Martes                                     | 21 de septiembre                           | Super Duelo II                             | 9.3                                        | No (a Bake Off Argentina) / Sí (a Pequeñas Victorias)                                      | Sexto                                      | Octavo                                     |
| 19                                         | 80                                         | Miércoles                                  | 22 de septiembre                           | Super Duelo II                             | 8.7                                        | No (a Bake Off Argentina) / Sí (a Pequeñas Victorias)                                      | Sexto                                      | Octavo                                     |
| 19                                         | 81                                         | Jueves                                     | 23 de septiembre                           | Super Duelo II                             | 8.0                                        | No (a Bake Off Argentina) / Sí (a Pequeñas Victorias)                                      | Sexto                                      | Décimo                                     |
| 19                                         | 82                                         | Viernes                                    | 24 de septiembre                           | Super Duelo II                             | 10.0                                       | No (a Doctor milagro) / Sí (a Pequeñas Victorias)                                          | Tercero                                    | Quinto                                     |
| 20                                         | 83                                         | Lunes                                      | 27 de setiembre                            | Super Duelo II                             | 8.8                                        | No (a Bake Off Argentina)                                                                  | Sexto                                      | Octavo                                     |
| 20                                         | 84                                         | Martes                                     | 28 de setiembre                            | Ritmo con cantantes                        | 7.7                                        | No (a Bake Off Argentina)                                                                  | Sexto                                      | No entra                                   |
| 20                                         | 85                                         | Miércoles                                  | 29 de setiembre                            | Ritmo con cantantes                        | 7.5                                        | No (a Bake Off Argentina)                                                                  | Sexto                                      | No entra                                   |
| 20                                         | 86                                         | Jueves                                     | 30 de setiembre                            | Ritmo con cantantes                        | 7.9                                        | No (a Bake Off Argentina)                                                                  | Séptimo                                    | No entra                                   |
| 20                                         | 87                                         | Viernes                                    | 1 de octubre                               | Ritmo con cantantes                        | 9.7                                        | Sí (a Züleyha)                                                                             | Sexto                                      | Octavo                                     |
| 21                                         | 88                                         | Lunes                                      | 4 de octubre                               | Ritmo con cantantes                        | 7.9                                        | No (a Bake Off Argentina)                                                                  | Sexto                                      | No entra                                   |
| 21                                         | 89                                         | Martes                                     | 5 de octubre                               | Ritmo con cantantes                        | 8.4                                        | No (a Bake Off Argentina)                                                                  | Sexto                                      | Noveno                                     |
| 21                                         | 90                                         | Miércoles                                  | 6 de octubre                               | Ritmo con cantantes                        | 8.0                                        | No (a Bake Off Argentina)                                                                  | Sexto                                      | No entra                                   |
| 21                                         | 91                                         | Jueves                                     | 7 de octubre                               | Baile con niños                            | 7.2                                        | No (a Bake Off Argentina)                                                                  | Quinto                                     | No entra                                   |
| 21                                         | 92                                         | Viernes                                    | 8 de octubre                               | Baile con niños                            | 8.9                                        | Sí (a Züleyha)                                                                             | Cuarto                                     | Cuarto                                     |
| 22                                         | 93                                         | Lunes                                      | 11 de octubre                              | Baile con niños                            | 7.1                                        | No (a Bake Off Argentina)                                                                  | Sexto                                      | No entra                                   |
| 22                                         | 94                                         | Martes                                     | 12 de octubre                              | Baile con niños                            | 7.6                                        | No (a Bake Off Argentina)                                                                  | Sexto                                      | No entra                                   |
| 22                                         | 95                                         | Miércoles                                  | 13 de octubre                              | Baile con niños                            | 7.0                                        | No (a Bake Off Argentina)                                                                  | Sexto                                      | No entra                                   |
| 22                                         | 96                                         | Jueves                                     | 14 de octubre                              | Baile con niños                            | 7.9                                        | No (a Bake Off Argentina)                                                                  | Quinto                                     | Noveno                                     |
| 22                                         | 97                                         | Viernes                                    | 15 de octubre                              | Baile con niños                            | 8.8                                        | Sí (a Züleyha)                                                                             | Sexto                                      | Sexto                                      |
| 23                                         | 98                                         | Lunes                                      | 18 de octubre                              | Baile con niños                            | 6.7                                        | No (a Bake Off Argentina) / Sí (a No es tan tarde)                                         | Sexto                                      | No entra                                   |
| 23                                         | 99                                         | Martes                                     | 19 de octubre                              | Baile con niños                            | 8.5                                        | No (a Bake Off Argentina) / Sí (a No es tan tarde)                                         | Quinto                                     | Octavo                                     |
| 23                                         | 100                                        | Miércoles                                  | 20 de octubre                              | Homenajes                                  | 7.1                                        | No (a Bake Off Argentina) / Sí (a No es tan tarde)                                         | Sexto                                      | No entra                                   |
| 23                                         | 101                                        | Jueves                                     | 21 de octubre                              | Homenajes                                  | 7.8                                        | No (a Bake Off Argentina) / Sí (a No es tan tarde)                                         | Sexto                                      | Noveno                                     |
| 23                                         | 102                                        | Viernes                                    | 22 de octubre                              | Homenajes                                  | 9.3                                        | Sí (a Susana Giménez y No es tan tarde)                                                    | Quinto                                     | Cuarto                                     |
| 24                                         | 103                                        | Lunes                                      | 25 de octubre                              | Homenajes                                  | 6.9                                        | No (a Bake Off Argentina) / Sí (a No es tan tarde)                                         | Sexto                                      | No entra                                   |
| 24                                         | 104                                        | Martes                                     | 26 de octubre                              | Homenajes                                  | 7.2                                        | No (a Bake Off Argentina) / Sí (a No es tan tarde)                                         | Sexto                                      | No entra                                   |
| 24                                         | 105                                        | Miércoles                                  | 27 de octubre                              | Homenajes                                  | 6.1                                        | No (a Bake Off Argentina) / Sí (a No es tan tarde)                                         | Séptimo                                    | No entra                                   |
| 24                                         | 106                                        | Jueves                                     | 28 de octubre                              | Homenajes                                  | 7.0                                        | No (a Bake Off Argentina) / Sí (a No es tan tarde)                                         | Octavo                                     | No entra                                   |
| 24                                         | 107                                        | Viernes                                    | 29 de octubre                              | Rock and roll                              | 8.4                                        | Sí (a Züleyha y No es tan tarde)                                                           | Cuarto                                     | Sexto                                      |
| 25                                         | 108                                        | Lunes                                      | 1 de noviembre                             | Rock and roll                              | 7.0                                        | No (a Bake Off Argentina) / Empate con No es tan tarde                                     | Séptimo                                    | No entra                                   |
| 25                                         | 109                                        | Martes                                     | 2 de noviembre                             | Rock and roll                              | 8.4                                        | No (a Bake Off Argentina) / Empate con No es tan tarde                                     | Sexto                                      | Décimo                                     |
| 25                                         | 110                                        | Miércoles                                  | 3 de noviembre                             | Rock and roll                              | 7.0                                        | No (a Bake Off Argentina) / Empate con No es tan tarde                                     | Séptimo                                    | No entra                                   |
| 25                                         | 111                                        | Jueves                                     | 4 de noviembre                             | Rock and roll                              | 6.7                                        | No (a Bake Off Argentina) / Empate con No es tan tarde                                     | Octavo                                     | No entra                                   |
| 25                                         | 112                                        | Viernes                                    | 5 de noviembre                             | Rock and roll                              | 8.7                                        | Sí (a Züleyha y No es tan tarde)                                                           | Sexto                                      | Décimo                                     |
| 26                                         | 113                                        | Lunes                                      | 8 de noviembre                             | Rock and roll                              | 6.4                                        | No (a Bake Off Argentina) / Sí (a No es tan tarde)                                         | Octavo                                     | No entra                                   |
| 26                                         | 114                                        | Martes                                     | 9 de noviembre                             | Merengue                                   | 6.8                                        | No (a Por el mundo) / Sí (a No es tan tarde)                                               | Noveno                                     | No entra                                   |
| 26                                         | 115                                        | Miércoles                                  | 10 de noviembre                            | Merengue                                   | 7.2                                        | No (a Por el mundo) / Sí (a No es tan tarde)                                               | Séptimo                                    | No entra                                   |
| 26                                         | 116                                        | Jueves                                     | 11 de noviembre                            | Merengue                                   | 7.4                                        | No (a Por el mundo) / Sí (a No es tan tarde)                                               | Sexto                                      | No entra                                   |
| 26                                         | 117                                        | Viernes                                    | 12 de noviembre                            | Merengue                                   | 7.8                                        | No (a Por el mundo) / Sí (a No es tan tarde)                                               | Tercero                                    | Sexto                                      |
| 27                                         | 118                                        | Lunes                                      | 15 de noviembre                            | Merengue                                   | 7.2                                        | No (a Por el mundo) / Sí (a No es tan tarde)                                               | Sexto                                      | No entra                                   |
| 27                                         | 119                                        | Martes                                     | 16 de noviembre                            | Merengue                                   | 8.0                                        | No (a Por el mundo) / Sí (a No es tan tarde)                                               | Cuarto                                     | Octavo                                     |
| 27                                         | 120                                        | Miércoles                                  | 17 de noviembre                            | Comedia Musical                            | 8.0                                        | No (a Por el mundo) / Sí (a No es tan tarde)                                               | Sexto                                      | Octavo                                     |
| 27                                         | 121                                        | Jueves                                     | 18 de noviembre                            | Comedia Musical                            | 7.4                                        | No (a Por el mundo) / Sí (a No es tan tarde)                                               | Sexto                                      | No entra                                   |
| 27                                         | 122                                        | Viernes                                    | 19 de noviembre                            | Comedia Musical                            | 7.0                                        | No (a Por el mundo) / Sí (a No es tan tarde)                                               | Sexto                                      | Décimo                                     |
| 28                                         | 123                                        | Lunes                                      | 22 de noviembre                            | Comedia Musical                            | 5.7                                        | No (a Por el mundo) / Sí (a No es tan tarde)                                               | Séptimo                                    | No entra                                   |
| 28                                         | 124                                        | Martes                                     | 23 de noviembre                            | Comedia Musical                            | 7.1                                        | No (a Por el mundo) / Sí (a No es tan tarde)                                               | Séptimo                                    | No entra                                   |
| 28                                         | 125                                        | Miércoles                                  | 24 de noviembre                            | Comedia Musical                            | 7.7                                        | No (a Por el mundo) / Sí (a No es tan tarde)                                               | Sexto                                      | Noveno                                     |
| 28                                         | 126                                        | Jueves                                     | 25 de noviembre                            | Ritmos urbanos                             | 6.9                                        | No (a Por el mundo) / Sí (a No es tan tarde)                                               | Sexto                                      | No entra                                   |
| 28                                         | 127                                        | Viernes                                    | 26 de noviembre                            | Ritmos urbanos                             | 7.5                                        | Sí (a Por el mundo y No es tan tarde)                                                      | Quinto                                     | Séptimo                                    |
| 29                                         | 128                                        | Lunes                                      | 29 de noviembre                            | Ritmos urbanos                             | 8.1                                        | No (a Por el mundo) / Sí (a No es tan tarde)                                               | Sexto                                      | Décimo                                     |
| 29                                         | 129                                        | Martes                                     | 30 de noviembre                            | Ritmos urbanos                             | 7.8                                        | No (a Por el mundo) / Sí (a No es tan tarde)                                               | Sexto                                      | Noveno                                     |
| 29                                         | 130                                        | Miércoles                                  | 1 de diciembre                             | Ritmos urbanos                             | 7.7                                        | No (a Por el mundo) / Sí (a No es tan tarde)                                               | Sexto                                      | No entra                                   |
| 29                                         | 131                                        | Jueves                                     | 2 de diciembre                             | Música de películas                        | 7.4                                        | No (a Por el mundo) / Sí (a No es tan tarde)                                               | Sexto                                      | Décimo                                     |
| 29                                         | 132                                        | Viernes                                    | 3 de diciembre                             | Música de películas                        | 8.2                                        | No (a Por el mundo) / Sí (a No es tan tarde)                                               | Sexto                                      | Noveno                                     |
| 30                                         | 133                                        | Lunes                                      | 6 de diciembre                             | Música de películas                        | 7.7                                        | No (a Por el mundo) / Sí (a No es tan tarde)                                               | Sexto                                      | Octavo                                     |
| 30                                         | 134                                        | Martes                                     | 7 de diciembre                             | Música de películas                        | 9.7                                        | No (a Por el mundo) / Sí (a No es tan tarde)                                               | Cuarto                                     | Cuarto                                     |
| 30                                         | 135                                        | Miércoles                                  | 8 de diciembre                             | 1.ª Semifinal                              | 8.2                                        | Sí (a Cine Telefé)                                                                         | Cuarto                                     | Cuarto                                     |
| 30                                         | 136                                        | Jueves                                     | 9 de diciembre                             | 2.ª Semifinal                              | 9.8                                        | Sí (a Cine Telefe: Acusada, Por el mundo y No es tan tarde)                                | Cuarto                                     | Cuarto                                     |
| 30                                         | 137                                        | Viernes                                    | 10 de diciembre                            | La Gran Final                              | 11.7                                       | Sí (a Por el mundo, MasterChef Celebrity Argentina 3, No es tan tarde y Staff de noticias) | Primero                                    | Primero                                    |

Notas
Promedio general 8.7
1. ↑  Se cuenta solo si superó a la competencia directa de Telefe según las mediciones de Ibope.

     Programa más visto.
     Programa menos visto.